# 浦安鉄筋家族の登場人物
浦安鉄筋家族の登場人物（うらやすてっきんかぞくのとうじょうじんぶつ）は、浜岡賢次の漫画、およびそれを原作とするアニメ『浦安鉄筋家族』とその続編『元祖!浦安鉄筋家族』、『毎度!浦安鉄筋家族』、『あっぱれ!浦安鉄筋家族』に登場する架空の人物を記述する。
- 声優表記は「ドラマCD版  / アニメ第1期 / アニメ第2期」の順。1人しか記載されていない場合は特記ない限りテレビアニメ版第1期のキャストとする。
- 俳優表記は「舞台版 / テレビドラマ版」の順。1人しか記載されていない場合は特記ない限りテレビドラマ版のキャストとする。

## 小鉄の家族
大沢木 小鉄（おおさわぎ こてつ）
声 - 田中真弓 / 岩坪理江 / 三森すずこ
演 - いとう大樹 / 斎藤汰鷹
本作の主人公。大沢木家の次男。愛称「小鉄っちゃん（こてっちゃん）」。
坊主頭でとても元気だが、そして浦安一の馬鹿（菊池おさむなど一部を除く）でもある。初期はいじめっ子であり、犯罪まがいの過激な行動も多かったが、徐々に友達思いな一面も見せクラスのリーダー的ポジションに立っている。性格はよくも悪くもさっぱりで明るく、怒ることはあっても怨んだり憎んだりせず裏表のない性格。余程の変人や悪人でない限りは人見知りもしないので誰とでも友達になれる。同時に相手が大人であっても突っ込みに容赦はしない。
体育が唯一の成績“5”を取れるほどの得意教科。特にマラソンは、持ち前の持久力を発揮し大得意（ただし足の速さはかなり遅い。理由は後述）。図工と音楽は“2”でそれ以外はオール1、しかもテストの点数は常に5点以下。さらに、算数のテストで臨死体験を経験し（282発目など）、教科書を多く入れたランドセルを背負って、それほど重くないにもかかわらず倒れるほど（321発目）、勉強が大嫌いである。一度だけ算数のテストで21点を取ったが、その時は涙に奇跡と言われた。
当初は学年リレーに抜擢され、最下位から巻き返せるほどの俊足を誇っていたが、途中から小学2年生の平均を下回るほどの鈍足という設定に変わってしまった。のり子との競争で圧倒的な差を付けられ、汚名返上のために奈々子先生に指導を頼んだことも。その代わり驚異的なスタミナを手に入れ、一日数時間も走り続けたり、夏休みを全力で遊んだりするようになった。また後の話では「極度の思い込み」という設定も加わり、その思い込みだけで凄まじいパワーを発揮することがある。
1年中袖と襟に赤いラインの入った半袖のTシャツと半ズボン。ただしATC（秋田書店のコンビニ漫画）などではラインの色が緑などになっていることもある。アニメでもTシャツのラインの色が緑になっている。初期のころは胸の部分に太いラインの入ったタンクトップや白の無地のシャツなどを着ていた。風邪をひくことは滅多にないが、作中で一度だけ風邪をひいている。「子供は寒さに強く作られている」と考えている。最初のころはオーバーオールに長袖のいでたちでいることも多く、またセーターなどの服をたまに着ることもある。あかねから「世界イチ夏休みを愛する男」と呼ばれるほどの夏休み好きであり、夏休みになると力尽きるまで遊び続けるが、宿題は一切しない。しかし膝に爆弾を抱えているなど、不安を感じさせる部分もある（後に、のり子のおでこを触った際に起きた「奇跡」で完治）。
あかねに初めて会った時に一目惚れして以来ずっと恋心を抱いているが、後述の通りあかねへの恋愛感情は以前に比べるとやや薄まってきている。また、彼女に不幸な出来事が起こっても大爆笑していたり、突飛な行動についていけず否定したりする。
のり子とは転校初日に馬鹿にしたことによって衝突しており、『無印』初期ののり子とはライバル的な存在であったが、『無印』中盤以降は共に悪ノリすることが増えていき、『元祖!』以降は二人だけで行動する場面が増えていきパートナー的な立ち位置となっている。また、のり子が数日学校を休んでいる間、毎朝彼女の安否を確認している。プロレスごっこをする仲であるが、のり子がツインテール以外の髪型になると、攻撃が弱くなり、締め技が甘くなる。
性格の欠点として、他人に対してのイタズラなどの問題行動を起こす際、ほとんど罪悪感を持っておらず、さらには謝罪しないことである。また理不尽な理由で暴力を振るうことも多かった。花丸木やフグオなどの一部の人物が小鉄のいじめやイタズラ行為などの被害にあっている。ただし、そういった行動は元祖以降は見られなくなっており、花丸木に対しては追いかけこそするものの、遊びたがっているだけのようであるが、当の花丸木には恐怖の対象として認識され、敬遠されている。
独特の性癖の持ち主であり、あかねの鼻から異物が出ているのを見て興奮したり、あかねが使ったマスクを執拗に手に入れようとしていた。一方であかねの裸を見て興奮したり、鈴木鈴のスカートを覗こうとするなど一般的な性欲も持っている。
おじいちゃん子であり、単純な性格から祖父の金鉄に言われたことをすぐに実行に移そうとする。休日でも連続登校記録保持のため毎日学校に通っており、何かしらの理由で自身が学校に行けなくなった際には、身内が代行した事もあった。また、順子に連れていかれた図書館で手にしたキネズブックの記録を破ろうと様々な挑戦したがいずれも失敗し、さらにはキネズブックをボロボロにしてしまい、貸し出し禁止となってしまったことも。学校の図書室から借りた本も返すのを忘れた挙句、ボロボロにしてしまったことがある。
大のプロレス好きであり、好きなレスラーはスーパー・ストロング・マシーン。弟の裕太に様々なプロレス技からファッキンポーズまで伝授した。浦安市の地理に詳しく「浦安の裏道王」とも呼ばれる。市内にある公園などにも詳しく、目隠しをしても障害物に接触することなく走り回れる。地雷を踏んでも怪我1つしない。
太りやすい体質でもあるが痩せやすい体質でもあり、その時は顔まで変わってしまう。フグオの家に一晩泊まっただけで太って顔もフグオそっくり（逆にフグオが泊まりに来たときは家族全員が太った）となり、痩せるために仁の家に泊まった際は痩せはしたが仁そっくりの顔に変化した上に星形のマークまでうっすらと出ていたため、のり子からは「カメレオン」呼ばわりされた。
愛読書は本作が掲載されている週刊少年チャンピオンで、『グラップラー刃牙』シリーズの大ファン。週刊少年チャンピオンの編集部に行って、バキシリーズの作者である板垣啓輔の住所を編集者に聞きたがるほどの大ファン。またこの雑誌に連載されているアクション漫画『京太郎』の大ファンでもある。
連載初期はTVゲームもプレイしていたこともあったが、最も得意なジャンルである格闘ゲームさえ大鉄以外にボロ負けしたりすることが多いなど、お世辞にも上手いとは言えなかった。現在では作風や小鉄自身の性格の変動や、小鉄軍団が完全にアウトドア派のグループである事も相まって、全くプレイしていない。
初期の小鉄は、大鉄がタバコを吸うと寄ってきてニオイをかいだりする。しかし、あかねに「タバコ臭い」と言われて（294発目）、タバコを吸っていた大鉄を非難したこともある。また、生後すぐ大鉄に手違いでタバコを吸わされたこともある。
初期の頃は大鉄の初期の髪型と同じだったが、転校してきたのり子と衝突した際に髪を引っこ抜かれ、その髪引っ張りへの対策のために金鉄に頼んで現在の丸刈りにした（「丸刈りになってから面白くなった」と作者がコメントしている）。作者は「小鉄は自分自身を映したもの」と語っている。乳児期の髪型は現在と同じである。
髪型が変わる前はいじめっ子である描写が強調される一方、窮地に陥るとすぐ泣く脆さが目立ち、その度に祖父・金鉄に泣きついて慰めてもらう姿が多く見られた。
『元祖!』での大沢木小鉄
小3になると一年中海水パンツ一枚になる（前作の終盤でもその姿が見られる）。ただし体育の時間のみ体育着を着用。16巻でGパンを初めて履く。乳児のころからおむつを履くことを嫌い、常に裸でいることを好んでいてかなりの冒険好きであった。
他者へのいじめや暴力描写が少なくなり、優しい一面を見せるようになる（NYAが春巻宅の掃除当番になったときは「代わりに俺たちがやるよ」と言い買って出ようとした）など初期に比べてまともな性格になってきているが、勉強は全く出来ないといった根本的な部分はあまり変わらず。クラス内にとどまらず他学年、他校の子供たちとも分け隔てなく仲良く遊ぶ描写が多く、同世代の子供たちから人気は更に上昇した。更に前作（特に初期）では考えられなかったが意外と男前という設定も追加され、女子人気もノブに次ぐ高さになっており、バレンタインデーには大勢の女子からチョコレートを貰っているほどである。また下級生からは特に人気があり、それまで非常に物静かだったが元気ないたずらっ子に変貌した奈々子先生のクラスの1年生達にも兄のように慕われるようになり、奈々子先生以上もの高い人気と人望も勝ち取った。大鉄や仁ママ同様「見える人間」であり、幽霊の姿を視認できる。作中で小鉄が見たのは小学校に潜む悪霊であり、危うく道連れに殺されかけたが持ち前の耐久力と能天気さで乗り切り、逆に悪霊を驚かせてショックのあまりコナゴナにしてしまった（しかも小鉄は悪霊の正体に最後までまったく気づかなかった）。
『毎度!』での大沢木小鉄
海水パンツすらなくなり全裸になることも増えた。母似であると言われており（75キンポ）、実際に大鉄の少年時代とは性格以外ほとんど似ていない。
謎のルール遊びやプロレス好き、悪戯好きは相変わらずで、良くも悪くも周囲を巻き込み引き付ける。のり子やあかねを危険から身を挺して庇う、病欠の生徒を気遣う、鈴ちゃんとのやり取りで面倒見の良さを発揮するなど正義感や思いやりが強くなっている。ただし大抵はオチが付き、裏目に出て自身や相手が酷い目に合うのがほとんどである。
「夏休みパワー」や「思い込みパワー」には拍車がかかっており、ついにはタイムスリップをしてしまったほど（86キンポ・281キンポ）。
匂いフェチが進行しており、緑茶の袋や柔軟剤（ダウニー）のキャップを机の中でコレクションしている（251キンポ）。ダウニーが好きで女子相手でも匂いを嗅ぐ悪癖となっている一方、犬並みの嗅覚で探し物を探知する特技ももつ。佐渡勇子に言葉責めをねだったり、ツッコミをしないのり子（のり子のふりをしたノムさん）に不満を漏らすなどややM気質に。
あかねへの恋愛感情は以前に比べるとやや薄まってきているようで、田中が発行した学級新聞にあかねとノブの2ショット写真が掲載された際には、写真ではなく田中が描いた4コマ漫画の完成度の高さに興味を示していた。
のり子がツインテール以外の髪型になると、攻撃が弱くなる設定が追加された。
『あっぱれ!』での大沢木小鉄
ファンであったスーパー・ストロング・マシーンの引退にショックを受けており、たまたま通りかかったマスクを脱いだ状態のマシーンから感謝される（小鉄はマシーン本人とは気付いていない）。その後マシーンの依頼により、仲間たちとマシーン軍団を引き継いだ。
塚美愛と遊んでいる途中で、スカートの中を覗こうとしているなど、性欲が増してきている。
大沢木 大鉄（おおさわぎ だいてつ）
声 - なし / 松山鷹志 / 一条和矢、松山鷹志（19発目）
演 - 鏡憲二 / 佐藤二朗
小鉄の父。43歳。大沢木家の大黒柱。愛称「大鉄っつぁん」（だいてっつぁん）。
初期のころはちょっとしたことでもテーブルをひっくり返す、小鉄を毛嫌いし、裕太を可愛がる偏屈な愛情を見せる、のり子の父等同業のタクシーと衝突する等非常に気が荒く、家族物だったこともあり、主人公的存在だったが、連載方針が小鉄中心になるとヘビースモーカーで、何でも面倒くさがりで、かなりぐうたらな性格であらゆることを途中で投げ出す人物に変わって行く。初期のころは「くだらねー」が口癖であり、子供たちに影響することが多々あった。
初期では靴を脱ぐシーンもあったが、物語の途中から家の中でも猛暑でない限り土足で生活し始め、その結果極度の油足になり、歩いただけで床がはがれてしまったり、靴が足からはがれなくなったりしている。また足の裏は「核兵器級の悪臭」を放ち、匂いをかいだ人たちが集団で嘔吐する程の威力を誇る。服装は季節などによって変わるが、基本的には緩めたネクタイ（初期はネクタイピンをしていた）をつけ、無地系のワイシャツにスラックスもしくはデニム系のズボンをはいている。初期は夏場に半ズボンをはいたり、長ズボンの裾を捲ったりしていた。また夏場は草履を履くこともあった。ハッチとスタスキーに無意識のうちに迷惑をかけており、2匹からは嫌われているが、大鉄本人はいじめているという自覚が無い。
性格は自己中心的で、煙草やそれらの類などの一部を除けばあらゆることに鈍感。また自分自身の性格をほんの少しも自覚しておらず、晴郎を罵倒するなど自分の性格を棚に上げているところもある。しかし、クリスマスで成り行きから泥棒のような風貌になった花丸木を不審者と勘違いして殴り飛ばしたり、ストーカーに関する事件に腹を立てる等、正義感にあふれる姿に加え、大学入試に失敗して引きこもる晴郎を説教するという、父らしい姿も見せていた。また、愚痴を言いつつも家族旅行には付き合うなど大鉄なりにではあるが家族への愛情を見せている。上記のような性格であるが優しい一面もあり、『毎度!』以降は後述の営業不振のベーやんに売上向上のため協力するなど、思いやりのある一面を見せている。初期では酒を好むシーンもあったが、飲んだ後は何らかのアクシデントに巻き込まれたりまた何かのアクシデントを起こしたりして家族に迷惑をかけることが多く、職業上の都合などからあまり見ることはなくなった。家事を手伝うことがほとんどなく、珍しく手伝いをした時には浦安市に異常気象が起こった。善意が必ず裏目に出るタイプ。また他者から感謝されることや好意を持たれることに慣れていないため、偶然対向車に道を譲って感謝されたときは感激のあまり号泣し、とあることがきっかけで妻・順子が灰皿を綺麗に整え自ら煙草に火をつけようとする等、日頃の感謝を示した際は恐怖感を露にした。
職業は個人タクシードライバーだが、乱暴な運転で事故を起こすことも多い一方、片輪走行できるなど運転だけは神懸かり的センスを持つ。タクシーのベース車はクリーム色のS50系スカイラインで、大掛かりな改造が施されている。デザインは連載が進むにつれて変わっており、初代は「大沢木」と書かれた行灯の上に土星型のランプがあり、二代目は行灯だけのデザインで、そして現在の三代目はピラーの上にランプがついたデザインである。実写ドラマ版ではミズリナグリーンのRS40系クラウンを使用している。
頭髪が薄いことをとても気にしているがよく事件に巻き込まれて抜けてしまう（頭髪が完全になくなると、小鉄達による嫌がらせの対象となるから）。また、髪型は最初は刈り上げただけの髪型だったが、65発目の「脳天」で脱毛が発覚して以降、脱毛部分を隠すため左（/）櫛型 の七三分けをするようになった。ただし、脱毛が発覚した後も一時期は髪形を七三にせず刈り上げた髪にしていた。また逆に七三分けするようになった後も櫛を入れていない髪形になっていた時もある。
連載初期は、一週間ほど禁煙出来ていたが、中盤からタバコの1カートンのパッケージごと吸うなどエスカレートしていき、現在は、一日460本吸うという超ヘビースモーカーぶりを見せる。好きな煙草の銘柄は話によって様々だが特にERキャストを好むことが多い。大沢木家の壁などは彼のタバコのヤニで変色してしまっているほど。また禁煙すると貧乏揺すりするだけで金鉄いわく関東大震災、もしくは阪神・淡路大震災級の地震を起こしたり、通常の時よりかなりの無気力な性格になる（14発目）。さらに、生後間もない小鉄を抱こうとしてタバコを吸わせてしまったこともある。巨人ファンで阪神ファンののり子の父とは犬猿の仲。また、小鉄ほどではないがプロレス好きで、好きなレスラーはミル・マスカラス。
『無印』と『毎度！』以降で描かれた小学生時代が異なっており、『無印』ではそのいい加減な性格やいじめっ子であったために友達が一人もおらず、遊び相手は近所の野良猫だけだった。元々鈍感だったため、最初のころは気にしておらず、むしろ自慢することが多かった。399発目の「休んでゴメン」でトイレの便座から抜けなくなった小鉄の代わりに学校に行って自分の子供時代を思い出し、フグオをいじめていた肥満体の同級生と重ね合わせてちょっかいを出した挙句泣かせたために小鉄のクラスメイトに非難され、その過程で友達がいないのは自分のせいだと理解し、号泣した。『毎度！』では面倒くさがりでぐうたらな性格は相変わらずだが、注意を受ける程度で周りに迷惑を掛ける事がほとんど無くはなくいじめっ子でもない。また、持参したするめをクラスメイトに配ったり、アベベを中心にクラスメイトが大鉄の世話を楽しみながらやっているシーンがあるため、無印版とは違い周囲に溶け込んでる。
作者の浜岡自身は花丸木や春巻と並んで最も気に入っているキャラクターの1人と言っており、性格の一部のモデルも作者の作品評で作者が「大鉄って、俺に似ている」というコメントをしている。
『元祖!』での大沢木大鉄
指を鳴らして火を起こす、家や街中に隠しタバコをストックするなど、タバコジャンキーぶりはエスカレート。また、同じくタバコ好きのタクシードライバー仲間3人のリーダーとして行動を共にするようになる。相変わらずの面倒くさがりのぐうたらだが、妻の順子には頭が上がらない様子で、蛍光灯のお使いにでかけるなどしている。順子の誕生日には、順子を風邪で寝込ませて自ら進んで家事を手伝う など、妻孝行な一面も見せた。人とすれちがっただけで着火してしまったり、物をひったくってしまうなど、特異体質が現われはじめ、鈍感さがエスカレートする。相変わらず適当な性格で運転は荒っぽいが、ラジコンの運転やタバコの扱いには人並外れた器用さを見せる（45固め）。特にタバコの煙では変装したり有る筈の無い壁を作るなどの超人技ができる。ハゲの他、中年太りが進行（179固め）。
一時的に花丸木とアクシデントでくっついてしまい、面倒くさくなってそのまま打ち解けるものの、それを見て仰天した桜に花丸木もろ共ぶっ飛ばされた（155固め）。『元祖!』から服装が統一され、真夏でも緩めたネクタイをつけたワイシャツを着るようになった（ただし連載初期など、一部を除く）。「賛成の反対」では頭を打って真面目な性格になったが映画館に行く際に彼の安全運転の遅さに怒った家族にぶっ飛ばされて、また頭を打ち元の性格に戻ってしまう。
また一時期は喫煙本数を減らそうとする順子の努力や行きつけのタバコ屋とコンビニの閉店などにより12箱（240本）に減ったこともあったが結局逆戻りして喫煙本数2カートン分（箱の数にすると20箱、本数にすると400本吸っている）に逆戻りしてしまい、結局順子の努力は水の泡になってしまった。
大沢木家は、基本的にこの自堕落な大鉄を唯一の稼ぎ手とする大家族であるにも関わらず（しかも莫大なタバコ代や自動車修理費がのしかかっている）、貧乏描写はほとんどなく、特に同業で核家族の西川家とは対照的である。もっとも家にクーラーはなく、順子が日々倹約に励むなど標準的な庶民描写となっている。
『毎度!』での大沢木大鉄
べーやんの売上が芳しくないと聞くと一念発起して売上向上に協力するなど、他人を思いやる一面を見せた。
『あっぱれ!』での大沢木大鉄
新型コロナウイルス感染症（COVID-19）の流行によりベーやんが休業しているときに、晴郎の助言を元に店長の麻岡にテイクアウトを提案したり、「TBS」とともにデリバリーを買って出るなど、ベーやんへの愛着を見せている。
大沢木 順子（おおさわぎ じゅんこ）
声 - なし / 天野由梨 / 東條加那子
演 - 東ななえ / 水野美紀
大鉄の妻で、小鉄達の母。41歳。専業主婦で性格は作中ではまともな方だが、金鉄のために買った布団の重さに気をとられて車道を歩いてしまったこともある。春巻の代わりに授業をした時にはクラスの生徒から尊敬された（199発目）。料理上手で子煩悩、小鉄の友達の母達とも仲がよく、誰に対しても優しく天真爛漫であるため、小鉄の仲間たちを始め多くの人物から慕われている。しかし、小鉄・大鉄のバカ行為を止めさせたり裕太を危機から救ったりする時には潜在的なパワーが発揮され、常識を越した行動をしてしまう。その時、無意識のうちにプロレス技を使ってしまったことすらある。主な仕事は大鉄や小鉄、晴郎を叱ること。たまに無免許運転をしてしまうが、上手に運転できる。缶けりが強い。また、小鉄の仲間たちを始めとする登場人物たちからはかなりの美人と評されており、作中でも41歳にしては若く描かれており、息子たちも基本的に母似である。また、健康器具を使ってダイエットに勤しんでいるが、友人の佐茂飯からは年齢を感じさせない体型を羨ましがられている。『毎度!』以降、人妻でありながら異性からモテる描写が描かれるようになり、友部からストーキングされていたり、『あっぱれ!』の168ミャオでは男4人から同時に愛の告白を受けている。のり子たちには「順子さん」と呼ばれている。
髪の毛の色は黒のベタで塗られているが、カラーでは茶色いことが多かった。
『元祖!』での大沢木順子
近所の奥さんとの付き合いが増えた。大鉄による臭害や金銭的圧迫に悩まされつつも、煙の匂いをかいだだけで銘柄を言い当てるなど、タバコ慣れしてきている。常識人ではあるが、型破りな行動をすることもしばしば増えてきている。肥満体の晴郎のみならずハッチ、スタスキーを大鉄のタクシーに載せて家族旅行を決行するなど前作以上に家族愛の深さを思わせる描写が多くなったが、裕太への溺愛ぶりや、のり子が小鉄に惚れていると思い込んでいる（これに関しては女の勘が当たっているようだが）等、親バカな描写も多くなった。また、他の保護者達から徹底的なクレームを受ける春巻を庇い、春巻の指導役に買って出たこともある（あかねの母曰く「順子さんってダメ男に弱い」）。大福星子に真向勝負を仕掛け圧勝するなど、格闘能力も大幅にアップしている。
『毎度!』での大沢木順子
『元祖!』では、小学校時代は運動音痴で、運動会の障害物競争でよく失敗しては周囲から笑われていたことに加え、『毎度!』では美術の才能がからっきしであることが判明（63キンポ）。裕太のために雪だるまを作ったものの、原型がわからないほどのグロテスクな雪だるまを作ったために、夢に出てくるほどのトラウマを裕太に植え付けてしまった。
『あっぱれ!』での大沢木順子
大鉄を抱き枕にして就寝した際、満面の笑みを浮かべている。美人であることがさらに強調されるようになっている。目に見えない力に導かれて吸引されてきた4人の男性に突然愛を捧げられたり、禁煙道場主やラーメン採点家を魅了したりしている。
大沢木 金鉄（おおさわぎ きんてつ）
声 - なし / 坂東尚樹 / 一条和矢
演 - 直樹フェスティバル / 坂田利夫
大鉄の父で、小鉄達の祖父。76歳。知的な性格で小鉄にことわざなどを教えるが、小鉄が言われたことをすぐに「文字通り」に実行に移そうとするため順子に止められる。よく家族のために頑張る。ハッチの散歩をよく行う。孫が大好きで、晴郎が幼少のころ、彼のために住民運動を起こして市に歩道橋を作らせてしまったこともある。
特技は小鉄に変装すること。ローリングストーンズが大好きで、初期のころは、その曲を再生しながらヘッドフォンを耳に当てている姿が見られた。また、『元祖!』で晴郎からフラッシュメモリータイプの音楽プレイヤーを渡されていたが、その時は「ヘッドフォンを耳に当てる」行為を忘れていた。腰痛持ちの高齢だが、誤ってタンクローリーを家まで持ってしまうほどの体力もある。友人はかなり多く老人会の会合にもよく出かけているが、ここでも無茶をしてしまう。妻（大鉄の母）には先立たれており、亡き妻の遺影はタンスの上に位牌共々掲げられている。基本的に息子とは対照的に常識豊かな人物だが、時おり大暴走することがある。それでも順子は義父として徹底的に立てており、夫に対してのようにキレることはない。年金受給者であるかどうかは定かではないが、高価な骨董品をポンと買うことがあり、財政力は謎である。好きなプロレスラーはザ・デストロイヤー。
『元祖!』での大沢木金鉄
腰痛持ちの高齢でありながら、とっさにとんでもない運動神経を発揮するようになる（112固め他）。花丸木を「らむ君」と呼んでいることが明らかになるが、第三者から見ても明らかにいじめなのに花丸木が小鉄たちと遊んでいると思い込んでおり、そのため21巻掲載の「忘れ物」の回で「小鉄の友人か?」と発言している（その台詞と一緒に花丸木と小鉄、仁、のり子の3人組が出てくる回想があるがどう見ても明らかにいじめである。ただし、小鉄たちの方はいじめているつもりがない場合が多いのも留意する必要がある）。
大沢木 晴郎（おおさわぎ はるお）
声 - なし / 一条和矢
演 - 草野博紀 / 本多力
大沢木家の長男。19歳。肥満体型で眼鏡 をかけている洋画・アニメオタクの浪人生だが、受験勉強やアルバイトは全くしていない。最初のころは予備校に通っていたが、話が進むたびに通わなくなっていった。将来の人生設計も「建築士になってカリオストトロの城を作る」「映画監督になってセーラープーンの実写版を製作する」などと言った具合に、どれも破綻しきった物ばかり。
洋画だけでなくアニメなども好み、本編中では様々なアニメキャラクターのコスプレをしておりハリウッドスター似の友人たちと共に「西部劇を守る会」を結成して仲間からデュークと呼ばれている（浦安のイーストウッド、大佐とも）。洋画やアニメの他にも、「鉄道」や「切手」など様々な分野でもオタクとは小鉄の弁。祖父の金鉄に甘やかされてお菓子などの甘いものをたくさん食べさせられたことが原因で肥満体になった。非常に太りやすい体質で、家を破壊するほど太ったりしたこともある（352発目）。また、太ったときには高木ブーそっくりの顔立ちにもなる。痩せてニコラス・ケイジそっくりになったこともある（355発目）。自転車には乗れないが三輪車と一輪車には乗れる。部屋の中はゴミやアニメ系の物の山であるが、中には米軍基地から盗んできたという本物の地雷などもある（256発目）。これら“宝物”は時折母・順子や祖父・金鉄の手によって無断でゴミとして処分されることが多い。好きなプロレスラーは初代タイガーマスク。
手先が器用で趣味は改造。その器用さであかねの弟のおさむにエアバッグつきのベビーカーをプレゼントしたり、あかねに補助輪つき安全自転車を送ったことも。心優しい性格であり弟思い、妹思い（宮崎危機の攻撃から桜を守ったり、捕まった小鉄を取り返そうとする描写もそれぞれある）でもあるが、当の二人からは軽蔑されている節がある。付き合っている彼女はインターネット上で知り合った宮崎危機（しかし晴郎は初対面で危機の本性を知って以来、彼女を嫌っている）。「- なり」、「- だっちゃ」など数多くのアニメキャラの口癖を持ち、他にも「ござる」などの口癖を用いることもある。しかし動揺した時などは一人称が「俺」になり口調もまともなものになったことがある。金鉄曰く「中学までは頭が良かった」とのことでのり子が算数を教わった時はそのわかりやすさに驚いていた。アニメと同じことを現実にやって失敗することもしばしば。作者は「扱いづらい」「晴郎主演作はどれも酷い」とコメントしており、一度はスタスキー共々ボツキャラになりかけたこともある。ドラマ版ではYouTuberとして、自身の実験・改造動画を配信しているシーンが存在する。
容姿のモデルは担当の編集者“伊藤”さん。
『元祖!』での大沢木晴郎
扱いが浪人生から無職になった。ただし地区の防犯パトロールやケーキ屋の短期アルバイトとしてサンタクロースを引き受けている。また肥満の状態も悪化。2時間の食べ放題で異常なほど太って帰宅したり、走っただけで別人のようにやせ細るなど（225固め）、異常体質がエスカレートしている。あまりにも太りすぎたため二階に上がることもできず、一時小鉄と部屋を入れ替えた（218固め）。宮崎危機に好かれ付きまとわれているが、あまりに粗暴な危機を嫌い逃げ回り、さらには弓矢を放ち落とし穴をしかけるなど反撃にも転じている。クリスマスの日、サンタに扮した危機が勝手に自分の宝物（フィギュア）を子供たちに渡そうとした時は、不意打ちながらもパンチ一発でKOするなど力強さを見せている（『毎度!』においては、危機に襲われそうになった桜を庇う一面も見せている）。
『毎度!』での大沢木晴郎
大きな設定は変わっていないが、肥満を前面に押し出した扱いは少なく、むしろそれほど大食ではないことがうかがえる描写がある（71キンポ）。ダメながらも心の優しい面がフィーチャーされて描かれており、小鉄からは軽蔑される描写は少なくなりむしろその仲間たちからも慕われているようになっている。特にノムさんとの相性が良く、再三危機一髪の場面を救ったり、彼女とのやり取りの関係で晴郎主演の作品も増えた。東日本大震災があったためか晴郎のシャツには「DON'T GIVE UP TOHOKU」の文字がある。
『あっぱれ!』での大沢木晴郎
特に設定変更は見られなかったが、突然糖質制限ダイエットに取り組んだ結果、別人のように痩せ細ってしまった(86ミャオ)。
大沢木 桜（おおさわぎ さくら）
声 - なし / 岡村明美 / 橘田いずみ
演 - 聞間彩 / 岸井ゆきの
大沢木家の長女。おっちょこちょいで天然ボケ。裕太の面倒を見たり、のり子と遊んであげたりなど基本的には心優しいが、かなり短気な部分もあり、特に小鉄に対しては厳しい所がある。ハエが大嫌いで、屁の威力もかなりのもの。
連載開始時は中学2年生（ドラマ版では高校2年生）で、付き合っている彼氏は花丸木。本編ではよく花丸木と一緒にデートしているが小鉄たちに見つかりそのまま災難に巻き込まれることも多い。初期は小鉄を殴り飛ばすなどの対処していたが、現在は精々軽く注意する程度である。初期のころは髪にヘアバンドをかけていて、一時期、髪を短めにしていたことがあったが、現在は元に戻っている。
象を後ろ蹴りで倒してしまうほど強く、元・一流プロレスラーである国会議員に立ち向かうほど肝が据わっており、その腕っぷしの強さは母親譲り。順子の家事を手伝う一面もあり、裕太にパンケーキと作ってあげたり、順子から夕食を任されるなど料理上手なところも母譲りである。のり子と仲良くなったのは大沢木家では彼女が最初。通っている中学の制服のデザインも最初期のころはセーラー服だったが、後半になってくるとブレザーに変わっていたりする。彼女が変人と見なされるのは花丸木と付き合っているという部分が多い。彼女と花丸木との話がパターン化したことからその手の話が少なくなり、出番が一時期かなり減った。
顔は母似で作中でも可愛いと評されている。今では大鉄を非難、軽蔑する面があるが、幼少期は大鉄の適当な行動を逆に好んでいた。しかも本人も花丸木の世話を友人の弥生に押し付けることが多いため彼女から「ホント適当な性格」と言われるなど、大鉄の性格がかなり遺伝していると言える。小鉄の仲間たちには一貫して優しく、慕われている。
『元祖!』での大沢木桜
彼氏である花丸木の脱衣に手際よく対応できるようになっているが、花丸木に対してキレて暴行することも増えた。
『毎度!』での大沢木桜
花丸木が彼氏というより友達の関係に近くなり、二人だけの話も激減している（花丸木は友人の弥生との話が増加されている）。また、今時の女子高生のようなキャラ設定になっており、常にスマホを片手に持って過ごし、大鉄は「俺にゴミを見るような目をしてくる」と言ったり、弟の裕太には「スマホばかりでつまらない」と言われてしまっているなど、当初の激情型の性格から冷めた性格に大幅に変化しているが、のり子にお下がりで服をあげるなど優しい性格は変わらない。上記のように父の大鉄を軽蔑しているように見えるが、父の日にプレゼントを渡すなど素直になれてない面を見せている。作者曰く、フグオと同様彼女の再生が今後の課題。
『あっぱれ!』での大沢木桜
小鉄の仲間たちの急な押しかけに対しても夕食を振舞うなど、優しさは相変わらず。また、順子と同じくのり子が小鉄に惚れていると思い込んでいる。
51ミャオにて花丸木とのひさしぶりの再会で顔を赤らめていたが、102ミャオでは名前で呼んでおらず複雑な関係になっていた。後に花丸木との恋人関係が復活しており、当初の激情型の性格が戻りつつある。
大沢木 裕太（おおさわぎ ゆうた）
声 - なし / 大谷育江 / 楠田亜衣奈
演 - キノスケ
大沢木家の三男。母似で可愛らしい幼児。のり子や同じ幼児からは「ゆーたん」と呼ばれている。天才幼児で、得意技はDDT。大沢木家の子供の中では一番まともだが、同時に強靭な肉体と強大な腕力の持ち主でもあるため、将来が危ぶまれていることには変わりはない。初期は周りの幼児たちを率いていた。末弟と云う事もあり、家族みんなから愛されており、小鉄の友人たちからも可愛がられている 。 同じ保育園に通う橋友信也の息子・まさひろとは大の仲良しで、お互いに「まさくん」「裕ーたん」と呼び合っている。青田くんを気に入っている。
初期のころは0歳という設定だったが、途中から成長して保育園に通っており、3歳児位の描写となっている。兄である小鉄の1兆倍頭がいいらしく、手を骨折した順子を整形外科に引っ張っていったこともある。髪の毛の色は茶髪でカラーでない時はスクリーントーンは貼られていない。
『元祖!』での大沢木裕太
保育園児になり行動力が増えただけでなく大掛かりなプロレス技を覚えた。大鉄を「とーちゃん」と呼び、順子を「ママ」と呼ぶ（ただし「パパ」と呼ぶこともある）ほか晴郎のことは「晴兄ちゃん」と呼び、兄弟の中で最も慕っている。賢さも前作より上がっている。晴郎から（強制的に）演技指導を受けておりその演技力は高く、また声優としての素養も引き出された。毎回繰り広げられる家族のドタバタ劇や家族の言動に対して基本的には笑顔でいるが実は演技であり、心の中では家族の言動を深く分析している。
ハッチ
声 - 岩坪理江
大沢木家の飼い犬。小さいころに小鉄が拾ってきた。昔は白一色の犬（カラー版では白でないことも）だったが、小鉄にペンキを塗られ、顔の一部が黒くなった。大鉄に餌を踏みつけられるなど無意識のうちにいじめられているが、スタスキーと共謀して仕返しに及んだこともある。
散歩係は金鉄だったが、散歩の時間が朝夕40秒ずつで一時的に太ってしまったため解任された。小鉄や大鉄が起こした騒動やトラブルをフォローしようとする等かなり賢いが、裏目に出てしまうことが多いのが玉にキズ。
スタスキー
声 - 大谷育江
大沢木家が飼っているペットのチンパンジー。大鉄に餌のバナナを食われるなど無意識のうちにいじめられており、ハッチと共謀して大鉄に仕返しを仕掛けたり、意気投合した闇崎マキ（後述）に大鉄への日頃の恨みを打ち明け、彼女と共謀して仕返しに及んだ。小鉄が風邪を引いた際、晴郎によって小鉄に似せた人形に入り、学校をパニックに陥れたことも。一時期ボツキャラになってしまい、大沢木家から姿をくらませていたが無事復帰。
青田くん（あおたくん）
大鉄がゴミ捨て場から裕太のプレゼントのため拾ってきたかなり不気味な人形。
一度は順子に捨てられたが、仁とフグオの二人が拾って裕太にプレゼントし、現在に至る。人形なのになぜか成長する（赤ちゃんの青田君に髪の毛が生えて、重くなっている）が、自我が宿っているかは不明。また、大沢木家の背景にモブとして登場しているが、コマが変わるたびに移動しているため、不気味さが増している。裕太はとても大切にしているが、順子はかなり怖がっており、この人形の目を見ると些細なことでもパニックになり思考が停止してしまう。
モデルは作者の家にある同型の人形。
『元祖！』での青田君
19巻に掲載の「ママー、おやつー」の回では、身長が裕太と同じくらいになり髪が生えるようになり、また服装も裕太が通っている幼稚園の制服に酷似した服になっていたが、それ以降からは初期のデザインに戻っている。
ドゥーさん
桜が友達に貰ってきた人形。裕太に大事にされている。偶然、青田くんにギロチンドロップをするが、その後倒れたタンスの上でひびが入るほどのギロチンドロップを青田くんからくらった（偶然かどうかは不明）。

## 小鉄の友達とその家族

### のり子の家族
西川 のり子（にしかわ のりこ）
声 - 神代知衣 / 荒木香恵 / 橘田いずみ
演 - 井尻晏菜 / 平澤宏々路
大阪から転校してきた少女で本作のヒロイン格。寝屋川市出身。大阪弁で話し、タフさでは劣るが運動能力の面では小鉄を圧倒している。西川家は大沢木家の隣にあり、数日で建てた2階建てのバラック小屋。安普請なので何度も倒壊している。土井津家ほどではないが、家が貧乏（主に父親の博打好きが原因である）。朝食がアイスだけだったり、新聞やチラシは隣の大沢木家のものを早起きして勝手に見ていたりする。
小鉄とは転校初日に馬鹿にされたことによって衝突しており、小鉄の髪型を変える遠因を作っている。『無印』初期ではライバル的な存在であったが、『無印』中盤以降は小鉄の抑え役であると共に悪ノリすることがあり、『元祖!』以降は二人だけで行動する場面が増えていき、パートナー的な立ち位置となっている。バレンタインデーには小鉄にチョコを渡したこともあり、恋心ゆえの行動かは不明であるが、『元祖!』以降はバレンタインの日に意味深な表情をすることが増えている。後述の通り『元祖!』中盤あたりから小鉄に対してデレるようになり、小鉄が他の女子と仲良くしている場面では複雑な表情を見せるようになった。
やんちゃ娘ではあるがしっかり者で思いやりの有る一面も持つ。そのため順子には早い段階から「良い子」として見られていた。また母が後述のような性格であるため、母の代わりとして家事全般をこなすことができる。得意教科は体育で、不得意科目は算数（ただし、晴郎の家庭教師を受けた後は大幅に成績向上した模様）。大沢木家の面々では最初に仲良くなったのは桜で、花丸木をいじめている際にも桜の前ではばつの悪そうな表情をしたことも。彼女のおでこには不思議な力が宿っており、体調不良の人の症状や小鉄の馬鹿を治したこともある。柔道着を着ると運動能力が上がり、小鉄達はおろか、車をも投げ飛ばす怪力が出る。基本的にジャージや体操服でいることが多いが、女の子らしい服装をしていることもあり、あかねからもらった古着を着てくることが多い。夏場は甚平を着ることもある。普段の服装が定着しているせいか、一度髪を結ばずあかねから貰ったお古を着ていた時にあかねと間違えられたこともある。このことを利用して、あかねになりすましたこともあったが、結果としては最初のほうは体育で褒められたものの、後に散々な目に遭っただけであった。友人たちの中では話題にならないが、転校初日ではノブから「結構可愛い」と評されたり、順子や桜など一部の人物からは美少女として扱われている。ヨーグルトと卵料理が好物で、納豆が大嫌い。
上記の作者をして「カンフル剤」と言わしめた存在。
『元祖!』での西川のり子
髪型（前髪）が微妙に変わった。柔道着を着ると柔道の達人になる。ラップの芯で耳に息を吹きかけられることを嫌がり、指の骨の鳴る音に嫌悪感を示すなど苦手なものが増えている。
小鉄への態度は基本的に前作と変わらないが、別人のように元気のない小鉄（実際に別人だった）を心配する（302固め）など、時に親身な対応をするようになった。また小鉄の褒め言葉（「おまえおもしろいぞ」、「カーテンがいい匂い」など）に歓喜・赤面したり、無理やり自宅に押しかけた小鉄の「昼飯作ってー」という理不尽な要望を受け手作りチャーハンを振舞ったり、バレンタイン（383固め）に小鉄がノムさんからチョコをもらった際には嫉妬とも見て取れる言動を見せるなど、小鉄への態度が意味深になっている。この話のラスト3コマでは仁の表情も意味深である。作者コメントによると10年に一度のサービスとのこと。
『毎度!』での西川のり子
キャラクターに大きな変化は無いが、度々変質者に付け狙われるようになるなど、受難体質の傾向が見え始めている。順子の小鉄愛には、「恐怖」を感じるなど、すでに嫁姑関係にありがちな鬱になっている。小鉄に対してかなりデレるようになったほか、前髪をかきあげる動作フェチの設定が加わる。一度風邪の影響で痩せてしまい、また順子から髪型と服装を変えられてしまったこともあり、誰からも本人とは気付かれず転校生として一日過ごしたことがある。この話のラストでのり子が学校を休んでいる数日間、小鉄が毎朝のり子の部屋まで行き安否を確認していたこと知り、感極まっているように思われるシーンとなっている。
『あっぱれ！』での西川のり子
以前にも増して小鉄にデレる場面が増えており、小鉄のさりげない優しさにも赤面している。それは周囲の人間(当の小鉄は除く)にも薄々気づかれているようで、辛口カレーパンを食べて発言まで辛口になってしまったフグオに「なんか最近デレデレしてて面白くないプー」と言われてしまった。小鉄があかねと手をつないだときと、タイガー軍団の新メンバー美月凜と握手した際は複雑な表情をしている。
141ミャオで偶然であるが 初めて小鉄にチョコを渡すことができた。
のり子のお母ん（のりこのおかん）
声 - 岡村明美
演 - 後藤郁 / MEGUMI
のり子の母。スーパーで堂々と割り込んだ上で値切るドケチな主婦。初登場時は順子と敵対していたが、のり子と小鉄が友人関係になってからは仲が良い母同士の関係になっている。また、初期のころは夫同様にかなりぐうたらで、非常識な行動をするためのり子にもあきれられていた。現在は順子と仲良くなったこともあり無印終盤からは比較的まともな人物になっており、のり子の友達の母達とも仲が良い場面も描かれている。のり子にねだられて自転車を買ってあげる約束をするが、安いという理由で一輪車を買ってくるなどお茶目な一面もある。弁当屋で働く。大鉄ほどではないが、かなりのヘビースモーカーで酒飲み。初期の髪型は両サイドをお団子にまとめていたが『無印』終盤からはポニーテール中心に髪型を変えている。また『無印』中盤以降、登場するたび顔が変化するなど安定していなかったが、『毎度！』終盤以降はのり子に近い顔立ちで順子と同様若々しく描かれている。
のり子のお父ん（のりこのおとん）
声 - 石井康嗣
演 - 伊﨑央登 / バッファロー吾郎A
のり子の父。タクシードライバー。タクシー兼愛車はフェアレディZ(S30)。根っからの博打好きであり、西川家が貧乏生活を強いられる原因となっている。また、以前住んでいた大阪では「負ければ娘を海に捨て、妻の爪を剥ぐ」などといった過激なギャンブルで家族に多大な迷惑をかけていた。初期の妻同様にヘビースモーカーかつ酒飲みでぐうたら。阪神ファンであり、大鉄とは犬猿の仲だが、それでも江戸紫桃代について気をつけるように大鉄に対し忠告をしたりするなど、ケンカ友達でもある。『ドカベン』全巻を揃えているなど、古い漫画が好きという一面がある。
妻と比べると出番が大幅に減っていき、登場しても酒瓶を片手に寝ているというシーンばかりになった。また、後述の大鉄の仕事仲間である「TBS」が登場してからはさらに出番が減っている。

### 仁の家族
土井津 仁（どいつ じん）
声 - 坂本千夏 / 石井康嗣 / 一条和矢
演 - 塩﨑太智 / 細井鼓太
第1巻の「ドイツ人」で初登場。誕生日は6月6日。坊主頭で、頭にある星形のハゲがトレードマークの無口な少年。小学生とは思えない強烈な風貌と低音の声が特徴。あかねや仁ママなどからは「仁ちゃん」と呼ばれているが、春巻からは「星印（ほしじるし）」と呼ばれることもある。登場当初はヤクザの男に「人を殺したような目」と評されて気に入られる程に異様な雰囲気を放っていたが、回を重ねるごとに徐々に和らいでいき、現在では年相応の表情や振る舞いを見せる事も多い。
後述の通り極貧生活を送っており、故に金銭への執着は凄まじく、母親程ではないものの金のためなら手段を選ばない強かな所もあるが、基本的には非常に優しい性格。その性格ゆえに小鉄やあかねの要望を叶えるために行動を起こすことも多いが、ほとんどが裏目に出てしまう。得意技はピッキング。将来の夢は課長。握手を求めて来た小鉄をじゃんけんで負かし、ガッツポーズまで決めるという、顔に似ずお茶目な一面も持つ。学校帰りに仁から逃げようとして走り出した所、タケシにぶつかってしまった小鉄を助けたことで友情が芽生え、一番の親友に。しかし、金銭が絡むとあっさりと裏切ることもあり、花子に小鉄の弱点（左膝）を30円で教えてしまったりする。また、ノムさんの大食い癖と優しさを利用して賞金を掠め取ろうとしたため、それを知ったペロから天誅を食らわされている。
学業に関してはあかね曰く優等生であり、得意科目は算数と図工。特に算数に関しては金銭への執着ゆえに凄まじいものがあり、割り算も簡単にこなす。身体能力も高い方で、初登場回ではかなりの俊足を見せたり、相撲大会で準優勝した事もある。この他にはクラスメイトが存在を忘れていた小枝くんを違うクラスでありながらただ一人覚えているなど、記憶力にも優れる。
着ているTシャツは、仁ママが二十年前に飛び降り自殺した子供の死体から剥ぎ取ったもの。デニム系のファッションに強烈な憧れを抱いており、全財産を銀行から下ろしてデニムジャケットを買ったり、ノブの捨てたジーンズを拾っている。小二の時は小鉄達の中で唯一隣のクラスであり、クラス内では一人孤立していた（ドラマ版では初めから小鉄と同じクラスになっている）。理由は不明だが、登下校の際はランドセルを背中では無く、身体の前面に回して持っている
父親は数年前に自殺。とても貧乏で、平屋の廃屋を住居としている。住居は建て付けも生活環境も非常に悪く、作中で何度も倒壊・爆発している。自宅住所は「墓地裏6‐6‐6」。母親の「仁ママ」と飼い犬の「仁犬」と暮らしている。
極度の貧困生活の結果か毒に耐性を持ち、腐ったバナナが原因で他の同級生が激しい食中毒に見舞われた中、自身は数本食べたのにも関わらずただ一人平然としていたり、小鉄と一緒にスギの木の前で大量のスギ花粉を吸った時も小鉄同様花粉症はおろか鼻もムズムズしていなかった。
名前の由来はドイツ人（父親の素性が作中でほとんど語られていないため、ハーフかどうかは不明。瞳は白抜きになっていることが多いため、無表情でのアップは白人風に見えることもあり、『毎度!』11巻扉絵のラシュモア山のアメリカ大統領彫像パロディを行っている）。なお、『元祖!』でモデルにした映画がメリル・ストリープ主演で撮られたり、『あっぱれ!』で大鉄にドイツババアと呼ばれたり、日本語は完璧ながら長身でファーストネーム不明な仁ママの方が実は白人という可能性も考えられるが、詳細は不明。
『元祖!』での土井津仁
小学3年から小鉄たちと同じクラスになった。小鉄の一番の親友で、ほとんどの時間を一緒に過ごしている。母親が働かないため、ご近所やあかね相手のお手伝いで小銭を稼ぎ、家賃を支払っている（160固め）。また徐々に口数も増え、以前にも増して強かな面を見せることも多くなった。
勘が鋭く、人違い・入れ替わりネタの際に周囲が最後まで気づかないまま終わる中、彼のみいち早く気づいた素振りを見せることが多い。
『あっぱれ!』での土井津仁
小鉄とあかねの3人で下校中、二人っきりにするため途中で抜けるなど気を使う面を見せた。
仁ママ
声 - なし / 岡村明美 / 東條加那子
演 - 千代反田美香 / 宍戸美和公
仁の母。フルネームは不明。仁と二人で貧困や飢えに苦しんでいる。これといった定職にはついていない模様だが、職に就くと職場でトラブルを起こしまくる。顔は鬼婆のような顔をしており、相当の奇人変人で短気。息子以上に金銭や物品への執着が強く、自宅の隣の墓場からお供え物や墓石や卒塔婆を盗んだりしている。そのため、寺の和尚から襲われることもしばしば。通信販売が大好きだが、商品の代金はいつも踏み倒している。しかも通信販売でなくても買えるようなあまり実用性のないものを買うことが多く、仁からはいつも呆れられている。一人息子である仁への愛情は実は深いが、金銭や食が絡むとそちらへの執着の方が強いため仁への暴行に走ることも多い。一方で、たまに普通の「友達のお母さん」として小鉄たちと接するような場面もある。
極度の極貧生活の結果、生き抜くために身体の様々な部分が強力に変化。爪は非常にするどく、鍵が開かないときはその爪を削って加工することで合い鍵を作れ、自分の意思で伸ばすこともできる。また、体中の関節はあらゆる方向に可動し、クモのような姿勢で素早く走ることもできる上に壁や天井にも自在に貼り付くことができる。戦闘能力も高く、吐き出す唾はピストル並の威力を誇り、素手や素足でコンクリートなども簡単に破壊し、尖った釘の上を歩いた際も、足の裏は無傷で釘の方がひん曲がってしまうほどである。犬を悪魔の手先と信じているため仁犬をほとんど可愛がっていない。チンペーさんこと谷村信司のファンだが彼には気味悪がられている。散髪が得意で、披露できる局面は滅多にないが、料理も得意。
『元祖!』での仁ママ
眉毛が消えた。トラックに自ら飛びこんで轢かれても怪我一つしなかった（131固め）など超人的になっている。実は料理が上手い事も判明した。グレートジャンボゴリラと闘う予定だった直腸太を倒し、浦安最強市民決定トーナメントに乱入した。
相変わらず定職には就いていないが、優れた格闘能力と五感を活かしひったくり捕獲や万引きGメン等を行うようになっている。また稲川に憑り依いている幽霊を見破る等霊感にも優れている。当初は働くことを嫌がっていたが、仁のためにと段々労働への意欲を見せ始め、小鉄たちとハローワークに通ったり、コンビニでアルバイトをするも奇行が原因でクビになり、現在は万引きGメンとして活躍している。米国の映画監督スピパバーグが来日して小鉄や仁親子と遭遇した際、そこからインスパイアされて製作された映画「ふたり」はなぜか天才の脳内変換によってメリル・ストリープが主演した（共通点は髪が長いことと面長、痩身だけである）。
『毎度!』での仁ママ
相変わらずの変人ぶりであるが、父の日に父親のいない仁のために父親のようなコスプレをするなど、親らしい一面を見せることも増えた（余談だが、このシーンでは仁ママの真横に夫の頭蓋骨も描かれている）。
仁犬（じんいぬ）
仁の飼い犬。チワワ。元々は別の人に飼われていた「ラブ」という名の犬だったが、元の飼い主と遊んでいた際、坂から落ちてたまたま仁のランドセルの中に入ってしまい、そのまま仁が持ち帰ってしまった。仁から大事にされる一方、犬を悪魔の子と信じ込んでいる仁ママにはほとんど大事にされていない。極貧生活の結果、何でも食べるようになってしまった。
仁の父
数年前に自殺しているため、作中未登場。死去後、遺影が妻の好きな芸能人（上記のチンペーさんこと谷村信司）の写真だったり、遺骨の頭蓋骨をサッカーボール代わり にされるなど、ぞんざいな扱い を受けている。仁ママが「仁パパ」に男装した回でも彼の頭蓋骨がサプライズ登場している。
ピーちゃん
産婦人科の病院から逃げ出した謎の赤ん坊。見た目どおりに振る舞うこともあるが、かなり凶暴である。スズメを食べ眠っていたところを仁に拾われ、「ピーちゃん」と名付けられる。少しでも仁が叩かれると、叩いた人を殴る。仁ママに「バケモノ」などと言われた。

### フグオの家族
鈴木 フグオ（すずき フグオ）
声 - ならはしみき / 大谷育江 / 楠田亜衣奈
演 - 宮下雄也 / 小山春朋
常に何かを食べている肥満児。温厚な性格で常識人。口癖は「〜キャプー」「キャプチュー」 など、食べ物に関するものまである。食べ物が一旦絡むと性格が変わるが、状況によっては食べ物が絡んでも大らかさを見せることもある。あかねや母などからは「フグオちゃん」と呼ばれている。
ランドセルは冷蔵庫に改造されており、中には常に食べられるものが入っている。食べられる物なら何でも見境なく食べる。大食いに関してには不二矢ペロや山上ハイジ子に負けてしまう。常に帽子を被っていて、帽子をとられることを嫌う（赤門に帽子と服を貸した時も被り物で頭部を隠していたほど）。帽子の中には好物のカルピス が入っている。そしてそれを原液のまま飲み、万能薬として使用している。また、アイスバーも好物であり、アイスに飢えるあまり、無意識の内に歯が当たりバー製造機（アイスを食べている最中に歯であたり刻印が自動で刻まれる）になった事がある。デパートの火事を消火させてしまうほどの量の汗をかく。また、非常に敏感な嗅覚の持ち主であり、そのおかげで仁の命を救ったことがある。料理に関しては、自分の考えたオリジナルラーメンが近所のラーメン屋のメニューになるなどセンスがある。得意科目は社会で、苦手な教科は体育。学校の中に秘密の菜園を作っている。とある回の回想シーンでは、他の友達と大沢木家を訪ねていた際、宅配ピザ が悪ふざけの拍子に冷蔵庫の隙間に入り込んだ時には、順子に真っ先に盗み食いを疑われて泣いていた。フーセンガムや（302発目）ピチピチのズボンにおならが充満して空に浮かんだことがある。
実家は青果店で、両親もフグオ同様に大食いでかなりの肥満体型。しかしフグオ自身に肥満児という自覚は全くなく、それゆえに小鉄からは「お前の家族は5年後には全滅している」、あかねからは「30になる前に死ぬ」と心配されるほど。甘いものばかり食べているので蟻にストーカーされているが、恩返しにガリガリくんの当たり棒をプレゼントされたことがある。
『元祖!』での鈴木フグオ
大食いは相変わらずだが山上ハイジ子には負ける。甘いもの好きは相変わらずで、これが高じてカルピスの原液を鼻・目に垂らすほどである。また、かなり穏やかな性格となっていき、出番も減っていった。
『毎度！』での鈴木フグオ
空腹時に食べ物を引き寄せる能力があることが34キンポ「肉人」で発覚した。完全に穏やかな性格となり、場面に写っていても一言も発さないことが増え、メインになることも少なくなった。このこと（キャラクターとして動かないこと）を作者も危惧しており、桜と同じくフグオのキャラクターとしての再生が今後の課題だと語っている。再生の試みとして後述の森永もなかを出したり、初期の性格に近くしてみるなどされている。
『あっぱれ！』での鈴木フグオ
基本的に穏やかな性格であるが、キレると初期に近い性格になる。辛口カレーパンを食べて発言まで辛口になってしまったことがある。
鈴木フグオの父
声 - 内藤玲 / 武田一成
演 - 佐々木雄治（舞台）
フグオの父で、一家の大黒柱で八百屋の主。息子同様に食べることが好きでかなりの肥満。蟻とコミュニケーションが取れるほどの甘党であり、一日アイスを三キロ食べないと死んでしまうと妻に言われている。食べ物が絡んでないときは普通の常識人。
妻や現在の息子に比べると、やや短気な面がある。最初期には小鉄がフグオをいじめたことから小鉄の家に乗り込んできて大鉄や順子と激しい口論を展開したが、あっさり仲直りした息子たちを見ると正気に返って素直に順子と和解するなど父親らしい一面も持つ。アイスはソフト系が好み。妻とは逆にハロウィンには否定的で「ここは日本だ」と不機嫌さを露わしてに吐き捨てるなど、外国文化に対して閉鎖的な考えの持ち主。
鈴木フグオの母
声 - 中川玲 / 東條加那子
演 - 竹中美月（舞台）
フグオの母で、夫と一緒に八百屋を切り盛りしている。とても料理がうまく、小鉄たちからも絶賛されるほどの腕前。一方で彼女の作るお菓子は異常に高カロリーな場合があり、子供達に警戒されることもある（小鉄がフグオの家に一日泊まっただけで肥満児になったほど）。おせちを23段、そのうち1段を栗きんとんだけ作ったことがあるが、小鉄たち曰く「美味しい」。
夫や息子同様に大食いであり、食べ物が絡まないときは普通に常識のある人である。アイスはチョコ系が好き。夫とは逆に、ハロウィンがクリスマス並に日本人に浸透していると信じているがごとく振舞うため、夫の方が常識的なツッコミ役になっている。ハロウィンの夜に暴れまわった仁ママに怒りをきたし、一撃で成敗したことがある。

### あかねの家族
菊池 あかね（きくち あかね）
声 - 三浦千代 / 小西寛子 / 三森すずこ
演 - 愛来 / 土屋希乃
本作のもう一人のヒロイン格で、お金持ちのお嬢様。美少女でクラスのアイドル的存在である。成績優秀で責任感も強く常識もあり、教師やクラスメイトからの信頼も厚い反面、短気で喧嘩っ早く、時にとんでもないわがままを言い出したり、思い付きで無茶な提案をしたりする。かなり無神経な一面を持っており、「花子ってたまには役立つ」「ネタばらされて動揺しちゃいました?」など、さらりと相手に失礼な発言をしたりもする。しかし、友達思いで虐められている子を庇う、弟のおさむを溺愛するなど、正義感が強く面倒見の良い一面もある。仁よりも少し前に小鉄のクラスに転校してきたらしい。
髪の色は明るい茶髪（ブロンドっぽい髪色になることも）。初期はモブキャラの一人のような感じであり、出番が増えてきても個性のない常識的なキャラクターだったが、後に上記の性格や家柄などが設定されていった。また、外国人の血が入っている事をうかがわせる描写もある。
小鉄から非常に好かれており、バレンタインの前日からチョコをねだられ続けたりしている。また、彼のヘンタイ的な性癖を目の当たりにして「この変態クソヤロー」と殴り飛ばしたこともある。小鉄の教育係だが、普段は小鉄を軽蔑しており、お互いの意見が食い違うと口喧嘩をすることもある。しかし基本的には仲のいい友達であり行動を共にしており、ツーショットも多い。小鉄が激太りし仲間内での発言力がなくなり、目立たなくなってしまった際には「いつもの馬鹿でいじめっ子な小鉄っちゃんがいい」と一番に音を上げた。小鉄が思い込みにより熱を出した際には他のみんなが新種のウイルスを恐れ避難する中、最後まで小鉄の具合を見守った。小鉄に異変があると誰よりも先に気付く、腐れ縁のような関係である。しかし、恋愛感情は無いらしく、小鉄とのキスかうんこ顔面直撃かの二択（例え話ではなく実際にそうなってしまう状況）では少し悩んだ果てに後者を選んだほか、自分自身が小鉄に思いを寄せるような内容の夢（バレンタインにチョコを渡して「小鉄っちゃんがだいすき」と言う）をみた際には心底嫌がりながら飛び起き自己嫌悪をしていた。片思いしている人がいるらしいが、彼女が彼のことを「本命」と言っている以外の詳細は不明（その人物へのバレンタインチョコを小鉄から死守しているため、少なくとも小鉄ではない）。江戸五郎に対しては転校当初の言動で相当イラつかされた事から、蛇蝎の如く忌み嫌っている。
作中でも屈指の不幸キャラであり、毎回何らかのハプニングに遭い、走馬灯でフラッシュバックを引き起こすくらいの身体的ダメージを被ったり、自宅が欠陥住宅だった上に、時々小鉄を始めとする浦安市民などに豪邸の一部もしくは大半を破壊された挙句倒壊して、豪邸を造った建築会社カストロフ建設の本社に直接訴えようとするも、その会社も既に倒産していたなど、不運に巻き込まれることが一番多い。あかねを作ったきっかけになった、たまたまあかねを書いた際、「こんな美少女キャラが、かなり悲惨な目に遭ったらおもしろいな」という逸話がある。
お金持ちがゆえに小鉄たちのスポンサーになることが多い（ドラマ版では若干金銭面がずれている部分が出ていた）。また、小鉄たちや春巻を金で操ろうとする悪い癖もある。その他クーラーを浴びたいために、彼女の家にやってきた小鉄たちをストーブや熱々のおでんを使って妨害しようとするなど非情な面もある（毎日のように家の中で好き放題されるので怒ったのもある）。また旅行で留守になった時は留守泥棒や春巻などに入られないよう家の前で警備員を配置することもある（初期ではコジャックの犬小屋の煙突に鍵が隠されていて、警備員も配置されておらず、菊池家の鍵の隠し場所を知っている者なら誰でも入れる状態になっていた）。
春巻に代わり、臨時で渋々ながらも代理教師も務めることもあるが、苦手教科の体育の時は小鉄と共に行う。のり子に「東洋一の運動オンチ」といわれるほど極度の運動オンチ。本人もそれをかなり気にしており、「小鉄っちゃんみたく馬鹿でもいいから運動神経が欲しい」と呟くほど小鉄の運動神経に憧れている。一輪車や三輪車には乗れるが、自転車は補助輪が付いていないと乗れない。
デコピンが全く通用せず、学校の机を壊すほどの石頭の持ち主。ボウリングの球を砕く格闘家の力でも通じなかったほど。初期のころはタイガー軍団とのドッジボール対決の際、のり子が投げたボールが運悪く頭に当たって頭蓋骨が割れたり、不注意で柵の鎖に引っかかり頭を打った際、頭から出血して気絶していたが、その話より前の時系列の話の20巻「耳毛な奴ら」では、千葉で一番の石頭を発揮させている。
またお菓子作りが下手なようで、その腕の悪さは前述の彼女の手作りバレンタインチョコをそれがチョコと知らずに食べた小鉄に「犬のウンコ（みたいな味）」と酷評されている（しかし228発目で仁の誕生日のために作ったケーキは上手に完成している）。
かなりの嫌煙家で、小鉄たちが家に入ってきた際「タバコのにおいはないわね?」と警戒したり、十三階段ベムを家に招き入れる際に「タバコは吸わないですか?」と尋ねたこともある。またゴキブリも嫌いで、作中ゴキブリによる災難に散々巻き込まれてきたせいでゴキブリには敏感になっている。
必殺技は「魔女締め」で、小鉄や花子をも黙らせることができる。
ヨーグルトとにんじんが嫌いで給食に出た際には春巻やフグオにあげるなど、食べ物の好き嫌いが激しい。
服装は初期のころはお嬢様らしいフォーマルな感じの服装が多かったが、連載が進むにつれてカジュアルな服装も多く見られるようになった。初期のころはショートヘアーだったが、回が重なる内に現在の髪形（セミロングヘアー）になっていった。ヒゲじーさんに散髪してもらい一時期ベリーショートになったが、周囲からの評判が良かった上に、最低クラスだった運動能力・格闘能力も飛躍的に上昇した（作者曰くこのエピソードは「エマ・ワトソンを見ていて思いついた」とのこと）。
『元祖!』での菊池あかね
自宅の豪邸が欠陥住宅で倒壊したためアパートに引っ越す。さらにはそのアパートを買い取ってしまい、母が「コーポあかね」と名前をつけた。リーダーシップへの意欲が強くなり、体力派の小鉄とは対照的に頭脳派なために小鉄軍団では参謀的な役割を果たしている。3年に進級した当初は奈々子先生が新たな担任になったことに一番喜んでいたが、春巻が担任に復帰して以来、再び担任代行のような形が続くようになり、生徒でありながら放課後の職員会議に出席したり、嫌々ながらも家庭訪問をこなす等、担任代行がすっかり板についてきている。一方でその立場を利用して、自分の通知表の体育欄を「5」にしてオール5を達成させたり、やり忘れていた朝顔観察の宿題をなかったことにするなど、したたかな一面も見せる他、のり子に対して「のり子って、たしかにつまんないかも…」と言うなどきつい一面も持つ。初期に比べて大人し目になってきているが、新たに魔女アッパー、魔女X固めなどの技を開発した。また驚異的な石頭という設定が加えられた。また、真日本プロレスの超州をデザート・イーグル(浣腸)で倒すなど非凡なプロレスの才能を持つ。前作では小鉄を（異性としては）嫌っていたが、『元祖!』に入ってからはそれが和らいだようであり、お互いの悩みを相談したり小鉄を心配するなど、少しずつ関係が良くなってきているが、まだ一線を画している様子である。その反面、嫌いな男子には江戸五郎に加えて赤門進やシャツ男が加えられ、番外編でも安藤やすお・勇の二人組を蔑むなど、変わり者の男子を嫌悪する傾向が強くなった。
『毎度！』での菊池あかね
不運ぶりは相変わらずである。千葉ロッテマリーンズファンの涙と新たに転入してきた広島東洋カープファンの佐渡によるプロ野球トークが始まると拒否反応を見せるなど、話を耳にするのすら嫌うほどの野球嫌いであることが発覚した。しかし、ある日突然カープのユニフォーム姿で登校。佐渡を感激させるが、ただ単に「可愛いから」という理由での着用であった(180キンポ)。77キンポでノブに助けられて以降、2人きりの状況では赤面しているような描写が見受けられるようになり、298キンポにて田中が発行した学級新聞に、あかねとノブの2ショット写真が掲載された際には頬を赤らめていた。またわ小鉄の方からはチョコをねだられる事はあるものの、言い寄られる回数は少なくなっている。
不死身キャラが定着し、周りからは不死身のあかねちゃんと呼ばれる。
『あっぱれ！』での菊池あかね
『毎度！』までとほとんど変わらない人物設定だが、ノブに対しては意味深な態度を示す描写がさらに増えている。またノブと二人っきりになると押しの強い一面(160ミャオ)を見せている。仁の自宅から発見された謎のリモコンを仁ママが操作した際には、ただ一人ノブのズボンのチャックが勝手に下りる瞬間を目撃しており、小鉄に揶揄われた(6ミャオ)。
菊池あかね・おさむの母
演 - 三浦祐香（舞台）
菊池あかねとおさむの母。かなりの美人。基本的にロングヘアに眼鏡姿だが、眼鏡をかけていないこともある。初期はあかねと同じくショートヘアーだった。
おっとりとした性格で温厚な常識人だが、仁ママが作った欠陥ベビーベッドを見て、仁ママを殴り飛ばしたこともあることもある。あかねやおさむの欲しいものならなんでも買ってくれる優しい母親だが、クリスマスにあかねがペットにハムスターをおねだりした際は「ペットはコジャックだけで十分」と反対した（ただし、「ペット以外ならなんでも買ってあげる」と了承するが、あかねに無視された）。
初めのころは小鉄たちを「野人軍団」と呼び、あまり快く思っていない節があったが、『元祖!』以降では小鉄たちへの態度が好意的になっており、あかねの友達の母親達とも仲が良い場面も描かれている。また、春巻が昼寝をしたり、小鉄たちが自宅のアパートに破壊行為をしたりしても大らかな態度を見せている。春巻へ五段重の豪華おせちを作って贈ろうとしたことがあり、順子同様ダメ男に弱い部分がある。
菊池 おさむ（きくち おさむ）
菊池あかねの弟。9月生まれ。通称おさむちゃん。パンクヘアー風にポマードで尖らせたような髪型がトレードマーク。誕生して間もないころは普通の赤ん坊で、1か月笑わないこともあったが、イタリア長介のバナナすべりの応用ギャグに笑うなど、普通なところもあった。しかし、下の名前が初出した「弟人間」の回からアクシデントにあっても泣かなかったうえ、喃語（赤ちゃん言葉）を話すのが少なくなるもしくは喃語を話さなくなり、顔も鼻をたらしたり、無表情でボーッとしたりしているなど春巻に「赤ちゃんにしちゃ変な顔」と言われるぐらい、姉に似ず、不細工で変な赤ん坊になった。
誕生直後から散々な災難にあっており、例えば誕生して間もないころに新生児ベッドから吹っ飛んだ直後、小鉄に宇宙人呼ばわりされ、花丸木の不手際でスズメバチの大群に襲われかけたり、また髪が生えたころは彼がベビーベッドの柵に触れたせいで柵が外れベッドから丸裸になりながら皿の上に転げ落ちフグオに食われそうになったりしている。「弟人間」以降の災難によるPTSD（トラウマ）などの要因が絡みその結果、369発目の「ウォルフ玩具」の回で1人立ちができるようになったころには一年中全裸で歩き回りたがるようになり（ただし、368発目の登場時には、パーカーと黒く塗られた長ズボンをはいていた）、路上に生える草を食べたり乳児時代よりも大量の鼻水をたらしてそれで遊んだり、「めぎー」や「らー」と奇声を上げたりするなどの奇癖を持ったとんでもない馬鹿に成り果ててしまう。特技は、乳児時代は大盛りウンコ、一人立ちできるようになってからはのり子いわく「ほっぺたの肉が破れそうになる」くらいの強力なつねり、また身体能力も主婦たちから“つねり魔”と呼ばれるほど握力が異常に強くなり、自分の身長より高い柵を飛び越えられるようになった。この状態は作者をして“あかねの弟・改訂版”とされている。
『元祖!』での菊池おさむ
全裸癖は相変わらずだが、登場シーンを見るとサンダルを履いたり、また自宅の庭でスフィンクスやピラミッドを作るなど、少しはまともになってきているらしい。ただし、いずれも背景での登場であり、本格的な登場は一度もしておらず、存在が触れられる場面は全くといってもいい程無い。作者曰く「ネタが思い付いたら再登場も考えています」とのことで、黒歴史化した訳ではないとしている。
コジャック
菊池あかねの飼い犬で、犬嫌いの犬。芸のセンスはあるが性格はかなり悪い。神戸牛を使った高級な餌しか食べない。
『浦安』時代に住んでいた犬小屋は大きく、カナダ産の高価な木材が使われておりその中は小鉄があかねの部屋と間違えるほどの豪華さ。犬小屋の煙突には菊池家の合鍵が隠してあり、そのことを知っているクラスメートや春巻が菊池家に勝手に上がり込むことがあった。当初はおバカな行動を取っていたハッチを馬鹿にしていたが、鬼豚毒象をあっさり撃退したハッチを見て尊敬するようになる。
『元祖!』で菊池家がアパートに移ってからは階段の下の小さい犬小屋で暮らしており、反抗的になる。
あかね・おさむの父
あかねやあかねの母の台詞のみに出てくる人物で、あかねによるとアメリカで仕事をしており、あかねにチョコを贈った。作中ではスタン・ハンセンが父親であることが暗示されている。

### ノブの家族
上田 信彦（うえだ のぶひこ）
声 - 吉田古奈美 / 岡村明美 / 楠ひなた
演 - 優（CUBERSのメンバー）・金城和己（ダブルキャスト） / 山城琉飛
小鉄達のまとめ役。愛称「ノブ」。いたって普通の真面目な優等生の少年だが、遊びとなると小鉄たちと同様悪ガキとなる。時々小鉄達の不運に巻き込まれる。
人付き合いがいいが、自宅を何度も小鉄達に破壊されているため、小鉄達を出入り禁止にしている。長い付き合いのため、小鉄達の性格をかなり理解している。また、知識が豊富でよく小鉄たちにアドバイスしている。旭川出身。ジャンケンは弱いが、○×ゲームは強い。バレンタインデーにはチョコをたくさんもらっているなど、かなりモテる（クラスメイトからも「男前」と評価されている）。
最初期のころはそばかす顔で髪型も異なっていたが、髪形が変わると共にそばかすも消えていった。
本名は1997年の最初の増刊号にて初出したものであり、それまでは浜岡は前作『4年1組起立!』の登場人物の一人「委員長」と呼んでいたという。北海道・旭川市出身ということが一度だけ語られている。
『元祖!』での上田信彦
仲間の中で唯一学習塾に通っており、塾の生真面目な生徒から勉強と遊びを両立しているとして慕われている。ジャージくん登場回では、たまたま風邪で欠席しておりテストの成績が近かったため、ジャージくんの正体ではないかとあかねに勘違いされた。またテストは毎回78点でありクラスメートからはさすが安定していると言われるが、本人曰く「一応満点目指して勉強してる」とのこと。ただし、ジャージ君の回では85点という点数が誤解のポイントとなったのに対して、やや下方修正され、優等生（あかねが転校してくる前はずっと学級委員長だった）から普通さ、全方位性が強調されるようになった。
『毎度！』での上田信彦
聞き上手な面・小鉄達と比べ至って普通な面がフィーチャーされ、出番が増えている。小鉄たちの中では一番モテている様子であかねと二人での絡みが増えている。
『あっぱれ！』での上田信彦
ほとんど変わらない人物設定だが、あかねがノブに対して意味深な態度を示す描写が増した為二人だけの話が増えている。
ノブの母
主婦。普段はパートタイム労働に出ている。自宅を幾度も破壊されたことからか、小鉄達のことはやや敬遠しているようだが、小鉄達の保護者とは授業参観で仲良くしている描写も見られる。

### 涙の家族
梅星 涙（うめぼし なみだ）
声 - 生駒治美
パ・リーグの千葉ロッテマリーンズの大ファン。年中、Tシャツに半ズボンの元気な野球少年で、Tシャツの「パ」の文字がトレードマーク。野球のことになると性格が変わり、熱血漢になってしまう。ピッチングはプロ以上に上手く、50m離れた自動販売機のコイン挿入口に100円玉を入れられるほど。また、山ごもりの特訓の成果で「梅星玉」という魔球を投げることが出来る。梅星球02、梅星球4号、ティアドロップサンダーといった数々の魔球も投げられるが、そのほとんどが打たれている。また、涙自身気付かずに梅星玉を投げていることも多く散々な目に遭っている。ランドセルの中には常に野球道具を入れており、いつでも野球が出来るようにしている。空き地を整備し自分専用の球場「涙球場」を作ったが、後に空き地にマンションが建ってしまい無くなってしまった。元ロッテオリオンズのリー兄弟（レオン・リー、レロン・リー）の大ファンでサインをもらっている。父・梅星球道と一緒に長屋に住んでいるが、その父親が原因でかなりの貧乏。母親はおらず原作では詳細不明（アニメ第1期では梅星親子の背景に夜空の星として女性の顔が描かれる演出があるが、アニメブックでは涙の母親とされ、死別している事が示唆された）。サッカーは大嫌いであるが野球同様（下手すればそれ以上）に天才的に上手く、シュートすると火を噴く必殺技ももっている。また、一回だけTシャツを破いてしまった際に球道にサッカーのユニフォームを着せられ散々な目にあった。スタミナが全く無く、マラソンが大嫌い。
素直で礼儀正しく他人に君・さん付けする。以前の学校ではいじめを受けていたらしく、その反動からか転校当初は学校にもほとんど来なかったため、暫くは脇役として不定期に登場するのみであった。しかし、無印終盤には不登校が改善したのか出番が増え、一人称も「俺」から「僕」に変わり、小鉄たちとよく行動をともにするようになった。ノブとは特に仲がよく、「ノブしゃん」と呼んでいる。グリーンピースが嫌い（255発目）。作者の後書きによれば、初登場の段階でレギュラーに加える構想があったとの事。
『巨人の星』の主人公・星飛雄馬のパロディ。
『元祖!』での梅星涙
レギュラーに昇格し、常に小鉄らと行動を共にするようになる。相変わらず熱烈なパリーグ支持者のロッテファンであるが、父がサッカーファンに鞍替えしたため板挟みに陥っている。また手作りの涙球場は、市長に頼み込み球場前にバス停まで作って貰った。しかし、巨大マンションが建てられ閉鎖したが、大沢木家の裏にある空き地が新たな涙球場となった。友達に永遠にキャッチボールをさせることがあるが、小鉄たちからは迷惑がられている。リトルリーグからスカウトが来たこともあったが、間が悪かった上に小鉄たちに妨害された挙句「消えた魔球に用はない」と冷たく切り捨てられるなど、損な役割が多くなっている。
『毎度!』での梅星涙
前作よりも格段に優遇されており、転校生の佐渡勇子と野球好き同士で仲良くなったり、笛男に襲われかけたのり子を助ける活躍を見せた。
梅星 球道（うめぼし きゅうどう）
声 - 井上和彦
涙の父。涙と同じくロッテの大ファン。息子にスパルタ教育で野球を教えた。元ロッテの名三塁手と息子には吹聴しているが、実は当人に野球経験はなく、野球のセンスも皆無である。気性がかなり荒く、のり子のお父んに匹敵する程に酒と競馬が大好きで、これといった定職にも就いていない模様。涙が野球をやめたがっている時は決まって折檻を行い、時には自身の酒乱までも利用する。
『巨人の星』の登場人物・星一徹のパロディ。
『元祖!』での梅星球道
野球よりもサッカーに興味があり、「ベースボール イズ デッド」が口癖になってしまい、涙をサッカー少年にしようとしている。
『あっぱれ!』での梅星球道
今度は相撲にハマっている他、過去にはラグビーやカーリングにハマっていたことも明かされる。相変わらず酔ってばかりだが、仕事で家を留守にすることもある。

### 垣の家族
花園 垣（はなぞの がき）
声 - 山口祥行（第2期）
人類最強の小学生。何でも破壊できるほどの怪力を持つ。普段は比較的おとなしくとても礼儀正しいが、生真面目すぎるのがたまにキズ（357発目）。常に何事にも異常なまでに全力であり、雑巾を絞っただけで両腕を複雑骨折したり、笑顔を作るために力み過ぎて鼻骨を折ってしまうほどである。肉体を自在にコントロールできるが、脳だけはコントロールできず、勉強ができない。右脳を活性化させる手段を用いてテストに挑んだことはあるが、単純な計算式を一問解くことで全ての力を出し切り、力尽きている（327発目）。ただし、なぜか言葉遣いだけは並の大人よりもずっと知的で語彙も豊富である（登場初期はかなり厳つい口調だったが、現在では敬語を用いる事が多い）。父は既に他界しており、その父の墓をランドセルにしている。母（通称「垣ママ」）も同じく怪力で、垣を遥かに上回るとてつもない力を持つ。母に対しては尊敬しつつも畏怖しているが、運動会で勝手な行動を取った際には初めて反抗した。
『グラップラー刃牙』の主人公・範馬刃牙のパロディだが容貌は刃牙の異母兄であるジャック・ハンマーのパロディ。
『元祖!』での花園垣
チャンピオン増刊号「外伝 ガキ」にて生誕時の秘話が綴られた。それによると垣は鬼母・勇花の胎内にいた時点で既に規格外の成長を遂げており、勇花と「出産前に親子喧嘩」をした直後に誕生。産まれてすぐに二本足で産院を後にし、直接、勇花と共に市役所へ出生届けに行ったとのこと。自分が産まれた感想を勇花から求められた時には「最高ッス、鬼母〜」と会話すら出来るほどであった。勇花は「垣」という名を、当初「餓鬼」という名にしようとしていた。
『毎度!』での花園垣
勇花から修業を強制されていることで学校を欠席することが常態化しており、それが関係したエピソードもいくつか描かれている。勇花が登場する回では（垣自身の控えめな性格も相まって）彼女のパワーに翻弄されがちだが、342キンポの運動会ではその規格外の肉体とパワーで自身の属する赤組に歴史的大勝利をもたらすなど人類最強の小学生ぶりを発揮した。
花園 勇花（はなぞの ゆうか）
声 - 山口祥行（第2期）
垣の母で通称「垣ママ」。垣を遥かに凌駕する怪力を持つ人間凶器。息子とは異なり、荒々しく型破りな性格。教育面も非常に厳しく、垣と山ごもりする時は、「山ごもりから逃げ帰っても我が家は無し」という意味から、事前に自宅を破壊する。家事も人間離れしており、水をかけた生米を握りしめて瞬時にして炊飯ジャーの如く炊き上げ、包丁代わりに指だけでネギを刻み、牛肉を買いに行く時には牧場で生きた黒毛和牛を生け捕りにして家まで持ってくる。実は息子の垣同様、勉強は非常に苦手で、掛け算すら解けなかった。そもそも戦い以外の事をあまり知らず、運動会の親子騎馬戦も死闘にしてしまう程の戦闘狂である。垣には「鬼母（ママ）」と呼ばれ、恐れられつつも尊敬されている。
『グラップラー刃牙』の登場人物、範馬勇次郎のパロディ。刃牙のエアースパーリングをパロディした「エアー食事」は『範馬刃牙』最終回に逆輸入された。
『元祖!』での花園勇花
唯一苦手なものはゴキブリと判明（後に克服）。背中の筋肉が、笑っているウサギのような形をしているが、そのことについては禁句。また、あかねの石頭により初めて膝を地についた。312固めでは運転免許を取ったのかは不明だが、レンタカーを借りて（実際は従業員を絞め落として強奪してきた）垣や小鉄軍団と共に海へ連れて行こうとしたが、その時点で垣に「バランス力を鍛える試練」を与えるためにレンタカーの中の椅子を全て抜き取って捨てた。しかもレンタカーの最高速度よりも、自力で走った方がかなり速い。ウナギの蒲焼きが食べたいと言われ、カバを倒そうとしたこともある。
花園 咲（はなぞの さき）
垣の妹で保育園に通う4歳児。母・勇花や兄・垣に似ず外見はごく普通の可愛らしい女児であるが、垣の左手を握りつぶしたり、小鉄にからかわれた際に仕返しとして深刻なダメージを与える等、母・兄譲りの怪力の持ち主。垣のことは慕っており彼の言うことは素直に聞くが、勇花に似てやんちゃでプライドの高い性格であり、仕返しをしなければ気が済まないようである。

### 花子の家族
花子（はなこ）
声 - なし / 那須めぐみ / 楠ひなた
演 - 飯塚理恵（舞台）
姓は不明。男嫌いで、いつも小鉄達と喧嘩をしている。非常に単純な性格。小学生ではあるが背が高い怪力女。ヒガンテ、アンドレ、女ガリバー、モアイ、ユリ・マゲー（ユリ・ゲラーのパロディ）など多くのあだ名があり（ほとんどは小鉄が命名）、呼ばれるたびにキレて暴れまわる。
実は隠れプロレスファンでもあり、小鉄はそのことを知っている。苦手な教科は算数で、19点を取ってしまうほどだが、それ以外は割と勉強ができる模様。オカルト好き。実家は喫茶店で店の名前は「花子ちゃん」。うっかりビールを飲んでしまうと性格が豹変し、戦闘能力も一気に高くなる。田中と仲が良いが一時期後述のように険悪になったこともあった。普段は女尊男卑のスタンスを取っており、小鉄によくつっかかるが、負けず嫌いで嫉妬深い性格であることから、女子生徒、特に謙虚で何事もそつなくこなす田中に対し嫉妬に狂うことがよくある。我を失うと、女子生徒に対しても暴力を振るうこともあるが、逆に男子生徒と仲良くするシーンも少なくない。
初期からモブとして登場しているがその頃は大人しめな性格をしており、139発目にて名前が判明すると共に凶暴な一面が見えるようになった。（ただし、『毎度』ではあかねが転校してくる前の時点で凶暴だったことが判明している）
『元祖!』での花子
『元祖!』開始に伴い、小鉄達の中で1人だけ（話のオチをつけるためだけに）隣のクラスへ移った。しかし春巻が小鉄のクラスの担任に復帰したことに伴い、同じクラスに戻っている。
前シリーズでは比較的小鉄と互角に描かれていたが、『元祖!』ではさらに凶暴になり、完全に小鉄を圧倒している。また、田中と一時不仲に陥ったり、女子グループ内でもトラブルを起こした際も報復をするなど、問題児的な描写も増えていき周囲から浮いた存在になっている。しかし、春巻の気まぐれな席替えでフグオと隣席になってからは彼とのやり取りで激太りし性格的にも角が取れていく。小鉄と田中が「以前の方が良かった」と敢えて怒らせるような発言をするも、失敗に終わっている（「アンドレ」を「あんこくれ」と聞き間違えた）。この件以降は「デカイ」等の呼称にもある程度寛大になる。
『毎度!』での花子
小鉄たちとブック的な内容の学級プロレスを興じており、暴力的な面と男子嫌いは見られなくなっている。また、田中や女子グループとの関係も修復されており、以前のように仲間たちとの行動が増えている。しかし一線を越えたときの凶暴性は相変わらずであり、不運に巻き込まれたノブや、調子に乗った勇子などが被害にあっている。
最終話で、仲間たちの勘違いであかねの転校騒動が起こっている中、ノブにあかねを追いかけるよう促すなど、(決定的な描写は無いものの)あかねのノブへの淡い恋心を勘ぐっている節がある。
『あっぱれ!』での花子
男子の呼び方が以前のようにあだ名呼びになる。基本的な性格は『毎度!』と変わらない。仲間たちと小鉄の家に遊びに来るなど、男子とも友人としての付き合いが増えている。小鉄に「アンドレ」呼ばわれした際は制裁を加える設定が復活しているが、直後に学級プロレスへ移行しているため以前と違いブック的な設定となっている。また、面識が無い鈴にジュースをあげようとするなど社交的な一面がある。
小鉄とエルが教室内で行なった学級プロレスのウケが悪く、学級プロレスの存続が危うくなった際自らマスクウーマンとなりやられ役として盛り上げた。マスクウーマン時の名前は「ジャイアント・花子・マシーン」。
花子の父
喫茶店「花子ちゃん」を運営する。顔は花子そっくり。

### その他の友達
田中（たなか）/ 中田（なかた）
声 - 西村ちなみ（第2期）
演 - 中太花梨（舞台）
クラス写真で心霊と間違えられ、その時に花子に紹介されて初めて小鉄たちに知られたほどとても存在感が薄い少女。かくれんぼで行方不明扱いされたりするくらい存在感が薄い（351発目）。この行方不明事件の後、周りから名前を「中田さん（中田ちゃん）」と間違えられ、今でもそう呼ばれている。人に気付かれないことを利用して、病院のカルテを盗み出したこともある。基本的には人の言いつけに従うおとなしい性格だが、連絡網を執拗にまわしてくる奈々子先生を陥れるなど、腹黒な一面も出ある。おかっぱ頭が特徴で、家は『ちびまる子ちゃん』の主人公、ももこの家にそっくり。プロレスや呪術に詳しい。プロレス業界と繋がりがある。将来の夢はインドでゾウ使いになること。好きなテレビ番組は『大改造!!劇的ビフォーアフター』。知識の豊富さはノブ並だが、彼とは異なり「どうでもいい雑学」のそれだったりすることが多い。花子と仲がいい。スマートフォンを所持している。
『元祖!』での田中
存在感のなさは健在だが、小鉄のグループに頻繁に加わるようになり、発言が目立ちはじめる。自宅が平屋であることが判明した。多くの登場人物から田中ではなく中田とよばれている。週2で子供剣道会に通っているため剣道が得意で、散髪・パーマネントのセンスがある（97固め）。黒魔術に凝っている。ハチ図鑑を持ち歩きハチの生態に詳しい。涙に永遠のキャッチボールをやらされていたが、嘘の消える魔球（ボールを投げていない）を使って撃退した（306固め）。また映画への知識も深く、晴郎と意気投合している。前シリーズでは花子とは一番の友人として描かれていたが、『元祖!』では嫌悪感を示すようになり、大巨人を操って花子をKOして以来関係は悪化した。
『毎度!』での田中
前述の花子の性格の変化も有り、関係が元に戻っている。
のり子の小鉄への淡い恋心を勘ぐっている節があり、後押しをしようと余計なお節介を焼くシーンが度々あるが、当人達(特に小鉄)に全く自覚がないため毎回空振りに終わっている。
『あっぱれ!』での田中
顔のデザインが変化している。おとなしい性格から明るい性格になっており、以前のような影の薄さがなくなりつつある。季節によって服装に変化するようになり、辛口になったフグオからは、サスペンダーをやめていることにツッコミを入れられている。

### 小鉄の初期の友達
本田 スカイウォーカー（ほんだ スカイウォーカー）
冷静さと冷酷さをあわせ持つ少年。実は数々の凄い特徴を持っている。基本的には無口で礼儀正しく温厚。フグオに「のっぽ」と呼ばれるほどの長身。ハゲ頭をさわるのが好き。父が『スター・オーズ』（スター・ウォーズのパロディ）ファンだったのでこのような名前をつけられており、小鉄達がその名前を知ったのは最終回でのこと。2発目より小鉄の大親友として登場していた。しかし、仁が登場してからは徐々に登場回数が減り、4巻以降は全く登場しなくなった。最終回に再登場したが、小鉄たちは彼のことをまったく覚えていなかった。その際、とんでもない腹筋、強肩が判明した他、この時初めて下の名前を小鉄達に名乗った。その後家族で複数台のパトカーに追われながらフィリピンに高飛びした。彼の顔は入れ替わるように登場した花丸木の顔のモデルになったことが単行本4巻の「消えたキャラクター」の項にて彼の項目で触れられている。
その後も何度か再登場しており、浦安にたまに里帰りしていた模様。また、急に人が変わったようにガラの悪い言動を見せるなど、性悪的な一面を覗かせ始め、田中から「闇が深そう」だと思われている。『あっぱれ！』では完全に浦安に戻り、再び小鉄たちの通う小学校に通うことになった。
顔のモデルは、かつて浜岡プロでチーフアシスタントを務めていた樋田和彦。
小枝（こえだ）
本田と同じように初期は小鉄の友達として出ていたがだんだん登場回数が減って出てこなくなったキャラ。最終回のラスト1コマで復活、本田同様に転校していった。よく黄色い通学帽を被りリコーダーを吹いており、よくフグオからクレームをつけられていた。全くと言ってもいいほど喋らず、セリフは最終回でのり子の「転校するのか」の問いに対して「うん」と言ったのみ。小鉄たちには完全に名前も存在も忘れられていたが、逆にクラスの違う仁には覚えられていた（仁に関しては転校してきた初日に小枝のリコーダーに対抗するように横でハーモニカを吹き出した縁がある他、｢あっぱれ｣においては小枝の家まで徒歩で年賀状を届けていた）。

## 『元祖!』からの友達
野村 幸子（のむら さちこ）
声 - 楠田亜衣奈（第2期）
小鉄のクラスの女子児童の一人で、ロングヘアーの美少女。通称「ノムさん」。痩せの大食いで、給食を自分で盛る制度が始まってから、その特性が爆発的に開花する。しかし本人にはその自覚は全く無く、周囲から大食いだと言われているのに困惑していた。後に「大食い姫」と呼ばれるようになり、大食いをしないようにしようとするが結果的に大食いをしてしまう。309固めで大森としぶしぶ大食い対決をして勝ち、大森にU18大食いチャンピオンのベルトを渡された（しかし本人は嫌がっていた）。
単行本では18巻で初登場したが、読者からの人気が高く、20巻では新キャラにもかかわらず早くも表紙を飾った。ただし、スペクタクル系の特性（給食缶丸ごとを一挙に流し込んでもお腹が膨らみさえしないという、国会議員と逆のキャラクターである）を持つために脇役やモブで登場させることは難しく、レギュラー化には至っていない。「ロッテ」つながりで野球の話題をお菓子の話題と勘違いすることがある。本人は食べることが好きなだけで、大食いを競ったりすることが嫌い。これは、その性癖と特殊能力を除いては凄く常識的で優しい性格であるというギャップにも起因している。食べたものが美味しいと「ちゃいぽー」という独自の形容詞（口の中に物が残っている状態のため「最高」と発音できない）で表現する。巨大なものが好きで、晴郎になついている。
『毎度!』での野村幸子
とにかく食べることが好きで、その食べっぷりから飲食店の主人たちからは「さっちゃん」の愛称で愛されている。普段は至って普通の心優しい女子児童だが、こと食に関しては様々な超常現象を引き起こす。外見的特徴として色白、太めの眉、長身であることが加えられており（作者曰く、バランス的に長身になってしまうとのこと）、気分転換に髪をツインテールにしてのり子と間違われた際も小鉄に背が高いことなどを指摘された（しかしなぜかバレなかった）。
前半は晴郎とのコンビが中心だったが後半ではクラスメイト達との絡みが増え、不二矢ペロとも大食い勝負を経て意気投合した。何かとキャラが太りやすい本作でどんなに食べても太ったことが無く（晴郎が一口で倍の体重に太ったジムじーさんのデブパンも完食し体型変化なし）、空腹になるのも非常に早い。運動は苦手だが少し走っただけでお腹が空き、更に空腹になると「電池切れ」と呼ばれる全く動けない状態になる。空腹に関連してか足音は「ぺこぺこ」。
『あっぱれ!』での野村幸子
バレンタインにクラスの男子にチョコを配っていることもあり、人気があがっている。

### 金子の家族
金子 翼（かねこ つばさ）
演 - 高品雄基（舞台）
親父顔の少年。子供離れした顔と落ち着いた雰囲気から「金子先生」というあだ名で呼ばれるが、後にあかねだけからは「金子くん」と呼ばれるようになった（理由は、春巻の欠勤が原因で先生の代行をさせられたあかねが周りから先生と呼ばれる内に、同じく先生と呼ばれる金子自身に共感したため）。小鉄に憧れており、小鉄に気に入られるためにはなんでもするが、ストーカーまがいな行動も多く、やりすぎてしまい逆に気持ち悪がられることも多い。小鉄のカンニングを助けるために学習塾に行き成績を伸ばしたり、壁にわざわざ穴を開けて隣のクラスから小鉄に答を教えるなど、過剰なほどの行動力で小鉄に献身する。幼少のころには祖父の誕生日パーティーで火災被害を経験しており、小鉄が火事を甘く見ていると知るや彼のために「リアル避難訓練」と称して耐熱服を着たうえで全身火だるまの状態で小鉄を追いかけ回し大沢木家を全焼させる。また、数少ない小鉄との会話の機会のためにネタ帳を持ち歩いている。地味であるが性格は生真面目かつ神経質で、日直の前日には予行演習を行った。
家が学校のすぐ目の前に位置し、下校時の友達との会話や寄り道に憧れている。こうしたことから友達は少なかったが、小鉄達と行動を共にすることが多くなる。いつもUMAという文字がプリントされたTシャツを着ている。307固めでは万引きのおばさんを何度も目撃して従業員に伝えようとしたが、自身も気付かないうちに何度もガムを万引きしていたため事務所に連れて行かれた。最近では小鉄らの仲間の輪の中に入っている描写があり、小鉄の家でのクリスマス会にも参加していた。 作者曰く「『元祖!』へのリニューアル後のスランプ時、金子先生には何度も助けられた」と述べるなど、非常に重宝されている（399固めの作品表による）。
『毎度!』での金子翼
あかねと二人で下校したり、田中と学級新聞の編集を務めたりと小鉄と絡まない話が増えている。
金子翼の母
当初は友人の少ない息子の現状を憂いており、初めて息子が小鉄達を家へ招いた際には涙を流し感激していた。それ以降も友人を招かれるとあの手この手で接待する。料理が非常に上手く基本的に優しい性格であるが、息子同様小鉄への愛が強過ぎるが故に他の友人を無下にしてしまう節もある。

## 『毎度!』からの友達
佐渡 勇子（さど ゆうこ）
春巻学級に転校してきたスポーツ万能で小柄な野球好きの女の子。サウスポーでもあり、左から切れのあるフォークを投げる。
大の広島カープファンで、千葉ロッテマリーンズファンの涙との掛け合いが毎度のお約束。適確に核心を付いた心を抉る毒舌を吐くが、好意を持った相手（後述）から突き放される発言をされると逆に胸キュンしたりもする。広島カープへの弄りが過ぎるとヘソを曲げて転校しようとしたり登校拒否をすることもある。また、広島カープの成績が著しくないときは野球ファン自体をやめてしまう。よくこめかみに手を添えて舌を出す愛嬌のあるポーズを取る。後に突っ込みの際はリコーダーを使うようになり、ボールなどを咄嗟に打ち返すときもバットのようにして使用する用になった。梅星涙とは球団ファンの違いから対立することも多いが、基本的にはとても仲がよく一緒に遊ぶことも多い。涙には異性として好意を抱いているらしく、あかねの協力を得て硬球型の本命チョコレートをプレゼントしたが、「チョコはロッテ」と拒否された上に、自分の好意にまったく気づかれなかったため苛烈なツッコミを見舞った。脇やモブでも登場する久々のレギュラーとなった。
もともと作者は「佐渡 絵夢」という名前にしようと思っていたらしく、彼女の顔が一番の好みらしい。名前の通り猛烈な毒舌で小鉄を萌えさせる一方で、涙にカープの悪口を言われて胸がキュンとなるというM性の両面を持つ。
『あっぱれ!』での佐渡勇子
涙にバット型のバレンタインチョコを渡そうとするが、野球用のバットと勘違いした涙が投じた一球を本能的に打ってしまい破損。今回も失敗してしまう。涙の家に泊まりに来るなど積極的になり、二人きりのときは好意を見せるようになった。
鈴木 鈴（すずき すず）
小鉄の隣のクラスに転校してきたメガネにヘアピンがトレードマークの女の子。メガネを外すと小鉄が舞い上がるほどの美少女になる。内気な性格で、本当に無口なためにほとんど喋らず、返答の際は相槌を打ったり、表情やジェスチャーのみで返している。学校生活に馴染めず嫌気が差していたが、小鉄と出会ったことで学校生活の楽しさに目覚めつつあり、またほとんど見せない笑顔も見せるようになる。小鉄にイタズラするなど、回を重ねるごとに小鉄と仲良くなっている。また、スカートの中を覗かれそうになるなど小鉄からのセクハラ被害も増えつつある。逆上がりと跳び箱の練習をするなど運動能力は高くないが、ランドセルで傘回しができるなど器用な面もある。花子を除く小鉄の友達とは今のところ面識は無い。
フグオと同じ苗字だが特に関係はない。
『あっぱれ!』での鈴木鈴
小鉄の影響でプロレスを覚えた。夏休みに小鉄と海ごっこをした時には、海パン一枚の小鉄に合わせて自ら水着姿になるなど、小鉄の遊びに積極的に付き合うようになる。

## 小鉄の同級生
江戸 五郎（えど ごろう）
声 - 岡村明美（第2期）
校内で殺人事件が起こることを期待している自称少年探偵、しかし馬鹿。転校する前の小学校では週に1度は必ず奇妙な殺人事件が起こっていたなどと、推理アニメーションを意識しているような発言が多い。小さなことでも事件扱い にするが、解決したことは一度もない。また、転入時の言動が原因で、あかねからは蛇蝎の如く嫌われている。苦手な教科は体育。接着剤のついた手がアゴをさすって推理しているようにくっついてしまい、学校の友達に「探偵みたい」と言われ、はずみで「実は探偵です」と言ったことから現在に至る。
特徴としてはイガグリ頭である。彼は『月刊少年チャンピオン』の新連載（当時）『ヤマチャン』の主人公に想定されていたキャラだったが、間に合わずに本作に登場となった経緯がある。少年探偵などの設定は『名探偵コナン』の主人公・江戸川コナンのパロディ。
少林 次郎（しょうりん じろう）
実家の少林寺で修行を受けた、くすぐり拳をはじめとする拳法の達人。気功も使える。物静かで達筆で、手先が器用。礼儀正しいが非常に負けず嫌い。転校当初はあかねに惚れられるが、「奥義」と称して鼻クソを放出したため嫌われる。家までにはSASUKEの障害物を思わせるような数々の試練が待ち構えており、普通の人がたどり着くのに数時間かかる。その数々の能力を周りから気味悪がられ、一度普通の小学生に戻ろうと試みたが、失敗に終わる。勉強は苦手。土井津家の裏に自家の墓がある。
元祖では全く出番が無かったが、『毎度!』で再登場している。
『毎度!』での少林次郎
墓石を盗んだ仁ママと格闘を繰り広げている。293キンポでの再登場時には激太りしており、父親が脱税で捕まり少林道場が解散したことが明かされた。
蛸橋 直子（たこはし なおこ）
とにかく走るのが大好きで授業中や給食の時間でも構わず走り回っており、ゴールに着くまで走り続けるという少女。自宅から学校までの距離は丁度42. 195km。
モデルは高橋尚子。
蝶野 虫男（ちょうの むしお）
昆虫が大好きな少年。常に何匹かの虫をポケットの中などに隠し持っている。趣味は昆虫採集で虫のことについて詳しい。唯一の友達は仁。
星（ほし）
演 - 永野宗典
体も声も書く字も小さい少年。見た目がグレイタイプの宇宙人に似ており、花子からゼータ星人という宇宙人だと思われている（345発目）。小鉄達と遊んでいることはかなり多いが、自身を不思議がってつきまとう花子の事は鬱陶しく思っている。その後はモブとして登場しており、『元祖!』では大沢木家で開かれたクリスマスパーティにも参加しており小鉄たちとの交流は続いている。
ドラマ版では銀色の髪を生やしており、見た目は普通の人間と変わらない。ただし、演じる永野が成人男性のため原作とは逆に体格が他の同級生よりも大きく、小学生としては違和感のある容貌となっている。更に実際に宇宙人という設定であり、春巻を地球人のサンプルとして誘拐するなど原作と大きく異なるキャラクターとなっている。

### 『元祖!』からの同級生
赤門 進（あかもん すすむ）
クラスでもあかねと肩を並べる優等生の肥満体のガリ勉少年。実は自分の机に手の込んだ仕掛けを組み込んでカンニングしているが、それは単なる趣味で、普通にテストを受けても満点を取れる実力の持ち主。それでもカンニングをするのは、咎めたあかねに暴力を振るわれるのが快感だからであり、また覗き趣味を満たすためである。そのためにはクラスメイトや春巻をもガムで買収する。ニュースからテレビ欄まで全て赤門一色の自作新聞「赤門新聞」を毎月発行しており、その趣味が高じて春巻より学級新聞の編集を任されたが、あかねをネタに記事を書いたことで彼女の怒りを買う。漫画よりも活字が好きな稀有な小学生だが、指を舐めてページをめくる癖のために図書室の芥川に激しく嫌われている。容姿のモデルは『週刊少年チャンピオン』編集長を2002～2017年につとめた沢考史と思われ、沢は全く同じ容姿で単行本の頁埋めマンガにも登場している。沢は実際に赤門（東大）出身である。
安藤 勇（あんどう いさむ）
固太りの体型で顔も中年っぽく、顎が割れている。基本的に目立たないキャラで、いつも和男とつるんでいる。全く喋らない。あかねからは「ストーカーくそコンビ」の一人として見られている。ランドセルが異常に重い。5巻の特別読みきりにのみ登場。
安藤 和男（あんどう かずお）
勇とは違って痩せた体型。小鉄を嫌っている。彼も目立たないキャラだが、腹黒いことばかり考えている。しかし正々堂々と相手には言う性格ではなく、勇のみに陰口をもらす。あかねのことが好きだが勇同様「ストーカーくそコンビ」の一人としか思われていない。5巻の特別読みきりにのみ登場。
山上 ハイジ子（やまがみ ハイジこ）
長野県から小鉄たちのクラスに転校した女の子。大食いでフグオに勝ったことがあり、遂には全生徒の給食を平らげるほどの大食いを見せた。いつもたくさんの山羊を連れている（ハイジ子曰く「勝手に着いて来る」らしい）。トラックを運転出来る。キャラが立たなかったため「無印」と「元祖」合わせて二回しか登場していない。『アルプスの少女ハイジ』の主人公・ハイジのパロディ。
阿部姉妹（あべ しまい）
阿部あみ、阿部まみの双子姉妹だが実は四つ子姉妹（他の2人の名前は不明）。あみは勉強、まみは体育を得意としている（他の教科は全くダメ）。
四つ子姉妹の他の2人のうち1人は音楽、もう1人は図工を得意としている。入れ替わりトリックによって万能姉妹と見せかけている。作中ではあかねのみがこのトリックを見破った。目立った登場は1回だけだが、モブとしてはその後も登場している。
雨森 れいん（あまもり れいん）
オーストラリアから小鉄たちのクラスに転校してきた女の子。いるだけで雨が降り始めるという奇妙な巡り合わせを持つ。その特性を活かして旱魃の危機に直面する世界各地を回り、雨を降らせている。レインコートとレインブーツしか身に着けていない。
『毎度!』での雨森れいん
激怒したり泣いたりしないと雨が降らなくなり、冬になると雪が降り始めるようになった。
美波 ナミ（みなみ ナミ）
『元祖!』の最終回で転校していった外交官令嬢。春巻からの転校発表の際、名を言う直前にフグオが挙手したことから、小鉄をはじめクラスメートがフグオの転校と勘違いしたため、人知れず転校していくことになってしまった。本人曰く「こんな悲しい転校は初めて」とのこと。
『毎度!』では子供の日に米異や黒髭兄弟などの連中に混じり登場。

### 『毎度!』からの同級生
ひろみ
小鉄と同じクラスの転入生。心優しい性格で、軽い花粉症になった人にティッシュや目薬を渡したり、花粉で困っている際にも経験者として相談に乗っている。また、良く耳鼻科に通院している程の重度の花粉症であり、フードを被ってゴーグルとガスマスクを着用していたためシャツ男に間違えられた事もある。ランドセルをマスク入れとティッシュ箱とゴミ箱に改造している他、水鉄砲や目薬、花粉症の辛さをわからない者を懲らしめるためのとある地方の最強の花粉を持ち歩いている。また、素顔を晒した時は、中性的な顔付きをした美少女である。性別不明のときは小鉄らの振りに即座に対応できる非常にノリの良い性格だったが、女の子である事が判明した後は花粉と戦うヒロイックな雰囲気が加わった。
『あっぱれ!』でのひろみ
47ミャオにてギナヤ薬局の漢方のおかげで花粉症が完治し、花粉を吸い込んでも花粉症にならない体質を手に入れた。しかし、99ミャオで元の花粉症に戻っている。
シャツ男（シャツお）
英語で「APPO」と描かれたシャツを頭から被っていて顔を全く見せない男。1回だけ出演。あかねをストーカーしている。
ジャージくん
頭頂部以外全身スッポリとジャージで覆い、全く顔を見せない男。シャツ男と同一人物疑惑あり。あかねの性格を以前から知っているような台詞がある。成績はわりと優秀。しゃべり方や態度からあかねから嫌われている。あだ名は小鉄が命名。
マッキー
噂が好きな女子でいつもポッキーと行動している。
ポッキー
マッキーと同様に噂が好きでマッキーと共に行動をしている。
牛島 登（うしじま のぼる）
目隠しを下げた状態で野球帽を被っていて、顔を完全には見せない男。小鉄からはモーモー君とあだ名され、意気投合していた。シャツ男・ジャージくんと同一人物疑惑あり。
闇内 カケル（やみうち カケル）
春巻学級に転校してきた少年。いつも行く先々で殴る蹴る、椅子に画鋲を置かれるなどの悪質ないじめに遭っており、回想によれば教師までがいじめに加わっていた事もあるらしい。根暗ないじめられっ子に見えがちだが、実は復讐鬼としての裏の顔も持っており、自分をいじめた相手を呼び出しては生ゴミの詰まった落とし穴に落としてリベンジしていた。しかし相手を怒らせるだけの結果になったため、逆リベンジを恐れてその日のうちに町を去る事が多々ある。いつもかけているメガネはひびが入っており伊達メガネ。メガネを外すとあかねも舞い上がるほどのイケメンになるが、素顔は今のところ彼女しかしらない。怒りを感じた時に「メラメラ」という擬音が響く。
当初は長かったいじめ暮らしのため、小鉄たちにいじめられると怯えていたが、小鉄たちに明るく迎えられたことで考えを一変させた。しかし、あかねのうっかりによって首を180度曲げられたり、花瓶を顔面にぶつけられたりしたため、虐められたと思い込み復讐しようとするが、可愛く謝られたことで許した（しかし結局あかねは落とし穴に落ちてしまった）。
小原（おはら）
小鉄と同じクラスの男の子。『毎度！』で初めて登場したが、転校してきたわけではなく、クラスの一番後ろ隅の席でずっと突っ伏して存在感を消しながら学校生活を送ってきたため、クラスメイトからも気にも留めれず、気付かれても全く相手にもされていない。席替えで目の前の席に来たのり子にのみ心を開くが、それ以外の生徒には一切関わりを持たない事からクラスを嫌っているようである。突っ伏し生活が長かったせいでおでこが異常にへこんでおり、また机ごと飛ばされても突っ伏した姿勢を崩さなかったり、筆箱で抑えられても簡単に粉砕しながら再び突っ伏してしまうなど、突っ伏しに対する執着心が強い。
森永 もなか（もりなが もなか）
小鉄と同じクラスに転校してきた女の子。フグオの姉妹かと思わせるくらいフグオに容姿と体型が似ており、異常な甘いもの好き、おっとりと優しい性格などもフグオと一致する。また、フグオと共に学校中のおデブちゃんたちを統率しており、指笛一つで集めることもできる。
『あっぱれ!』でのもなか
フグオと雨宿りした際、ガムシロップを常飲していることが発覚する。バレンタインデーにフグオへプレゼントする特製チョコを作るが、フグオとノムさんでさえも強烈に感じるチョコとなっていた。

### 『あっぱれ!』からの同級生
金子 永留（かねこ える）
小鉄のクラスに転校してきたプロレス大好きな女の子、腹筋が割れている。マスクを被り、「エル・カネッコ」と名乗っている。初登校時に小鉄と会い女子プロレスを馬鹿にされたために塀から後頭部にミサイルキックを放ち気絶させる。その後学校で再会して再び女子プロを馬鹿にされたためにプロレスバトルを展開した。プロレスに対する知識は小鉄よりも豊富。小鉄マスクを脱がすことはタブーで、手をかけた勇子にマウントパンチで制裁をく加えた。その後小鉄と花子と学級プロレスを興じるようになる。
金子翼と同じ苗字だが特に関係はない。

## NYA
『元祖!』からの登場。小鉄達のクラスの中で一番静かなグループ。それぞれの頭文字をとって「NYA」とよばれる。当初は和江・民子は小鉄達を嫌っていたが、楽しい学校生活を送る彼らに好意・憧れを持つようになる。しかし3人とも人見知りであるため思うように仲良くなれずにいるが、話が進むに連れて少しづつではあるが小鉄たちとの交流が増えている。作者の巻末評で、会話劇は苦手だけど彼女たちは書いていて楽しいとあるとおり、動きや表情にもまして会話やセリフ、リアルな間で笑わせる、本作では異色のキャラクター群となっている。脇で描かれることはほとんどないがモブでは（一人だけとか二人だけの場合もある）よく登場している。
根本 和江（ねもと かずえ）
声 - 西村ちなみ（第2期）
演 - 安田愛里・折見麻緒（ダブルキャスト･舞台）
席替えで小鉄が最後列に移動したことで被害を受けるようになり、小鉄を毛嫌いしていたが前述のように好意を持つようになる。身体能力は高くフェンシングとバッティングが上手いが、カナヅチである。「ネモッチ」とあだ名で呼ばれると喜ぶ。長身でスティーヴン・セガールに似ているためか、民子から「沈黙シリーズ」と呼ばれたりする。三人の中で最も毒舌家で攻撃的な性格であるため、民子と口喧嘩をしたり静香の発言の揚げ足を取ることが多い反面、実は三人の中で最も人見知りが激しい。集中すると微妙に舌を出す癖がある。
山崎 民子（やまさき たみこ）
声 - 三森すずこ（第2期）
演 - 江﨑葵（虹色の飛行少女のメンバー）（舞台）
和江同様小鉄を嫌っていたが、前述の通り好意を持つようになる。「タミちゃん」とあだ名で呼ばれると喜ぶ。3人の中では顔が著しく変化しており、初期はお世辞にも可愛い顔とは言えなかったが、作品が進むにつれてあかねに近い整った顔立ちになっている。登場時毎回同じような服装を着用している和江・静香とは異なり登場の度に服装が変わっている。あかねと似た服装を着ていたとき小鉄と仁にあかねと間違われ（ただし仁は気付いていた）彼らの遊びに参加するが、その際運動能力がかなり高いことが判明し彼らを驚愕させた。推理するとき顎をさする癖がある。バランス役を自任する静香のしたり顔を強く叱ったこともある。
『あっぱれ!』での山崎民子
49ミャオにてパンを配っている男子から「可愛い女の子」と言われており、和江からは最近男子からの人気が上がっている事を明かされており、作中でも美少女として扱われるようになった。また、ホワイトデーにモブの男子からお菓子をもらっており、NYAの中で一番モテている。小鉄たちを除く男子からは「タミー」と呼ばれている。
淡口 静香（あわぐち しずか）
声 - 橘田いずみ（第2期）
演 - 高松雪（舞台）
他のNYAのメンバーと違い、小鉄たちに最初から好意を持っていたが、それとは裏腹に唯一「NYA」の中で小鉄にあだ名はおろか名前すら呼ばれたことがない等、扱いが悪い。目が小さく薄い顔立ちであるため、激昂した和江から「アシカ顔」と言われた。口喧嘩を始める和江と民子を仲裁したり、小鉄の粘土細工を三人で壊してしまった際に一人で罪を被ろうとする等真面目で優しい性格であるが、和江や民子からは「善人ぶっている」と冷やかされることが多い。集中すると、唇をつきだし、目を細める癖がある。三人の中では社交的であり、席替えで最前列に放り込まれた時も小鉄達と馴染んでいた。『毎度!』の228キンポ「孤独の叫びbyGFR」以降、民子同様に顔立ちが整い始めており（当初から三人の中では地味ながら一番まともなルックスだったので、民子ほど大きな変化ではない）、作者も巻末の作品評においてその事について言及している。

## タイガー軍団
5年5組（1巻では5年2組と表記）の中村タケシ率いる浦安第一小で最大のマフィア組織。下記の4人以外のメンバーも存在する。タケシによると、あらゆる修羅場をくぐり抜けてきた精鋭部隊で、それぞれが特殊な能力を持った恐るべき子どもらしい。リトルタイガー軍団という幼い子供だけのチームもいる。最近は人気が無いらしい。また、タケシ自身ぬるくなってきているため、悪の集団というより仲良しグループになりつつある。
中村 タケシ（なかむら タケシ）
声 - 堀内賢雄 / 松本吉朗
幼稚園児のころ、「刑務所を脱獄した幼稚園児」の異名を持ち、様々な悪事を働いていたタイガー軍団のリーダー。小学5年生で5年5組（初登場時では2組とされていた）。小鉄をライバル視しているが、小鉄よりも馬鹿だと言われ、成績も体育が5を取れる以外はみんな2か1というもの。つまらない悪戯や計画をよくひらめくが、最終的に自分自身が一番被害に遭っている。そのせいもあって学校での評判は最低最悪で、他の生徒からも相当恨みを買っているらしく、実際に報復を受けるエピソードもある。
登場初期は素手で筆箱を真っ二つにするほど腕っ節が強く、小鉄も畏怖する存在として描かれていたが、小鉄がガキ大将キャラとしての地位を確立させていくにつれ徐々に立場が逆転していき、タケシ自身の腕力もかなり弱く描かれるようになっていった。特にラリアットが物凄く下手で、蚊どころかキツネにすらまったく通じず、「日本一安全なラリアット」「乾いたタオルが当たったみたい」と酷評された。当の本人はラリアットが必殺技のプロレスラー、スタン・パンセンを尊敬しており、直接ラリアットを教えてもらおうとするも失敗に終わる。
阪神ファンを自称しているが、現在の監督の名前を答えられなかった
私立中学に入る野望を持っているために教師に対しては危害を加えない。ジェットという出来の悪い弟（赤ん坊）がいる。また、綺麗好きな一面があり、（297発目など）占拠目的で公園を掃除したところを通りがかった教師に美化活動と勘違いされたため、全校生徒の前で表彰された。その結果、すっかり美化活動にのめり込んでしまう。
『元祖!』での中村タケシ
デパートのダンボールを独占して持ち帰り戦車ごっこに興じるなど、学年が上がるのと反比例して幼稚化に拍車がかかる。タイガー軍団自体は存続中。女子にも呼び捨てにされるなど、無印後期にも増して年上としての威厳が無くなってきている。
『あっぱれ!』での中村タケシ
タイガー軍団がぬるくなっていることを危惧しており、原点回帰を目指している。しかし、タケシ自身に牙が無くなってきているのと、悪行が結果的に善行になっているため現状維持のままになっている。また、凜に土下座をして勧誘している。
キツネ
声 - 山崎たくみ / 中川玲
小柄な体格をしており、得意技は物隠し。タイガー軍団のサブリーダー的存在。基本的にタケシを物凄い悪だと尊敬しているが、タケシのする行動が幼稚すぎる上、常に期待を裏切られ続けているため時々軽蔑している。家で写真の現像が出来る。実はタケシよりは人気があり、1つだけだが女子からバレンタインのチョコを貰ったことがある。
物隠しだけが自分の取り柄らしいが、一瞬で小鉄とのり子の靴を奪い去り、トイレに放り込むなどの器用さを持つ。
『あっぱれ!』でのキツネ
軍団の原点回帰を目指すタケシに対して現状維持を求めており、以前のような不良少年っぷりは鳴りを潜めている。また、タケシとはリーダーというより仲の良い友達の間柄になっている。
凜の軍団入りには否定的だったが、後に新リーダーに推薦するなど受け入れている。また凛にからかわれるなど振り回され始めている。
リトルX（リトルエックス）
声 - 岩永哲哉（ドラマCD）
別称「雑用王子リトルX」。タイガー軍団の中でも一番の常識人。性格はクール。帽子を目深に被っていて常に視線を隠しているが、初期のころは目が露わになっていた。
キツネとは全く異なり、そしてキツネ以上にタケシを尊敬しておらず、真っ向から悪態をつくことも多い。何度もタイガー軍団を脱退しようとしたことがある。しかし、タケシの悪行に対して素直に感心を示すこともある（最も最終目的が凄まじく下らないため、結局呆れるのだが）。
よくガムをかんでおり、ガム依存症という噂もある。特技はガム爆弾（相手の髪などにガムを風船状に膨らませた状態で張り付かせる）。
『あっぱれ!』でのリトルX
軍団がぬるくなっていることを危惧しているタケシに悪態をついている。凜の軍団入りを好意的に受け入れており、凜に脱退疑惑が出たときはショックを受けている。
ラフボーイ
タイガー軍団の旗持係。無口を通り越してまったく喋らず、常に旗を持ってタケシの後ろに立っている。その他、軍団の遊び場所確保やトイレでの盗撮（男子児童相手で、それで相手を嘲笑うため）が役目。容姿は背が高く、常に上半身裸でサングラスに海水パンツ。冬でもこの格好で活動を行っており、風邪をひいたこともある。また、ションジーやプロレスラーとの特訓を経て豹変した米異によってタイガー軍団を全滅させられた際、自分は持っていた旗を破かれるのみで唯一浣腸攻撃を逃れたり、米異の金的攻撃を受けなかったりとタイガー軍団の中では何かと強運なところがある。
『あっぱれ!』でのラフボーイ
学校を休んでアジトの門番をやっていたが、新メンバーの凜に辞めさせられている。凜の掃除に付き合うなど、凜の軍団入りには好意的である。
美月 凛（みつき りん）
『あっぱれ!』155ミャオより登場。タイガー軍団の新メンバー。初登場時に駐車してあるバンにキズを入れる、他人の家のポストに犬のフンを入れるイタズラを行いタケシたちを驚愕させる。メンバーを言葉責めするなどS気質であるが、タケシをフォローすることを言ったりラフボーイにアジトの門番を辞めさせるなど優しい一面があり、自分以外の者がタケシの悪口を言った時には不機嫌になることも。上記のイタズラを目の当たりにしたタイガー軍団に勧誘され軍団入りするが、タケシの善行を褒める、軍団のアジトを掃除したりするなど根は真面目で善人であるため、原点復帰を目指す軍団も現状維持に留まっている。タケシたちからは「凜ちゃん」と呼ばれており、メンバーというよりも「お姫様」のような扱いをされている。
タケシたちと同じ浦安第二小学校の3年4組に半年前に転校してきており、同級生の小鉄とも意気投合している。
塾に通っている。

### タケシの家族
中村 ジェット（なかむら ジェット）
タイガー軍団リーダーの中村タケシの弟。兄に似てあまり賢くない赤ん坊。柳梅たちからはかなり酷評されている。「砂場荒らし」の異名をもつ。ベビーファイトで裕太と対決。砂場に排泄したブリーデンの糞を食べようとするなど異常な行動にはしる。
ブリーデン
タケシが飼っている犬。チワワ。虎のような縞模様を体にペイントされており、柳梅たちからは「虎」と呼ばれている。タケシにけしかけられ公園の砂場に脱糞する嫌がらせをしたが、裕太にブルドッキング・ヘッドロックを喰らった。

## その他の小学生
米異（よねい）
善良な性格の持ち主だが、乗り物酔いが酷い少年。乗り物に乗るとすぐ吐いてしまう。そのためタケシらに「ゲロ男」と呼ばれいじめられていたが、プロレスラーとの特訓で克服している。バスの中、あかねと乗った自転車、大鉄の運転するタクシーで吐いたことがあり、あかねにはトラウマとして見られ、大鉄に至ってははタクシーで学校に乗り込まれる報復をされた。「浦安市民最強を決める格闘技大会」に出場している。
苗字の由来は漢字の「糞」を分解したもの。『毎度!』では酔い方がさらに酷くなり、歩いているだけで酔ってしまうほどになった。
グレート・ジャンボ・ゴリラ
通称GJG。東洋最大の小学生。体がとても大きく力が強い。ただし極端に頭が悪く、性格も非常に単純なのでカゲグチやテキレツによく騙される。テキレツをいじめている。見かけによらず、さみしがり屋。「浦安市民最強を決める格闘技大会」に出場している。
『毎度!』でのグレート・ジャンボ・ゴリラ
テキレツに何度も騙されているうちに知恵がつくようになり「ゴリラの進化」と驚かれた。あかねによって巨大ランドセルを勝手に売却されたのでブチキレて浦安第二小に殴り込んで来たが、実はすぐにあかねが購入して確保しておき、みんなから珍しがられていたことから気分を一変させた。
影口（かげぐち）
グレート・ジャンボ・ゴリラの友達。いやみな性格で、何かあるとすぐにGJGを呼ぶ。ただ、相手が詐欺師みたいなテキレツの場合だと、正論を言う存在にもなる。「浦安市民最強を決める格闘技大会」もグレート・ジャンボ・ゴリラの先導役として鞭を持って登場している。
『毎度!』での影口
グレート・ジャンボ・ゴリラのイジメに嫌気が差しており、彼のカバン持ちをさせられたテキレツを手伝うなど根は善人になっている。またテキレツほど卑怯なキャラではなくなっている。
穴川 ションジー（あながわ ションジー）
44マグナム弾と同等の威力を持つ「44浣腸（よんよんかんちょう）」を必殺技とする少年。その技でタイガー軍団を全滅 させたり、病院中をうんこまみれにしたこともある。元々はいじめられっ子であり、44浣腸で学年を征服する野望を持ち、その障害として小鉄達を嫌っている。現在、浦安市教育委員会から人と動物に浣腸をすることを禁止されている。宿命のライバルは同じ浣腸を武器とする直腸太。
44浣腸は弟の便秘を治すために母がしていたものを参考に編み出したもので、同時に病弱でいじめられっ子だった彼を救ったものでもあり、王氏の便秘を44浣腸で治して雑誌に載った結果、国会議員が便秘で入院していた病院の院長から「天才浣腸少年」としてその腕を見込まれ、手術を依頼された。
市から浣腸禁止令が出た際にあかねから友達になることを提案されるが、小鉄たちが自分のことを嫌っていると思い込んでおり一度は拒否したが、すぐに説得された。しかしそこに太が現れ隙を見せたため、あかねの指と自分の指を合体させて新技浣腸で撃破。直後に自分もあかねから「このオカッパウンチ！」と激しいツッコミを喰らった。『浦安』時代は2年5組在籍。
名前は千葉市稲毛区穴川に因む。
『毎度!』での穴川ションジー
15巻にて再登場。もう浣腸で学年征服の野心を持たなくなり、普通の男の子として小鉄たちと仲良く遊ぶようになる。浣腸をやめた理由については、他人の尻に指を入れるのが汚いと考えるようになったため。小鉄軍団に迎えられたものの、うっかりあかねが寝惚けて浣腸のポーズを取ったため、反射的に反撃してしまった。
有森 ミサ（ありもり ミサ）
『浦安』214発目のみ登場のタイガー軍団と同級生の女子児童。かなり可愛らしい美少女。1・2年のころ、タケシとクラスメイトだったが、かなりいじめられていた。しかしそんなタケシに対してバレンタインにチョコをあげたのだが、それは仕返しのために爆弾仕掛けであり、タケシを吹っ飛ばし長年の恨みを果たした。
『毎度!』での有森ミサ
18巻にて再登場。バレンタインで『浦安』におけるお詫びを兼ねてタケシをはじめ、タイガー軍団メンバーに手作りチョコをあげた。しかし、キツネたち3人にあげたのは普通のチョコだが、タケシにあげたのは犬の糞で作ったチョコ であり、前回よりも更なる復讐を果たした。
『あっぱれ!』での有森ミサ
16巻にて再登場。バレンタインに再びタケシの前に現れ蛇が入った箱をチョコと偽って渡そうとするも凛に阻止される。
角田 弁慶（かどた べんけい）
声 - 荒木香恵
あだ名は「カドベン」。自称「野球の大天才」。バッティング能力はプロ以上に上手い。いついかなる時でも、どんな状態でも物が飛んでくれば打ち返す性格で、涙の「梅星球」や鼻水をバットで打ち返したり、硬球をシャープペンシルの芯で打ち返したこともある。更には車にはねられて入院していた際、涙がうっかり落としたリンゴをベッド上で打ったこともある。口癖は「 - ベーン」。
須賀（すが）
小鉄たちと隣のクラスの児童で、仁のクラスメイト。頬に十字のキズがあり、ニット帽をかぶっている。小鉄やノブたちとは顔見知り。性格はあまりよく無く、不快ないじめっ子。仁に終始突っかかっていた。最初期のみの登場ですぐに出番無く消えた。
大福星 金太（だいふくせい きんた）
校内相撲大会に登場した学校一の肥満児。決勝戦まで勝ち進み、仁と対戦、あわやのところまで追い詰められるもののこれに勝利した。
直腸 太（ちょくちょう ふとし）
穴川ションジーのライバル。初登場時は小三。ションジー以上の浣腸の使い手。「ローリングクラッチ浣腸」など、プロレス技を応用した浣腸を得意とする。ションジーとの戦い場になったあかねの家を激戦の末に穴だらけにし、二階のベランダを崩落させたことも。「浦安市民最強を決める格闘技大会」に出場している。アフロヘアーが特徴。
不二矢 ペロ（ふじや ペロ）
いつもおなかをすかせている少女。甘いものが大好物で、また目の前にある食べ物は何でも食べる。頭のリボンを回すことで食べたものを自由に吐き出せる。限界までリボンを回すと洪水並みの量のゲロを吐く。その際に「ミルミルキー」と叫ぶ。同じ吐き系キャラである米異とは違って自己中心的ではた迷惑な性であるが、『毎度!』以降はそのような面は見られなくなっている。一時期、肥満が原因で入院して激痩せしたことがあったが、一日で元に戻った。菊池家の昼食（ホテルのバイキング）について来た小鉄らと遭遇し、その食べっぷりを披露する。対抗意識を燃やした小鉄から暴言を吐かれ突き飛ばされた結果、リボンが全開に回ってしまいホテルの一階をゲロまみれにした。「浦安市民最強を決める格闘技大会」出場者だが、太りすぎで医者に出場を止められたため、ポロが代わりに出場。
ポロというボーイフレンドがいる。
『元祖!』での不二矢ペロ
甘い物がなくなり倒れていたところをノブに助けられた際、ノブに好意を寄せるようになった。そこでバレンタインにジムじーさん特製のチョコレートをプレゼントしに来るも、学校が違うために教師たちから不審がられたため、ガムを取り持ちのように発射して壁に縫い付けたり、煎餅を噛み砕いて吐き出し、散弾銃の用に発射するなど、様々なお菓子を使って退けた。
『毎度!』での不二矢ペロ
大食いを活かして各店で行われている大食いチャレンジに挑戦。行く先々でノムさんの写真や話を聞くうちに興味を持つようになり、やがて必然的に出会い仲良くなる。大食い勝負は互角で引き分けに終わった。仁がノムさんの大食いを利用して金稼ぎをしていたのを知るとリボンを自ら回し、ゲロをぶっ掛けて懲らしめた。

### 敵烈の家族
敵烈 藤男（てきれつ ふじお）
通称テキレツ。発明を趣味としている胡散臭い少年。毎回奇妙な発明をし、自分を虐めているグレート・ジャンボ・ゴリラに仕返しを試みる。実家は電気店。自身の発明でグレート・ジャンボ・ゴリラを騙したり、周囲に胡散臭い発明品を売りつけていたりするという、詐欺師臭いところがある。菊池あかねと同じ幼稚園に通っていたという縁であり、小鉄達とは通っている小学校が違う。初期のころは頬が痩せこけ血色も悪かったが、徐々に明るく穏やかな顔つきになった。
『元祖!』での敵烈藤男
ガリガリに痩せこけたキャラではなく、明るく元気で活発なキャラクターへと変貌。なんでもない物を発明品らしく見せようと演技をしており、あかねたちには飽きられている。
『毎度!』での敵烈藤男
初期のキャラクターへと逆戻りし、またガリガリに痩せこけたズル賢い少年になっている。
『あっぱれ!』での敵烈藤男
実家の電気屋の経営が著しくなく、収入が激減してしまったせいかさらに痩せこけてしまっている。
テキレツのオヤジ
テキレツの父。電気屋を営む。「世界で唯一、電化製品と会話をすることができる人物」と自称するが、都合の良い内容ばかりで胡散臭い。称号は「家電王」。

### 『元祖!』からの小学生
黒髭兄弟（くろひげきょうだい）
黒髭けんすけ、黒髭まさひろ、黒髭よしあきの3人兄弟。名前の通り、マジックで書いた髭がトレードマーク。校長の命を狙う教頭の手下のような存在だが、校長の器の広さに心を打たれることもある。
『元祖!』終了以降は登場していない。
小池 鉄郎（こいけ てつろう）
小鉄のそっくりさん。ナレーションには「ダーク小鉄」と呼ばれた。性格は小鉄とは全然違い、常に一人でいることを好みかなり気弱な性格。走るのはかなり遅い。読書が趣味で図書館の児童書コーナーを2日で読み切るほど。行く先々で小鉄と間違われ、毎度で再登場した際も、のり子は最後まで彼と小鉄の区別がつかなかった（ただし仁は一目で気づいた）。

### 『毎度!』からの小学生
大森（おおもり）
3年3組に転校してきた小学生。3年生にしてはかなり背が高く、声が低い。U18大食いチャンピオンでその実力は1クラス分の給食を食べきるほど。しかしノムさんとの大食い対決では敵わずチャンピオンベルトを渡した。

### 風子の家族
高橋 風子 (たかはし ふうこ)
3年4組に所属している小鉄に好意を寄せる女の子。おさげ髪に分厚いメガネとパッツンにした前髪が特徴。バレンタイン当日に風邪を引き、小鉄に渡すチョコレートをのり子に任せていた(結果的に小鉄には届いていない)。
『あっぱれ!』での高橋風子
前回渡すことがなかったチョコレートを渡すことができたが、前述の通り小鉄に届いていないためか小鉄に存在を知られておらず、名前も「タコハシ」と間違えられてしまっている。イメージチェンジのためにメガネを外し、前髪を変えている。
ホワイトデーの日に、今度はおさげ髪をやめて再び登場するが、小鉄には覚えてもらえてなかった。小鉄とのやりとりを母親から心配されている。
141ミャオのバレンタインでは、前日の練習中に骨折してしまい入院してしまう。代わりに母親が小鉄に渡しに行くが失敗している。
風子の母
娘の小鉄にチョコを渡す練習に付き合ったり、娘の代わりにチョコを渡しに行くなど協力的であるが、娘と小鉄のやり取りを心配している。メガネをかけており、さらにマスクをしているため素顔は公開されていない。

### 『あっぱれ!』からの小学生
花凹 薫（はなぼこ かおる）
小鉄の学校に転校してきた男の子。出会った瞬間より、あかねのことを気に入っている。小鉄たちと同じ3年1組に転校してきた生徒だと思われていたが、実際は1年生であり、みなみ先生が受け持っている1年1組の生徒であった事が判明する。怪我をしても瞬時に治るなど、圧倒的な治癒能力を持っている。屈強な執事を仕えている。見た目は可愛らしく描かれているが、名前や見た目は『グラップラー刃牙』の登場人物・花山薫のパロディだと思われる。

### 舞台に登場したオリジナル小学生
真壁 日向（まかべ ひなた）
演 - 清水麻璃亜（舞台）
セーラー服に、黄色の学童帽子とメガネをかけた小学3年生の女の子。死んだ母ひかるの元に自分も行こうかと考えて屋上にいたところ、現れた小鉄に驚いて落ちてしまう。

#### 日向の家族
真壁 太陽（まかべ たいよう）
演 - 松田岳・小西啓太（ダブルキャスト･舞台）
日向の父。母を亡くし心にしこりを抱える日向に一方的に強く生きろと諭す。

## 小学校教師
春巻 龍（はるまき りゅう）
声 - 島田敏 / 一条和矢
演 - 小林竜之 / 大東駿介
福井県出身。27歳。身長168cm。体重52kg。3巻から登場した小鉄達のクラスの担任。小学生時代はいじめられっ子だったらしく、人前で威張れる職業である小学校の教師となった不純な経緯を持つ。好物はキムチだが、初期はカップルに対する嫌がらせとしてキムチを投げつけたこともある。1人称は「俺」。
性格はかなり屈折しきっており、自己讃美にも顕著に表れている。最初のころは様々な小細工を弄して教え子達を恐れさせたりなど、知能が回る一面も見せていたが、連載が進むたびに知能の方は低下、行きつけの中華料理屋の主からは「小学校の教師をやっているのが信じられない」と思われるまでになり、顔のほうも当初のブルース・リー風からだんだんと間抜けっぽくなる。しかし持ち合わせている大人としての狡さや本人のいい加減さで教え子や周囲の人たちを混乱させている。モデルはブルース・リー。
貧乏なため家庭訪問と称して生徒の家に行き、食べ物を貰おうとする。あかねに幾度と無く借金している。ただでさえ貧乏なのに頻繁に財布や給料を紛失し、さらに状況を悪化させている。度々「通信簿の成績を上げる」などと言うが、口約束でしかない。最初期のころは「オメェーら全員、通信簿オール1だ!!」が決め台詞だった。
夏休みや冬休みなどには遭難し、デデニーランド（東京ディズニーランドのパロディ）や使われていない野球場、高速道路の中央分離帯、学校の屋上、冬のドブ川、サファリパーク、近所の河川敷、市民プールなどさまざまな場所で遭難したことがある。最初に住んでいたアパートはゴキブリが出るほどのごみ屋敷になっており、そのアパートは最初の遭難のとき、放火による火事で失い、その次のアパート「ドヌーブ荘」では下の部屋にいる凶暴な女レスラー・ボボコングに脅えながら暮らすものの、このアパートも火事で失い、その次のアパートは冬場は外より寒い上に風呂とトイレが無く、さらに家賃もドヌーブ荘の4千円から1万円台と値上がり（しかも大家がどう見てもヤクザ）と生活環境は悪化の一途。日々の食生活にも事欠き、自ら釣上げたザリガニ などを食している（338発目）。焼肉を食べた時は一度食べただけで一気に肥満体になってしまった。運転免許を持っていないため通勤手段は自転車あるいは徒歩。時々、学校の中で勝手に暮らしている。「少年時代は天才だったが宇宙人に脳みそ手術をされ馬鹿になった」という嘘の記憶をつくりあげている。ドラマ版では宇宙人の星君に誘拐され、地球人のサンプル扱いとされたが、その知能の低さに呆れられてしまい、最終回で宇宙から浦安に放棄同然に戻されている。
後述の通り体は弱いが、その割には遭難して飲まず食わず だったり、真夏や真冬の屋上に長期間取り残され、挙句の果てにはストーブに落ちて黒焦げになったり、サッカーのゴールポストに挟まれて氷漬けになっても生きているなど、不死身の持ち主で、『元祖!』で小鉄もそのことについて言及している（しかし、順子からは作り話と信じてもらえなかった）。
個性的な様々な口癖を持つが、ほとんどは香港映画の俳優の名前である（「- ちょー」、「- キンポ」、「- ホイ」、「- ツィー」など）。初期は独特の口癖はあまり無かったが、口癖がでてきてからも性格の悪さといい加減さは変わっておらず、逆に悪化の一途をたどっている。地味ながらも住居不法侵入、窃盗、器物損壊、過失傷害などの犯罪行為を幾度と無く重ねている。奈々子先生に好意を抱くが、厄介ごとに巻き込むたびに苛烈な鉄拳制裁を受けている（ただし嫌われているというほどではないようで、214発目のバレンタインで義理チョコを貰っている）。
腕力も体も当初から貧弱で、更に下痢症でもある。教師としての指導力も皆無で重要連絡事項を伝えなかったこともある。病弱ゆえに無断欠勤も多く（後述の臨時教員の件も含め、主に下痢症が原因）、出勤していてもあかねに代理教師をやらせて自身は教室の隅っこに寝転がっているなど職場放棄すら平気で行うことも（346発目）。その人柄、性格、教師としての勤務態度や能力などから児童や同僚からは勿論、保護者（ただし、順子やあかねの母等といった主要キャラの保護者は一応例外）からの信頼もゼロ。しかし授業時間の短縮をはじめ、お菓子の持ち込みや自転車通学の許可などの無茶苦茶で小鉄達から絶大な支持を受ける他、夏休み中に遭難した春巻が奈々子先生の家に不法侵入し、のり子がそれを知って激怒する奈々子先生を宥めようと春巻を庇ったり、坂上欽一が臨時教員としてやってきた時はその退屈さのあまりに小鉄達が復帰を望んだりと少しは人望がある。
当初奈々子先生をデートに誘おうとした描写があった程度で、ほぼ完全な草食系。ただし、あまりのダメっぷりに母性本能を刺激されるのか、大鉄同様、大勢の女性たちから気にかけられ続けている。中には美人貧乏神の佐藤ルルまでいる。
『元祖!』での春巻龍
1年1組の担任になったが児童が野生化、教室がジャングル化するといった学級崩壊を起こす。しかし担任を長崎屋奈々子と交代したため、再び小鉄達のクラス担任に。
初期に比べてとても穏やかな性格になり、児童への暴言は全くなくなったが仕事・生活のいい加減さは相変わらず。また、今作で明らかになった出来事として、授業参観であるにもかかわらず担任放棄をして保護者一同の怒りを買い、集団暴行を受けたことが明らかになっている。ローラースケートを履いた弾みでカスピ海まで流されるなど遭難癖は相変わらずで、失踪者捜索番組でも取り上げられた（120固め）。プールで遭難した際には野生のアメンボを見ているうちに、自身もアメンボのように水上を這えるようになった。度々あかねやあかねの母親の世話になるが、それをいいことに金銭を要求などしている（110固め）。財布を落とす癖や極貧生活ぶりは変わらないが、99円車や超大型テレビを衝動買いしたり、ニャパネットで二段ベッドを購入するなど、やや金銭的な余裕が出てきた様子である。住んでいたアパートを自分の部屋の中での焚火で焼いてしまったり、自分とよく似た議員候補者・森トムを偶発的トラブルとはいえ落選させるなど相変わらずの疫病神ぶりを発揮している。母親たちからは持て余され過ぎており、しばしば暴力も受けるが、一方ではあまりのダメっぷりに順子やあかねの母などからは母性愛めいたものも示されている。児童にすら「馬鹿春巻」と呼ばれているが、順子は暴力を振るうときですら「春巻先生」と呼ぶ。あかねも原則「春巻先生」と呼び、母親同様同情心も旺盛でしばしば部屋を訪れる。
『毎度!』での春巻龍
初期や『元祖!』で見られた金銭要求や無断侵入などのたかり描写がなくなり他者を巻き込む疫病神ぶりは激減した一方、万田・α・太郎が隣に住み始めたことから階段落ちの受難が加わることに。また、自腹を切って歯磨き用のタイマーを生徒全員分購入するなど、生徒思いの面を見せるようになった(320キンポ)。また、生徒が授業中にトイレに行きづらい状況を改善するために真剣に頭を悩ませるなど、まともな教師としての言動が見られた(だがその末に出た案は、教室の掃除用具ロッカーをトイレに改造するというものだった)(339キンポ)。
『あっぱれ!』での春巻龍
人間であるのにも拘らず、国内貧乏神ランキング1位であることが明かされた。
『外伝!浦安鉄筋家族 闘え!春巻』での春巻龍
本作のスピンオフ。タイトルの通り主人公は春巻龍となっており、奈々子との絡みが非常に多い。その分、災難に巻き込まれた奈々子からのツッコミも多い。ただしオリジナルキャラクターのトイレの神様がボケたりするとツッコミ（苦情）を入れる。
長崎屋 奈々子（ながさきや ななこ）
声 - 白鳥由里 / 生駒治美 / 楠ひなた
演 - 星希成奏 / 広瀬アリス
浦安第二小学校2年5組の担任（ドラマ版では小鉄達のクラスの副担任）として登場。真面目で優秀な教師。春巻の奇行に容赦のないツッコミを炸裂させるが、彼からは好かれている。反面、春巻との絡みは少ない。通勤の際は軽自動車やスクーターを使用しており、ドラマ版ではMINIを愛車としている。学校にいるときの服装は、ジャージ姿が多い。初期は姓の設定がなかった（理由は後述）。
自分のクラスの児童ではない小鉄たちにも分け隔てなく接したりと面倒見がよく、彼らのクラスの無法状態に頭を悩ませながらも自分のクラスの児童よりのびやかに育っていることを認めたりと心の広さがうかがえるが、同時に凶暴性も持ち合わせており、キレると生徒にも手が出る。校則に対してもかなり厳しく、廊下を走った生徒を殴り飛ばす描写がよく見られる。また、鳥野兄弟の相談に乗らずに家に帰してしまったりと、春巻とは別の意味だが教師としての適正が疑わしい部分もある。ドラマ版では春巻が失踪（遭難）した際、それに乗じて小鉄たちに彼の存在を忘却させてまともな人間に矯正しようと企む腹黒い一面が描写されている。
実は『4年1組起立!』（赴任先は浦安第一小学校）に登場しているが、その時はラリアットを得意技とする生徒に容赦ない暴力教師で、口癖は「バカチンポ」。また下の名前も決まっていなかった。奈々子はもともと「長崎屋先生」と全く別の人物だったが、『4年1組起立！』の単行本未収録エピソードで長崎屋先生主役の「君にさようなら」が増刊に掲載された際に長崎屋先生を奈々子先生と同一人物として紹介した。これに伴い「長崎屋奈々子」というフルネームが本作で明かされた。物語の後半では「片付けられない女」のキャラになるが、初期のころの彼女の部屋は小綺麗な感じだった。
『元祖!』での長崎屋奈々子
住んでいるアパートが「大脱荘」から「コーポ ポーゴ」となり、部屋番号も201号室と判明。片付けや整理整頓が大の苦手で自宅アパートはゴミで埋もれており、無理やり扉を開けるとゴミの雪崩が起こる。そのため窓を出入り口にして梯子を使って入室する。自宅と同様に職員室の自身の机の上などに物が散乱していて汚い。暴力性は健在で、性格もより直情傾向になっている。一時は小鉄に山奥の廃校の人体模型を相手にシミュレーションを行った時に大暴れし、その影響から小鉄たち 生徒の前で自身の学校の人体模型に攻撃して小鉄たちを驚かせたことで自身も普通の教師として見られなくなった。鬼の形相で調子に乗った小鉄をプロレス技で半殺しにした姿は、小鉄を兄のように慕う1年生達はおろか、自身を教師の手本として尊敬の眼差しを向けていた晴美先生ですら恐怖で震えあがらせた。
小鉄達の3年進級とともに小鉄のクラスの担任となる。早速問題児である小鉄と仁を体罰で制裁するなどの容赦なさを見せつつも、学級崩壊寸前のクラスを立て直し、参観日でその見事な教師ぶりを保護者達に絶賛されたが、春巻が担当していた1年のクラスを立て直すために担任を春巻と交代するよう、学年主任の沼田に依頼される。その後1年のクラスを見事に立て直す（小鉄曰く軍隊並みの規律のよさ）。だが小鉄があっさりと人望を獲得すると、1年生は小鉄を兄のように慕い始めてからは彼の影響を受け、元気ないたずらっ子に変貌した（それまでは非常に物静かで人見知りが激しく小学生らしくない部分が目立っており、生徒から相当畏怖されていた事が窺える）。
『毎度!』での長崎屋奈々子
廊下を走った生徒は女子（あかね）でも容赦なくラリアットをお見舞いする等、『元祖!』よりも暴力性が悪化しているところがあり、同僚のみなみ先生や生徒達を唖然とさせ、より一層恐れられる存在になっている。一方の小鉄も奈々子先生を警戒する描写が増えてきた。
後述のみなみが春巻との絡みが増えているため出番が減ってきている。
『外伝!浦安鉄筋家族 闘え!春巻』での長崎屋奈々子
本編と比べて春巻との絡みがかなり多くなりレギュラーとして登場。その分、春巻の起こす災難に巻き込まれることが多くなった。
校長
声 - 宮田浩徳（ドラマCD） / 小野英昭
プライドが高く、頭が禿げている。常に蝶ネクタイをしている。浜岡の前作『4年1組起立!』にも登場している。
問題児が多く担任が頼りない2年2組に頭を悩ましているが、2年2組の児童達の逞しさに感動する一面もある。その際に「子供たちではなく春巻先生に問題があったんだ！」と銭高とともに春巻を叱りに行った。
銭高（ぜにだか）
子供を叱ることに喜びを感じている生活指導担当のスパルタ教師。しかし2年2組の逞しさに感動する一面もある。今の小学校での宿命のライバルは大沢木小鉄。
以前の小学校でも悪い生徒を追いかけ回していたらしく、小鉄はその悪い生徒と同じニオイがするという。追い掛け回している時は疲れ知らずで、何時間小鉄を追いまわしていても全く疲れなかった。追いかけるのは趣味であり、それを聞いて唖然となる校長にはかなり引かれていた。あまりにもしつこく小鉄を追い回すので、ノブと晴郎の策略で小鉄のダミー人形を海に放ち、銭高にアメリカまで追跡させることで難を逃れた。整理整頓が大好きでかなり几帳面。校長（初代）と一緒に登場したこともあった。
坂上 欽一（さかがみ きんいち）
臨時教員。55歳。どんな"オイシイ"状況でも決してボケない「日本一おもしろくない男」。あまりに普通すぎて冗談が通じずおもしろくないため、生徒の人気は高くない（春巻が復帰を哀願されるほど）。あだ名は「欽ちゃん」。実はハゲでヅラを着けており、そのことを指摘されたり見られるとキレる。
梅王子 辰夫（うめおうじ たつお）
小鉄の学校の2年の教師として赴任してきたが、出された給食の味に立腹して自ら給食の料理長に就き、助手達と共にその腕を振るった美味かつ超高級な給食（通称「辰っちゃん給食」）を出して児童からは喜ばれるが、あまりにも高級かつ高カロリーすぎたがために給食費の高騰や児童の肥満化を招いたがために解任された。料理人としての腕はかなりのものだが、度を越した食通で不味い料理を徹底的に嫌い、自分が不味いと思った料理には金を払わないなど社会常識が欠如したところがある。
イタリア 長介（イタリア ちょうすけ）
教頭。温和な性格で、体を張った一発ギャグで人を笑わせることが趣味。言葉のギャグは苦手で、毒舌になったことすらある。一番得意とする芸はバナナ滑り。後に定年退職し一軒家（コントを見せるために道に面した壁が存在しない）を購入。
妻と5人の孫がいるが、いずれも小学校低学年の格好をしながら体格は大人である。孫が大好きでどんなに酷い目に合わされても決して怒らず、また孫たちに馬鹿にされていることにも気づいていない。しかし一番の被害者は孫たちであるとも言え、長介とその妻のコントに付き合わされて痛い思いをしてもいる。
小鉄達の元クラスの担任
春巻以前に小鉄たちのクラスを受け持っていた男性教諭。本名不明。
登場は西川のり子が初登場した回と水泳授業の時のみ。丸眼鏡をかけた男性。
前者の回の時はジョン・レノン風の長髪で奇抜なファッションをしていたが、水泳授業の時は丸刈りになっていた。春巻と交代になった経緯や理由については作中では一切触れられていない。

### 『元祖!』からの教師
校長
『元祖!』になってからの校長。背がとても高く優しい教師。甘い物に目がない。葉巻が好き。大巨人との関係は不明。
『元祖!』終了とともに消滅。黒歴史扱いになり、以後は初代の校長が登場する。
教頭
『元祖!』になってからの教頭。自分が校長になりたいという理由で、校長の命を執拗に狙っている。国会議員の三つ子の兄（彼自身は三つ子の真ん中）。
こちらも『元祖!』終了とともに消滅。黒歴史扱いになった。
沼田先生（ぬまたせんせい）
3年生の学年主任で校則に厳しい。自称「片付けのプロ」「おせっかいオバサン」。片付けができない奈々子先生を心配して家を訪れるがそこで恐怖体験をし、奈々子先生の家のことについてはいっさい口を開かない（これは後の小鉄達も同様）。自転車登校したあかねに（実際は誤解だが）大目玉を食らわせたことがある。
蚤もんたん（のみ もんたん）
花子がかつて在籍していた3年2組の担任。健康（主に食事療法）に関するクイズを主題し、答えを間違えた生徒には厳しい罰ゲームを行う。また、彼が持つ「○×カード」が無いと彼の前で出題は出来ない。作中の描写では罰ゲームを受ける様を見て笑ったりするなど、罰ゲームを与えることに快感を覚えている節があり、教師としては春巻以上に破綻した人物と言える。
どういう経緯で晴美先生と交代になったかは作中では一切触れられていない。
晴美先生（はるみせんせい）
蚤もんたんの後の3年2組の担任。
おっとりとした優しい性格。奈々子先生を教師の手本として尊敬していたが、彼女が1年生達の前で小鉄に容赦なくプロレス技を加える姿を遠巻きに目撃した際は青ざめた顔で怯えていた。
武田先生（たけだせんせい）
行方不明になった春巻の代わりに小鉄のクラスを担当した教師。担当は道徳だが、口も頭もかなり悪い（「人」と「入」を間違えて書いた）。「無痛張り手」という痛みがまったくないビンタを得意としており、生徒にはこれで罰を与える。だが怒った時は鉄拳で小鉄たちを殴っていたため、あかねの魔女アッパーで殴り倒された。
ジャックさん
アメリカから小鉄の小学校にやってきた英語教師。40歳。行動する時間がなぜか24に関係している。思いどおりならないとすぐイライラする困った性格。動揺した時には「クソクソクソ！」と連呼する癖がある。『元祖!』終了の前にアメリカに帰ってしまった。最後の登場では小鉄たちのクラスに思い入れがあったため、一緒に記念写真を撮ろうとしていた。
芥川 将（あくたがわ しょう）
図書室の担当。47歳。図書室の中では言うべきことも黒板に書くなど無口で、利用者にも音を一切立てないように守らせている。一旦外に出ると溜まっているものを噴出するかのごとく饒舌かつ凶暴となり、図書室で乱暴狼藉を働いていた小鉄や仁を成敗した。小鉄が延滞していた本を返すと約束した時にはすぐに怒りを静めるなど感情の起伏が激しい。好きな本は活字の本。漫画は糞、または汚染本扱いで図書室には一切置いていない。
「本が好き」というが、凶暴化している時はその本すら平気で凶器にする。必殺技は「芥川キック」（普通の飛び蹴り）、「芥川スピンシュート」（腕を軸にして地面を回転しながら蹴り）「羅生門ブックサンダー」（本棚に衝撃波を送り本を意のままに吹き飛ばす）など。小鉄から「体罰だ！」と非難されたが「体罰の体の字に本が入ってるからいいじゃん！」と開き直って爆笑していた。
東増 英二尊（とうます えいじそん）
客員の理科教師。72歳。自称・天才発明家だが、それはほとんどパントマイムと思われるものばかりでもっぱらインチキである。
権藤 総一郎（ごんどう そういちろう）
通称「カルロス 権藤」。春巻の代理で小鉄たちのクラスの担任になった教師。何か新しいことをしようとするものの全てピントが外れている。一にクラス全員を腐った魚と呼び、二学期終了後までに通信簿全員オール5にすると断言、二に小鉄を学級委員長に（学級委員長に任命された小鉄は仁を副委員長に、涙を副々委員長に任命した）、三に体育の授業をセレブ風に紅茶を飲み、授業終了後、教室でステーキを食べていた。始めはそれほど悪くなかったが段々ズレが生じて結局失敗した。

### 『毎度!』からの教師
みなみ先生
春巻の同僚教師。1年1組の担任を務めている。春巻のことを親しげに「龍くん」と呼び、何かと気にかけている。おっちょこちょいの天然キャラ。においを嗅ぐだけで持ち主が分かるなど鼻が利き、それ故ついクンクンしてしまう癖を持つ。 また、春巻とともに団地の屋上で遭難しかけたがことがあるが、素手のみで屋上から降りるという常人離れした身体能力をみせた。

### 『あっぱれ!』からの教師
水戸 瞳(みと ひとみ)
3年2組の担任。おっとりとした性格をしている。モデルは水卜麻美。

### 舞台に登場したオリジナル教師
佐川 中路（さがわ なかじ）
演 - 橋本全一（舞台）
臨時の校長先生。同じ舞台オリジナルキャラクターの真壁太陽には、子供の頃に自分より成績が良かったことと初恋の人を奪われた恨みがある。

## 大鉄の友人・関係者
常連客以外はいずれも『元祖!』からの登場。
タクシードライバー
いずれも『元祖!』からの登場。大鉄の仕事仲間、友達で、全員大鉄ほどではないがレストラン「ベーやん」の灰皿を吸殻の山にしてしまうほどの超ヘビースモーカー。長時間禁煙すると大鉄同様、貧乏ゆすりをするだけで阪神・淡路大震災クラスの地震を起こす禁断症状が起きる。「べーやん浦安店」店長の麻岡は大鉄を含めて4人のことを「TBS（タバコ馬鹿スペシャル）の人」と呼んでいる。新型コロナウイルス感染症（COVID-19）の流行により、ベーやんが休業しているときに一念発起して売上向上に協力するなど、ベーやんへの愛着を見せている。
浅野（あさの）
演 - 角田貴志
一年中半袖のTシャツを着ており長屋に住んでいる。大卒。大鉄同様やる気が無いが、「道を譲ったほうがいいらしいぞ」と大鉄に注意するなど大鉄より社会常識がある一面も。あだ名は「生ハゲ」（ハゲているから）。5代目スカイライン（通称ジャパン）をタクシーとして使っている。大鉄と一緒にゴロゴロしたりするなど、大鉄の友人の中では登場回数が最も多い。
井上（いのうえ）
演 - 石田剛太
初代のホンダZ（ただし、エピソード「続・4名様」では所有している車が、3代目スカイラインになっており、逆に宇野の所有している車がホンダZになっているシーンがある）をタクシーとして使っている、いつもトラッド系のワイシャツを着ており、眼鏡をかけている。髪型は大鉄同様七三分けだが櫛は反対（ただし初登場時は大鉄と同じ櫛だった）。娘がいる。
宇野（うの）
演 - 中川晴樹
無口。あだ名は「宇野ちゃん」。HOPEと描かれた帽子をいつも被っており、順子は「ホープさん」と呼んでいる。一時期、行方不明だったらしい。3代目スカイライン（通称ハコスカ）をタクシーとして使っている。
麻岡 ゆみ（あさおか ゆみ）
演 - 松井玲奈
大鉄ほかタクシードライバーの面々が「憩いの場」として利用しているファミリーレストラン「べーやん浦安店（店名は実在するが、2009年10月現在、浦安には出店していない）」の店長。男性客には美人と称され喜ばれた。当初は店内喫煙可能な店であったが、健康増進法の改正に伴う受動喫煙防止措置のためと、大鉄ほかの面々の喫煙量が毎回あまりにも常軌を逸しすぎるために全面禁煙とした。大鉄たちのことを「アホヤニーズ」と呼んではいるが、そんな大鉄達はタバコを店の外で吸うなどしながらも店を利用し続け、べーやんの売上が芳しくないと聞くと一念発起して売上向上に協力するなど、お互い良好な関係を結んでいるようである。352固めでは大鉄たちのことを「TBS（タバコ馬鹿スペシャル）の人」と新たな名称で呼んでいたが、当の本人達は「ただのタバコ馬鹿よりカッコイイ」と寧ろ気に入っていた。ドラマ版では喫煙シーンが登場する。
『あっぱれ!』での麻岡ゆみ
新型コロナウイルス感染症（COVID-19）の流行によりベーやんが休業したときも、空き巣対策として店で寝泊りしたり、店の手入を続けたりとベーやんへの愛着を見せている。
山田 真夜（やまだ まや）
声 - 岡村明美（第2期）
演 - 中西智代梨（舞台）
大沢木家の近所を徘徊するロングヘアーの女性の幽霊。享年29。自分の姿を見ることができる霊感の強い人間（頭上に星のマークが出る）を見つけては驚かすことを趣味としているが、同じく霊感の強い大鉄には全く通用しなかった。それに対抗心を燃やし白装束を着込み髪型もストレートヘアーにした万全の状態で乗客を装い、大鉄のタクシーに乗り込み「浦安霊園まで」と行き先を告げたが大鉄は全く動じず、逆に「夜の墓場なんて危ねーからやめとけ」と諭されてしまう（406固め）。それ以来、大鉄に淡い想いを寄せるようになり彼につきまとうが、彼からは自分が幽霊であることすら認識されておらず、妻・順子に浮気を疑われることを恐れ鬱陶しがられている。基本的に自由奔放で気の強い性格だが、塀からの転落で頭を強打し幽体離脱してしまった小鉄を助ける等、優しい一面も持っている（90キンポ）。幽霊である自身と生身の人間、ましてや既婚者である大鉄とは報われない恋と自覚している節がある。
以後も暇さえあれば大鉄にちょっかいを出し、本物の幽霊をけしかけるがエクストプラズムのようなタバコの煙を見て逆に驚かされてしまう。大鉄からストーカー扱いされており、鏡に映らないことや気配もなく突然現れることを疑われさすがに気味悪がられており、怖いと言われた際には落ち込んだ様子を見せていた。
見た目に反して力は強く、初登場では壁を粉砕したり、大鉄を車外へ殴り飛ばしたこともある。幽霊であるため物体に障ることはできないが、キレた時だけ干渉することができると明かされたが、後にキレなくても干渉できるようになった。
『毎度!』での山田真夜
237キンポの真夜視点で物語を描かれて以降、家のそばにある電線から大沢木家を観察しており、泥棒が侵入した際は撃退している。
『あっぱれ!』での山田真夜
焼肉屋から脱走した牛の霊を鎮めている。305ミャオでは成仏が近付いており大鉄にも見えなくなっていた。ボギーの体に乗り移ることで大鉄から再び存在を認識されるも結局成仏してしまう。ただし、作者コメントによるとラストではなく、ネタがあればまた描くとのこと。
20本吸いのニコ（にじゅっぽんずいのニコ）
69固めに登場した、ヘビースモーカーであだ名はその名の通り、いつも口に20本タバコを吸っていることから来ている。大鉄が煙草代が値上げされた際、浦安中のタバコを大量に買った後に、大鉄が5箱の煙草のダンボールを買おうとした直後に登場。煙草をめぐり、大鉄と煙草の速吸いと煙草の煙技で勝負するが、大鉄の煙草技で吹っ飛ばされ、煙草のダンボールを取られてしまっている、1日で吸う煙草の本数は、69箱（1380本）という69固めの時の大鉄の最大喫煙数26箱（460本）を上回るタバコジャンキーぶりで、「血のタンを吐く時がある」と豪語するほど。好きな煙草の銘柄は大鉄と大鉄の友人であるタクシードライバーの3人同様ERキャストマイルドを好んでる。
『毎度!』での20本吸いのニコ
352固めで大鉄と親しい仲になったらしく、それと同時に大鉄の発言から出身地が初めて群馬だと判明した。
『あっぱれ!』での20本吸いのニコ
喫煙者のケーコにタバコを止めるよう諭すが、人のことを言えないとツッコミを入れられている。
伊藤 洋子（いとう ようこ）
「Ito Yoko」の店長。店内は全面禁煙でたばこを吸っていた大鉄に消火器をかけた。実は店内には喫煙所が二つあり、地下と屋上にある。地下の喫煙所は気持ち悪い虫やねずみなどが徘徊しており、屋上の喫煙所は柵の外にあり鉄筋一本でできている。
アベベ（あべべ）
大鉄の小学生時代のクラスメート。本名は阿部。異常な世話好きで、一人では何もしようとしない大鉄の学校生活の手助けを自ら買って出るが、天然なところがあり空回りすることが多い。大人になってから大鉄と何度か接触しているものの、大鉄からは全くアベベだとは気づかれておらず、無視されたり変人だと思われている。
ケーコ(けーこ)
コンビニの喫煙所でたまたま大鉄に出会った女性の喫煙者。大鉄のことを「ハゲおやじ」と呼ぶがのちに「おじさん」と改めている。ニコにタバコを止めるよう諭されたときは即座にツッコミを入れている。出会ったときこそ大鉄をからかっていたが、ニコを撃退した大鉄のことを「かっこいい」と考えを改めている。
タクシーの常連客
演 - 滝藤賢一
ドラマ版オリジナルキャラクター。その正体は時空のゆがみを取り締まる捜査官であり、タイムパラドックスで過去に転送された大鉄を消そうとしたが、偶然落ちてきた春巻の乗るUFOに吹き飛ばされてしまい消息不明。

## 晴郎の彼女と友人・関係者
宮崎 危機（みやざき きき）
大沢木晴郎のガールフレンド。見た目はかわいいが相当な不思議っ子で、何をしでかすかわからず、数多くの犯罪行為（バスジャックや車の盗難など）を何度も行ない、指摘されても全く悪びれない。一見上品で穏やかそうな立ち振る舞いをしているが、本性は極めて腹黒で冷酷かつ執念深い性格であり、作中でも屈指の性質の悪さを持つ。
晴郎とはネットで知り合った。悪戯の際や散歩の時などは口笛を吹くのが癖であり、公園で一人踊っていたときもあった。悪戯はイタズラの限度を越えていて、背後から晴郎の首を絞めたりしている。料理が意識不明になるほどまずいらしい。
初登場時では晴郎から好意を向けられており、危機のほうが彼を煙たがって食べるだけ食べて食い逃げしようとしていた。その後、晴郎ともつれ合って大怪我し、心配してきた彼を蹴り倒して帰宅していった。
小鉄やその友人達をかなり邪険にして嫌っており、子供である彼らに対しても一切の情け容赦無く襲いかかってくるため、小鉄達からは相当危険視されている。ただ、小鉄達の方もやられてばかりでは無いため、報復として生き埋めにされたりトラックに引きずり回されたりしている。『魔女の宅急便』の主人公・キキのパロディ。
『元祖!』での宮崎危機
不思議っ子ぶりや凶暴性がさらにエスカレートし、同時に晴郎のことが好きになっていて、彼を自分のものにするためなら手段を選ばない。理由としては肥満体型（ブタ）なところが好みとのこと。事実追いかけっこの末、人相が変わるほど激痩せした晴郎を「誰よアンタ!」と殴り倒した。以後も登場が続き半ば晴郎のストーカーと化し、小鉄たちの提案で別れ話を敢行されるが全く堪えた様子もなく晴郎に好意を向けている。
『毎度!』での宮崎危機
94キンポで再登場。13ヵ月間パン修行のためモザンビークに行っていたらしく、浦安に戻りパン屋を開業しているが、販売しているパンは鉄仮面のようなデザインのものや硬過ぎて食べられないものなど、恐ろしいものばかりである。晴郎と一緒にいた大沢木桜に対して妹ということを信じず、嫉妬に狂って彼の目の前で痛めつけようとするなど、人格破綻者ぶりは相変わらずである。一方、作者は彼女を憎まれ役として描いた事を失敗と考えたらしく、その回以降は方向性を変えるとの事を巻末の作品評において言及している。一度登山中に雷に打たれたことが原因で優しい性格へと変わり、美味しいパンを作れるようになった他、晴郎への執着も消え新しい彼氏ができていた。しかし晴郎が誤ってスタンガンの電撃を浴びせたことで元の性格に戻ってしまった。
『あっぱれ!』での宮崎危機
152ミャオで登場。晴郎に会いに行くため大鉄のタクシーに乗るが、晴郎と桜から事前に危険人物であることを知らされていたことにより、トラップで車外へ放り出されそうになるが逆に大鉄を襲撃しタクシーを強奪。大沢木家に到着後、順子と交戦し撃退され交番へ突き出される。その後母とともに大沢木家に謝罪に訪れる。晴郎のことをイケメンと評している。
宮崎 クライシス（みやざき クライシス）
宮崎危機の母。152ミャオで登場。見た目が若々しく美人だが、危機よりも一回り体格が大きい。一見常識人のようであるが、娘と同様攻撃性がある。娘とともに大沢木家へ謝罪に訪れる。娘から晴郎がイケメンと聞いていたが、晴郎は好みでは無かったらしく、直後に帰宅した大鉄に一目惚れし、娘共々順子との因縁が出来てしまう。イケメン好きなようであるが、大鉄を超絶イケメンと思うあたり娘と同じく美的感覚がズレている。『魔女の宅急便』の主人公であるキキの母・コキリのパロディ。

西部劇を守る会のメンバー
映画マニアたちであり、晴男を含め多くが就職についていない無職である。ほとんどのメンバーは晴男より大分年上の模様。
東陽町のジェンマ（とうようちょうのジェンマ）
ジュリアーノ・ジェンマのそっくりさん。
富田（とみた）
非常に器用な手先を持つ、ドールハウスの天才で、晴男と同年代ぐらいのオタク青年。一人称は「ボキ」で語尾には「ナッス」とつけている。小鉄からは「ナス男」と呼ばれる。
妙典のオハラ（みょうでんのオハラ）
自身のハリウッド行きを語った晴郎に呆れていた。ボブ・ウォールのそっくりさん。
船橋のコバーン（ふなばしのコバーン）
ジェームズ・コバーンのそっくりさん。
行徳のブロンソン（ぎょうとくのブロンソン）
無職（その後、357キンポでは工務店を継いでいるらしい）。チャールズ・ブロンソンのそっくりさん。見た目はかなり老けて見えるが、それ以上に年をとっている。
『元祖!』では晴郎達がチャールズ・ブロンソンの葬式ごっこをしたときには本人の代わりに棺桶に入った。
妙典のマックイーン
『元祖!』で登場した晴郎の映画仲間。一時就職して仲間と絶交したが、その後よりを戻したらしい。

## 桜の彼氏と友人
花丸木（はなまるき）
声 - なし / 内藤玲 / 森嶋秀太
演 - 馬越琢己 / 染谷将太
大沢木桜のボーイフレンド。身長は桜より低い。桜の彼氏ということで当初から大鉄にひどく嫌われており、「オカマ野郎!」と罵倒されたこともある。
様々なアクシデントに巻き込まれ、いつの間にか裸になっていることが多い。また、そのことに本人が気付かないことが多く、気付いたら気付いたで何故か桜の仕業と誤解して責めるパターンが多い。しかしファッションセンスだけはかなり高く、私服は星印が付いた物を身につけることが多く、またズボンの下にはパンツを穿かなかったり、「穴の開いたジーンズを穿く位なら何も穿かない方が良い」などの妙なこだわりを持つ。星型のバックルのベルトは桜がプレゼントしたもの。バレンタインに渡すチョコレートも星型だったりと桜のこだわりが窺える。性格自体は小鉄のグループを除く小学二年生に動き方や口癖を真似されるくらい親しまれたり、足を怪我した松五郎のカンガルーを動物病院に運んだりなど基本的に善良だが、あまりにも常識や知能に事欠け過ぎている上にしばしば桜に対して理不尽に責めたり するなど、かなり厄介な人物。最大の長所は赤ちゃんのようにぷにぷにした肌と石鹸のような優しい匂いのする体臭の持ち主であることである。
上記の性格と気の弱さが災いし、小学校時代からほどの空前絶後のいじめられっ子 で、現在でも小鉄達からいじめられており、彼らを「ちびっこギャング」「悪魔っ子軍団」などと呼び恐れている。大鉄や桃子などからは、軟弱な性格の上非常識な所と桜とつき合っているため嫌われ、「オカマ野郎」と呼ばれている。
彼のお尻は何でも挟んでしまう不思議な力をもっており、普段の歩行の際は両手の人差し指を合わせながら体を左右にくねらせながら動く（効果音は「チクチク」）。口癖は「 - らむー」など。上記の通りいじめられっ子だが、小鉄達が不良校として悪名高いジャン・マイケル中学校の不良達に絡まれた 際は偶然にも立ち合わせ、不良達に動じることもなく迫り、リーダー格の不良に殴り飛ばされたにもかかわらずダメージを受けた様子は全くなかった上、服（晴郎の中学時代の制服）が脱げて全裸になったので不良達は気味悪がり逃走。結果的に小鉄達を救ったので感謝されている。
最初期のころの顔はかなり濃い顔だったが性格の変化に合わせるように、童顔になっていった、また顔のデザインが変わった後も残っていたそばかすも連載が進むごとに消えていった。最初期のころは性格や喋り方は気分の高揚時や肉体的ダメージを受けた時を除いて普通であったものの、大鉄や小鉄に理不尽な暴行を受けたことを桜に抗議した際に逆ギレされて半殺しにされてしまった。しかし再登場時、桜が捨てた国会議員のウンコが詰まったゴミ袋を桜が制止しているにも拘わらず見ようとして桜に殴られ、その後も桜の友人・桃子やあかねやのり子をして「赤ん坊がそのまま大人になった」ようなキャラへと変貌した。
彼は大鉄と並んで作者が最も気に入っているキャラクターでもある。
『元祖!』での花丸木
一時期、大鉄と仲良くなって大鉄諸共桜にぶっ飛ばされた。その後も大鉄から罵倒される描写はなく、桜と一緒にいる時にタバコで煙幕を張られたくらいで特に何もされていない。金鉄から「らむ君」と呼ばれている。マネキンと間違われたこともあり、自分がショーウィンドウに飾られているのに気付かないなどボケが強力になっている。相変わらず小鉄軍団を見ただけで震え上がるほど物凄く嫌っており、彼らを「デビルキッズ」「極悪少年マフィア」などと呼び、のり子は勿論のこと、突っ込みなどを除いて彼に対して肉体的暴力はおろか精神的暴力を行わないあかねすらも毛嫌いしている。ただしのり子の「一度でいいからクリスマスプレゼントがほしい」という独り言を聞き、そっとクリスマスツリーの飾り物のプレゼントを置くなど優しい一面を見せている。
『毎度!』での花丸木
彼女であったはずの桜と登場するシーンが減り、また二人の関係も恋人同士から友達のような関係に変化している。桜のかわりに弥生と登場する話が増え、桜には二人の関係を誤解されているような描写も見られた。
『あっぱれ!』での花丸木
102ミャオで桜が花丸木のことを名前で呼んでおらず複雑な関係になっていたが、後に桜との恋人関係が復活している。
桃子（ももこ）
桜の友人。男勝りな性格で、大のプロレスファン。
花丸木をオカマ呼ばわりしており、彼と付き合っている桜を心配しているところもあるが、プロレスを観戦時、レスラーのハンセンにいきなり席を取り上げられ、対戦はおろかプロレス観戦に素人の花丸木に桜が「花丸木君の椅子が取られたじゃないの」と言っているのに対し、彼女は「パンセンに取り上げられるなんてラッキーじゃない」と言う。『あっぱれ!』の102ミャオに出るまで24年間出番が無かった。
『あっぱれ!』での桃子
花丸木を「らむーん」呼ばわりした桜にツッコミを入れており、花丸木とも友人に近い関係になっている。
椎名 弥生（しいな やよい）
桜の親友。下ネタが大嫌いでよく裸でいる花丸木に嫌悪感を持っているが、彼にまつわるトラブルに巻き込まれることが多い不幸な少女。彼氏はおらず、桜と喧嘩になった際はそのことをやり玉に挙げられている。
『毎度!』の250キンポでは古い自宅が明らかになる。
『あっぱれ!』での椎名弥生
桜と花丸木の恋人関係が復活しており、現在のところ登場していない。

## 金鉄の知り合い
花バァさん（はなバァさん）
浦安老人会一の不良ばあさん。特技は相手の杖を自分の杖で倒して座らせる「極楽椅子送り」。負けず嫌い。優先席を見ると座ってしまう癖がある。
三郎さん（さぶろうさん）
最長老。「立ち残り勝負」で一番に手をついた。眉毛と唇が太い。
黒澤ブラザーズ（くろさわブラザーズ）
双子の老人。「立ち残り勝負」で花バァさんの「極楽椅子送り」で椅子に送られた。同じ服、同じメガネをかけている。
拓ちゃん（たくちゃん）
「骨董品 拓ちゃん」の店主。金鉄に170年前の御神籤や200万円の壺を売った。
ジムじーさん
町外れにある日本一のパン工場に住む老人。金鉄には借りがあるらしい。一度フグオを一生消えない味つき指、甘指にした。フグオがその指をしゃぶると、しゃぶった瞬間全ての歯が虫歯になった。毎年バレンタインデーにペロちゃんにスペシャルチョコレート（半径300m以内に存在するアリと甘党人間達を魅了してしまう恐るべきジムじーさん特製激甘チョコ）を渡している。甘指は、『バキ』の登場人物、柳龍光の毒手のパロディ。
五郎さん（ごろうさん）
おとなしい老人。八郎さんとは双子の関係。シャツとおデコに「1」の数字がある。
八郎さん（はちろうさん）
おとなしい老人。五郎さんとは双子の関係。シャツとおデコに「2」の数字がある。
嫌な奴（いやなやつ）
性格がかなり悪いジイさん。耳たぶが大きく、おデコにとても大きいほくろがあり、よく似た顔の孫がいる。
シゲさん
金鉄の知り合い。順子にアイロンを腰にあてられ腰痛が治った。
源さん（げんさん）
金鉄の知り合い。金鉄の見舞いに行く際、階段が立ちはだかり、「嫌じゃー!」と言ってリタイア。交通安全の腕章をつけている。
千代さん（ちよさん）
金鉄の知り合い。金鉄の見舞いに行く際、道路の側溝にはまりリタイア。
鶴さん（つるさん）
金鉄の知り合い。金鉄の見舞いに行き唯一辿り着いた。しかし、玄関で倒れてしまった。

## 漫画で関連する人物
十三階段 ベム（じゅうさんかいだん ベム）
声 - 堀内賢雄 / 石井康嗣
小鉄たちの知り合いの売れない漫画家。岩手県出身。34歳だが初老にしか見えない風貌の持ち主。「十三階段 ベム」という名前（13階段と妖怪人間ベムのパロディ）はペンネーム。以前は怪奇系の漫画を描くことを得意としていたため、デビュー作の『恐怖のタンバリン』をはじめ数々のヒット作を世間に流し、“怪奇の巨人”と呼ばれていたほどの凄腕の漫画家だったが、現在は若手漫画家のアシスタントに回ったりと以前の影すらない。今でも得意ジャンルの怪奇漫画をよく編集部に持ち込むが、その内容がグロすぎるため編集長の王様にはよく殴られる。ただ、時折漫画の仕事を編集長から依頼されていることもある。
基本的に善人ではあるが思い込みが非常に激しく、他人の話を全く聞こうとしないので、小鉄やあかねたちにまで将来を心配されてしまっている。アシスタントに行った先の若手漫画家の仕事場を結果的に荒らしてしまったり、仕事場を提供してもらった小鉄の部屋やあかねの家をめちゃくちゃにしたりと、周囲にかなり迷惑をかけている。小鉄の両親（特に順子）からは「小鉄の友達」という風に扱われているが、あまり快く思われていない。漫画を描く道具各種の確保は勿論、着る物にも不自由しているくらいに貧乏。夏にもかかわらず一張羅を着ており（それしか持ち合わせていない）、眼鏡も壊れている。借家のアパート「大凶荘」の室内は異常に汚くゴミの山と化している。また、そのアパートの室内はきれいに掃除したらしたで、不気味な人形やどくろのレプリカが並べられ、吸血鬼退治用の十字架やニンニクがあちこちに飾られている。「子供のころに吸血鬼に血を吸われている上、浦安市内で吸血鬼を6人発見した」とは本人の弁だが、編集長曰く「吸血鬼ネタによってアシスタントがいつも逃げている」とのこと。画力そのものは高く、襖や壁に本物そっくりの家財道具やスフィンクス、西洋の宮廷風の部屋などの落書きを描くことがある。また、漫画の神様こと『手塚治虫』の存在を知らなかったり、黒蜜やアリや胡麻をベタに使ったり、愛用のペンを箸代わりに使ってペン先をうっかり飲み込むなど、命綱とも言うべき仕事道具の画材をぞんざいに扱っていたりする。ハムカツには醤油をかけて食べる。
王様からのリクエストなどで萌え漫画やスポーツ漫画、ギャグ漫画を描くこともあるが、今まで怪奇漫画しか描いたことが無く、流行や怪奇漫画以外のジャンルには非常にを通り越して異常に疎いため、「萌え」や「ツンデレ」という単語を全く知らず、必ず「燃え」や「ツンドラ」と聞き間違える 他、スピンオフをヨーヨーの技、異世界転生を魚介類と勘違いしたりしている。また、「デジタル」を「デジカルビ」と聞き間違えたり、タブレット端末を下敷きと勘違いするなど機械にも尋常でないほど疎い。だが決して無才というわけではなく、何度か王様も納得させ引きずり込むほどの怪奇漫画を書き上げたことがある（小鉄たちが結果的にオチを描いたり、暗闇の中でインクと間違えてポカリでペン入れしてしまったりで台無しになってしまったのだが）他、後述の万田太郎が救急車で運ばれ、代筆を頼まれた際には、彼の漫画を熟読して見事に代筆を果たした（ただし、その影響が抜けないまま次のアシスタント先に行ったため、ゲロを描いてしまい、殴られた）。
王様（おうさま）
声 - 矢尾一樹 / 長島雄一
（漫画の中で）発行部数6000万部を誇る週刊少年チャンピ王の編集長。非常に短気で怒りっぽい性格で、毎回十三階段ベムの作品を見る度に酷評と鉄拳を入れているが、何だかんだで彼のことを見捨てずにいる。当の十三階段もその寛大さを理解しており、『毎度』では王様から電話口で叱責されても本心を悟っているためにまるで堪えていない場面がある。よくも悪くも漫画家に相応の態度で接する人物であり、基本的に漫画家に対して優しく笑顔を見せるタイプである。有能な漫画家ほど腰を低くし、丸山ポパイに対しては「先生」と呼ぶほか、出会ったらその場で土下座してで迎えるほど。ベムに対しては奇行のあまり激しいツッコミを入れ、周囲からも「やりすぎ」と評されるほどだが、彼が面白い漫画を描いた時は笑顔で抱きしめたりなどきちんと評価に応じた対応をしている。ただし、初登場回では小鉄達にかなり横柄な態度で暴言を吐いており（仕事場に勝手に乗り込んだ小鉄の方にも非はあるが）、それに怒った小鉄に椅子から投げ飛ばされて仕返しされるなど、大人げない人物として描かれている。孫が好き。作中で引っ越し、ノブと同じマンションの一室に住んでいる。
ベムに対して「浦安に帰りやがれ！」と殴り飛ばしたことから、編集部は浦安在住ではない模様。
脳田 達規（のうだ たつき）
声 - 森訓久
十三階段ベムがアシスタントに入ったことのある若手人気漫画家。「少年チャンピオン」にてサッカー漫画『GET!富士丸』を描いている。若く好青年。ラテン好きで、南米の地名を叫びながら仕事をしている。十三階段の仕事で仕事場を荒された上、見開きページを墓場での恐怖サッカーシーンに変えられ気絶してしまう。
樋口 和彦（ひぐち かずひこ）
少年チャンピオンにて「京田郎」を連載している若手人気漫画家。かつては十三階段ベムが人気作家だったころのアシスタントだった。師匠の十三階段を内心かなりバカにしている。十三階段にお菓子（なぜか下呂まんじゅう）を送られるが賞味期限が10年前に切れていたためにスタッフともども食中毒で倒れ、さらには十三階段の手で自身の作品を怪奇漫画風に代筆されてしまう。それ以降は師弟の縁を切った模様。
樋田和彦のパロディで、樋田は浜岡のアシスタントでもあった。
ほずみさん
浜岡の友人の漫画家ほずみ・みづほ。漫画に度々チョイ役で登場するが、悲惨な目に遭うことも多い。かなりの天然ボケで単行本のあまりページ漫画でその実態が語られている。歯が現在0本で、入れ歯を作ったらしい。十三階段ベムのモデルでもある。
丸山 ポパイ（まるやま ポパイ）
累計2000万部超えのヒット作「LOVE ME ヘンダー」で有名な「週刊少年チャンピ王」の看板女性作家。王様からは物凄く腰が低く丁寧に接されている。初登場は『元祖!』321固め。バトルシーンの描写が苦手で、その勉強として十三階段が王様に制裁を受けている所をスケッチしたのをきっかけに十三階段の「弟子」となる。
「LOVE ME ヘンダー」の終了後、十三階段をモデルにした新作「漫画くん」の連載を開始（338固め）。『毎度!』で再登場した時にはスランプに陥って漫画を描けなくなっていたが（32キンポ）、後に元気を取り戻し板崎の臨時アシスタントをしながら復帰を目指している（67キンポ）。マンガにはストイックだが、生活面では明るく屈託のない性格で、先輩アシスタントのイジメやベムの汚部屋も全く気にかけない。
山羊野 あたま（やぎの あたま）
十三階段がアシスタントにいった漫画家。明るさがとりえで、「ロボ姫」という漫画を描いていたが、十三階段に感化（洗脳）され、怪奇漫画家化した。漫画も「人造姫フランケン」という元の明るさを失った漫画になってしまった。
モデルは浜岡の元アシスタントのやぎさわ景一。
万田 太郎（まんだ たろう）
十三階段がアシスタントにいった漫画家。ゲロ画の手本を見せるために喉に手を突っ込むが、突っ込みすぎて胃を突き破ってしまった。
万田・α・太郎（まんだ・アルファ・たろう）
声 - 武田一成
春巻のアパートの部屋の隣に住んでいる。彼が主役で登場する回は画風が漫☆画太郎風になる。やたらとアパートの階段から落ちる（他人を落とす）癖がある（43キンポ）。春巻となぜか仲が良く米軍汁、全米汁を春巻にまかなった。
板崎 恵介（いたざき けいすけ）
週刊連載「刀」の作者。筋肉がすごくついている。登場すると空気が歪む。マンションをもち、自身は最上階で活動している。
顔はグラップラー刃牙の作者板垣恵介のパロディだが、服装は垣ママ同様範馬勇次郎が元になっており、背中が隆起すると、「漫画の神様の貌(かお)」がでる。可愛い子には優しく、男（アシスタント）には厳しい性格。
宮田 寿（みやた ことぶき）
週刊少年チャンピ王の新人編集者。メガネをかけたとても可愛らしい女性で、それまで「萌え」と発音することすらできなかった十三階段は彼女の姿を見るや瞬時に「萌え」の発音に成功した。十三階段の編集担当を王様から命じられる。彼が描いた漫画のあまりに酷い出来に厳しい一言を言うつもりがなかなか言い出せない等若干気弱な性格であるが、王様の前では「アレは本当に糞漫画です」と発言したり、最終的に十三階段に跳び蹴りをかましながら漫画を酷評するなど、思い切りの良い一面もある。
神様
十三階段の夢の中に現れた、手塚治虫と思われる人物。十三階段に真顔で「漫画をなめるな!」とありがたい忠告を授けるが、十三階段は手塚治虫の存在を知らないため、全く意味がなかった。それどころか服装などからして自分のマネをしているとまで思いこんでいた。
『元祖!』では、肖像画としてとある漫画家の一室に飾られており、ベムはそこで手塚治虫だということを教えられるが、ベムがあまりにも惨めだったため（および作品自体のオチのつけ方に怒って）密かに涙した。
『あっぱれ!』では、丸山ポパイがベムに見せた写真として登場。ベムはすっかり忘れており、「自分の真似をしている新人」と勘違いした。

## 警官
当初は大谷と桃代たちに直接的なつながりは無かったが、『あっぱれ！』より同じ交番に勤務していることが明かされた。交番の屋上は有刺鉄線のリングに改造されており、月に2.3度大谷と桃代がプロレスを興じている。
大谷 暑司（おおたに あつし）
演 - 大仁田厚
熱血警官。前職は教師（教師として『4年1組起立!』に登場している）であったが、小鉄達に仕掛けた危険なゲームを以前に生徒達に行わせたことが原因で懲戒免職になった。爆発物に詳しい。有刺鉄線によくからまる。基本的に子供には優しい。モデルは大仁田厚。
『あっぱれ!』での大谷暑司
後輩の愛に冗談で小鉄たちと遊んでくるよう指示するが、本当に遊びに行ったことにツッコミを入れている。月に2.3度、桃代とプロレスを興じており、基本的にやられ役である。
江戸紫 桃代（えどむらさき ももよ）
演 - アジャ・コング
通称・ボボ代。ミニパトに乗って交通違反を取り締まる婦人警官。凶暴でタクシー運転手から恐れられている存在だが、後輩には優しい。短気で駐車違反のベンツのエンブレムを叩き潰したり、自分を馬鹿にしたタクシーの運転手をタクシーごとパイルドライバーにかけて重傷を負わせたことも。その凶暴性から後輩の愛ちゃんには恐れられつつも注意されることも多く、頭が上がらなくなっている。濃厚牛乳を飲むとさらに凶暴化し、身体能力も大きく上昇。時速60キロで逃げる車にさえ追い付いた。後に大鉄を執拗に狙うが彼の機転でガソリンスタンドにタクシー後と突っ込まれ爆破された。辛くも逃れた大鉄だが、後日桃代は平気な様子で婦人警官として勤務していた。モデルはアジャ・コング。
ボボ・コングとの関係性は不明。
『あっぱれ!』での江戸紫百代
短気な性格は相変わらずであり、凶暴性も増している。後輩の愛にもキレるようになっている上、小鉄や仁ら子供達に対しても容赦が無い。ボボ・コングと同一人物である事を示唆する描写がある。語尾に「ジャ」が付くようになった。
塚美 愛（つかみ あい）
桃代と一緒に組んでいる若い婦人警官で、桃代の後輩。桃代とは違って常識人で、彼女のことを恐れつつも暴走時には正面から諫める胆力も持ち合わせている。柔道経験者。のり子から「ぺっぴんさん」と言われているとおり、作中では美女として扱われている。細身であるが、懸垂を100回近くこなせる。姓は『あっぱれ!』にて判明。
『あっぱれ!』での塚美愛
桃代の暴走時には、柔道技で絞め落とすなど桃代のブレーキ役となっている。無印時代と異なり、桃代のことを恐れておらず、唯一桃代の暴走を止めることができる人物である。桃代にイタズラする小鉄たちに悪ノリするなど子供っぽい一面がある。小鉄たちには優しく注意し、いっしょ遊んであげるなど桃代と違い子供に優しい。

## ベビーファイトの関係者
野呂井 死郎（のろい しろう）
ベビーファイトで大関の赤ん坊。6月6日の6時に生まれたことから「ダミアン」と呼ばれている。目つきが悪く、大抵は一睨みで相手を泣かせてきたが、裕太ににらまれて泣き出して敗退。悪魔をイメージした帽子を被っている。母も目つきが悪い。
丸山 千秋（まるやま ちあき）
声 - 一条和矢
ベビーファイトのキングだった赤ん坊。生後8か月でありながら体重22kgの体格を有する上に一人で二足歩行をし、声も赤ん坊のものとは思えないほど低い。また、首には住所と電話番号の書かれたカードがぶら下がっている。裕太と戦い、DDTと腕ひしぎ逆十字固めの連続コンボの前に敗れ去った。
柳 梅（やなぎ うめ）
声 - 片岡富枝
演 - 藤田朋子
赤ちゃんを戦わせるベビーファイトの会長。かなり毒舌で意地の悪いところがあるが、基本的には常識のある人で、悪ガキに対してはかなり厳しい態度をとる。裕太をやたらと気に入っている一方、その兄である小鉄を嫌っており、ベビーファイトの参加者である中村ジェットやその兄タケシのことも酷評している。
暮石 ひろみ（くれいし ひろみ）
埼玉県在住。400戦無敗を誇る最強の三歳児。花子をいとも簡単に打ち負かすも、あかねの弟・おさむに瞼を抓られあっけなく敗れる。
ガニガニ六兄弟（ガニガニろくきょうだい）
動いているものを襲う習性のある、凶暴な六つ子の赤ちゃん。全員それぞれの額に1 - 6の数字が描かれている。目つきが非常に悪く「がにーがにー」と気味の悪い鳴き声を喋る。仁ママがベビーシッターとして仕事をするはずだった家にいた。なぜか仁にだけはなつく。一時期ジェンマ託児所という託児所を支配していたが、裕太に倒される。苗字は「ウナ」。父も後に登場するが、橋友に懲らしめられている。

## プロレスラーや力士
アブドラー・ザ・ブッちゃん
大鉄が海水浴場で、のり子の父とスイカ割り対決した際、たまたま日光浴をしていた巨人レスラー。モデルはアブドーラ・ザ・ブッチャー。
大巨人（だいきょじん）
身長2m8cm、足のサイズ16文の大男。常に上半身裸で、記憶を失っているが、とりあえず小鉄達の命令で子分として行動している。小鉄がリコーダーを吹くとすぐに駆けつける。頭を強打すると記憶が戻りかけることがあるがすぐ忘れる。御主人様である小鉄からはあまり大事にされていない。もとは人気のプロレスラーで、試合中に対戦相手からパイルドライバーを喰らい、記憶喪失になり現在に至る。
「浦安市民最強を決める格闘技大会」に出場したが、一回戦の鳥野ねぎまとの対決で記憶が戻って帰ってしまったため不戦敗。口癖は「 - ババー」。モデルはジャイアント馬場
影武者 喜明（かげむしゃ よしあき）
プロレスラーのそっくりさんが多数いる「新日本接骨院」の院長。患部を爆発させる、ウォッカで火をつける、などの危険な治療を行う。モデルは藤原喜明。
橋友　信也（はしとも しんや）
演 - 橋本大地
息子の「まさひろ」を愛する親バカプロレスラー。一時期、ライバルの小田輪に負けてプロレスラーを引退し保育士になるが、後にプロレス界に復帰する。1WGPヘビー級王者で、身分証の呈示を要求された時にチャンピオンベルトを見せるほど自分がチャンピオンであることに誇りを持っている。素人相手にベルトを懸けて様々な勝負を仕掛けては敗北することがパターン化している。またよく号泣する。「浦安市民最強を決める格闘技大会」に出場している。まさひろの通う保育園の運動会でトラブルを起こして以来、保育園の父兄からは煙たがられている節があり、2度目の保育園の運動会のエピソード（300発目）にて早くから場所取りにやってきてそこで寝ているときには保護者父兄一同の総意で大鉄の車で港に運ばれたこともある。モデルは橋本真也(ドラマ版放映時は故人であったため息子の大地が演じた)。
ボボコング
新日本女子の女レスラー。短気ですぐキレる。大鉄に車で追突されたことがあり、会場で大鉄と再会した際には彼に掴みかかったが、順子にパイプ椅子で気絶させられた。住まいは春巻も住んでいたアパート「ドヌーブ荘」の一階だったが、春巻が少しでも音を出しただけで暴行を振っており、不動産屋も警戒していたことから、かなり問題のある住人だったことが分かる。ある日突然、本人の部屋から出火。そのままアパートは全焼し彼女自身も出てこなくなった。江戸紫桃代との関係性は不明であったが、『あっぱれ！』の109ミャオではと同一人物であるような描写がある。モデルはアジャコング。
ラム中野（らむなかの)
ボボ・コングの対戦する予定だった女レスラー。ボボをノックアウトした順子の前に立ちはだかるが、大鉄の核兵器級の悪臭がする靴を嗅がされ、周囲の客共々嘔吐して倒れてしまった。モデルはブル中野。
小田輪（おだわ）
橋友と対決してそれを破ったレスラー。その後保育士をやっていた橋友の下を訪れるも、橋友と子供たちの攻撃に敗れた。モデルは小川直也。
玉子山（たまごやま）
たまたま買出しにでていたところを小鉄たちとじゃれあっていた力士。語尾に「のハナ」とつける。しかし「自分を倒したら百万円あげる」と言ってしまったのが運の尽きで、小鉄のクラスメイト全員に襲われた末、田中さんに爆弾を抱えた膝を攻撃されたり、さらには呪いの人形で膝を攻撃された。
スタン・パンセン
ラリアットを得意とするアメリカ人プロレスラー。タケシが尊敬している。かつてリングに乱入してきた花丸木やファッキンポーズを決めたタケシに対して得意技のラリアットをくらわせた。現在は市川市で日本人の奥さんと幸せに暮らしている。モデルはスタン・ハンセン。
力士（りきし）
声 - 一条和矢
17巻242発目『ノド輪』に登場した力士。大柄である上に見るからに暑苦しい。おやつに牛丼を70杯購入して車の中で平らげてしまう健啖家。言動や所業などに無頓着。
浦安駅から両国国技館に行こうと大鉄のタクシーに乗ったものの、その体格のでかさや重量だけでなく、場を考えない言動や所業などで大鉄を災難に巻き込んだだけでなくその愛車をパンクさせたり半壊させたりした。
超州(ちょうしゅう)
真日本プロレスのプロレスラー。失われたチャンピオンベルトをあかねが着けているのを偶然見つけ、ラリアットで奪い返そうとするが、かわされて逆に浣腸を打ち込まれ敗北。モデルは長州力。
スーパー・ストロング・マシーン
小鉄の好きなプロレスラーとして登場。小鉄がマシーンの引退にショックを受けているところに偶然通りかかり、ファンでいてくれたことにお礼を言うが、マスクをしていない素顔の状態であったため、小鉄にマシーン本人とは気付かれなかった。鬼豚毒象から小鉄たちを護る為に、マスクを被りマシーンとなって撃退する。ラストではマシーンの依頼により、小鉄たちがマシーン軍団を引き継ぐ形で物語が終わっている。
本作では珍しく、パロディではなく本人として登場している。

## 様々な職人
難波 湾（なんば わん）
プロ野球本塁打世界記録を持つ元プロ野球選手で、現在は日本一の布団叩き屋さん。1という数字をこよなく愛し、何事も1番でないと気がすまないため、1という数字を得るためなら手段を選ばない。逆に、3という数字は大嫌い。愛称は「湾ちゃん」。
物語がワンパターンになりやすいためか、『元祖!』では1回だけ、『毎度!』では全く登場していなかったが、『あっぱれ!』で久々に登場。布団叩きだけでは食べていけなくなってしまったと本人は言っている(この時、「野球を知らない」と発言しているが、過去の設定と矛盾している。)。
年齢は52歳（ただし、『元祖!』にて小鉄たちと映画を観にいったときに差し出した免許証は、年齢が1歳になるように偽装されていた）。モデルは王貞治。
鬼豚 毒象（おにぶた どくぞう）
かなり強引な読裏新聞の新聞勧誘員。ほとんど脅迫まがいの手方で新聞を契約させている（しかも一日何百部もの枚数を取るよう契約させる）。これまでに大沢木家や菊池家、上田家に新聞勧誘に行っているがいずれも失敗している。
吉田 ガゼール（よしだ がぜーる）
鑑定士。地球上すべてのものに値をつけるのが夢で、大鉄の愛車をゴミと評し、大沢木家の家を5万円と値をつけている。また、物だけでなく小鉄を始めとする人間や、仁犬などの動物にも値をつけている。『あっぱれ!』に再登場した際は名前が「ガゼール吉田」になっている。
『あっぱれ!』での吉田ガゼール
177ミャオで再登場。肩書が「辛口採点家」になっており、上記の通り名前が変更されている。また順子と出会った瞬間舞い上がっている。
ザトペックじいさん
手作りぬいぐるみのお店「ピノチオくん」を営む老人。彼の作るぬいぐるみの鼻は、みんな異常に鼻が長い。晴郎の知り合い。鼻が赤い。ピノキオのゼペットじいさんのパロディ。
ヒゲじーさん
子供しか知らない浦安のあるところで秘密の理髪店を営む子供好きの元理髪店主人。たったの50円（水曜日は10円、木曜日は1円）で散髪してくれるのでお小遣いを増やしたい子供がよく集まる（多い日には4時間も並ぶ）。『元祖!』の時点ではもう引退しているらしい。このヒゲじーさんは2代目で、3代目には小鉄が選ばれている。
「北米タッグ」の店長
カレーショップ「北米タッグ」の店長で、其処のチャンピオンであるフグオと橋友のカレー対決を見届けた。
水野 ピカデリー（みずの ピカデリー）
映画館「浦安スカラ座」の社長で、推定50cmの突き出た腹が特徴。子供を拉致して自分の好きな映画を無理矢理見せる、恐怖の映画魔でもある（あかねにはグロテスク映画を、仁には男もつらいよ（男はつらいよのパロディ）全48作を3日間徹夜で見せた。ただし、後者は仁が映画館で映画を見たことがなかったため、自ら見たいと申し出た）。彼の中では日本映画はいまいちらしい。晴郎の知り合い。モデルは水野晴郎。
アパートの大家
本名不明。春巻の現在のアパートの大家。ガラの悪い雰囲気の男で、奇行の多い春巻や小鉄達に激怒し、「ガラス一枚でも割ったら殺す」と脅しをかける容赦無い人物。特別編「馬鹿春」のみ出演。
川島（かわしま）
演 - 久保田武人
ドラマ版オリジナルキャラクター。桜が通う高校の教師で、生活指導担当。

## 虫たち
ロビン
春巻を刺した蚊。「イマイチ」と評価した。
バリー
ロビンと行動を共にする蚊。
モーリス
あかねの血を大絶賛し、ロビンやバリーをはじめとする仲間を呼び集めた蚊。
スーパーモスキート軍団
集団で人間の顔を腫らせ、自由自在に顔面整形をしてしまう蚊の群生。
“蚊殺し花子”の噂を聞きつけて怒り狂った蚊社会上層部によって深夜の花子の自宅へ送り込まれ、花子の顔をMr.ビーン（ローワン・アトキンソン）に変えた。
トム
春巻を乗り物として扱う頭脳派のゴキブリ。
ジミー
春巻の鼻の下にくっついていたゴキブリ。
真冬のセミ
小鉄が真冬に見つけたセミで、仁の計算によると人間にして2000歳。黒板の縁で微動だにしなくなり小鉄達に心配されるが、直後に黒板が倒れて下敷きになり、おぞましい断末魔の叫びと共に死亡。

## 小鉄達と関わりの深い人物
国会議員（こっかいぎいん）
声 - 島田敏 / 石井康嗣
日本コブラ党所属の国会議員。超新日本プロレスの会長でもある。
初期から登場しており、登場のたびに大沢木家の面々に迷惑を掛けまくっている。便秘がちで、一度に大量のウンコを噴射する。初期のころはトイレに流せないほどの山盛りウンコをする程度だったが、現在では明らかに本人の体内に収まる量を超え、排泄された瞬間体積が膨れ上がったとしか思えない体積と重量のウンコを噴射し、家やマンションのエレベーター、デパート、遊園地の観覧車や電車、飛行機、屋形船などを破壊している。登場回数を増す毎にウンコを自在に操れるようになり、ウンコでロケット噴射をしたり、ウンコを瞬時に固めて巨大な足として利用したり、ウンコで一晩のうちにマンションを造り上げたりしている。また、それだけ巨大な排泄物は「特殊ガス」で粉砕することにより跡形もなく処理できる。ウンコだけでなく屁や足の匂いも危険。「浦安市民最強を決める格闘技大会」に出場している。アニメではデザインが異なっている。また、一日駅長を務めたこともあったが、まず電車の運転でもするかと駅員の制止も聞かず暴走運転してしまったことがある。モデルはアントニオ猪木。
肖像権の問題でアニメ版の容姿がアントニオ猪木をモデルにしたものからジョン・ウェインをモデルにしたものに変更されている。また、外国人という設定になっており、台詞にも細かい変更が見られる。ドラマ版ではプロレスラーの真壁刀義が本人役で登場し、国会議員と同じ役回りを演じている。
『元祖!』での国会議員
三つ子の兄である教頭（彼自身は三つ子の2番目）が登場して、登場機会は減った（三つ子設定はその後作者により取り消されている）。巨大ウンコの治療のためマニラで心霊手術を受けたが、完治には到っていない（215固め）。ガスパーという犬を飼う。しかし以後も登場が続き相変わらず巨大ウンコで大沢木家に迷惑をかけている。唯一、大沢木家で裕太にだけ懐かれている。
稲川 ジューン（いながわ ジューン）
演 - 稲川淳二
怪談を話すことを仕事としている不気味な男。実は人を怖がらせてその様を見るのが趣味という危ない趣味の持ち主で、初登場時は「しゃっくり専門医」を自称して訪れる患者を驚かせていた。旅館を経営していてそこを自宅としており、小鉄たちを伊豆の旅館に招待した後、トイレ（旅館の外にしか無い）に幽霊が出る話をし、更に下剤入りの麦茶を飲ませてトイレに行かざるを得ない状況にして怖がらせたが、結局あかねを除いた全員に部屋を大便まみれにされるという報復を受けた。後にこの旅館は閉鎖され別の場所で旅館を開いている（しかもそっちには本当の霊が潜んでいた）。独学で「霊拳」という拳法を覚えた。怪談のネタを探すために1週間廃墟に住んだり、墓荒らしをしたこともある。しかし人間を幽霊と見間違えたり（主に仁ママ）と、勘違いが多い。大鉄のタクシーに客として乗ったことがあり、その際に事故に遭い同じ病室に運ばれたことで知り合いになる。大沢木家と関わることも多く、金鉄、大鉄、順子、小鉄、裕太とは知り合いになった。大鉄のことは「付き合ってみると意外と優しいところがある」と評している。モデルは稲川淳二。
『元祖!』での稲川ジューン
自宅に空き巣に入られ、それを「この土地は戦前まで墓地だった。いるはずのない男がタンスの前に立っていた」などと警察に言い張る始末。離婚した妻との間に淳子という娘がいることが判明し、座敷童のように育てている。超高速心霊筋肉（俊敏な身体の動き）を使い、俊敏さと平常心が一つになった時に生まれる「稲川流心霊高速接触拳」という、バレないように人に触って霊の仕業にしてしまう技を開発（ただし、手が常に線香の匂いがするのでのり子にはバレた）。実は旅館に住み着いていた本物の女性の霊に憑依されているが、逆にそのことは本人は（仁ママに指摘されるまで）全く気づいていなかった（この話では女性の正体がミスリードされており、稲川の独り言が女性に話しかけているように見せられ、奥さんだと誤解させる描写だった）。
『毎度!』での稲川ジューン
実は霊など見たことがないことが独白で発覚した。
ボギー 愛子（ボギー あいこ）
声 - 坂本千夏 / 巴菁子
演 - 池谷のぶえ
プロレス技（除霊ボム・ボギーボム）で除霊する武闘派霊能力者。降霊、悪魔祓い、姓名判断、透視など多くの能力を持つ。:プロレス技を駆使したプロレス除霊や、デデニーランドのアトラクションで除霊を行なうなど独特な方法で除霊を行なっている。たくさんの霊を召使いのように使っており、彼らを使って遠隔操作する「ボギーモービル」という秘密兵器を所持している。昔は色々な霊が透視できたが最近は動物霊しか透視できなくなってきている。口癖は「あ〜コワイ」。
幼い頃から強い霊能力を持っていたようで、作中では高校時代の卒業写真が心霊写真と化してしまい同級生達から激しく非難されるエピソードが描かれており、それ故孤独な人生を送っていた。
アニメでは「三途野川霊子」という名前でデザインが異なっている。モデルは宜保愛子。
『元祖!』でのボギー愛子
15周年記念作品である464固めに登場。『浦鉄』連載開始当初のあかねの未来を予想し、怯えて逃げてしまうが、小鉄が自分の技を使う未来を予想し、小鉄を攻撃して気絶させた。
『毎度!』でのボギー愛子
ファミレスでバイトしており、たまたま立ち寄った高山に取り憑いた霊を徐霊する。人間の霊を透視できており、霊能力がもとに戻っているように思われたが、高山に取り憑いた6人の霊を客と間違えている。高山に徐霊を行なうが、長髪の女の霊のみ徐霊できていないことが最後のコマで確認できる。
畑 松五郎（はた まつごろう）
声 - 宮田浩徳 / 坂東尚樹
大沢木家の隣に住んでいる自称動物愛好家だが、その割には度々動物を虐待している。加えて無職であるため生活は困窮し、動物達にも餌をろくに与えず空腹を強いているため、動物達からの信頼は無いに等しい。動物達には度々報復を受けており、大沢木家のペットであるハッチやスタスキーにも全く懐かれていない。60歳で独身。
自宅を「松五郎王国」とし、草食動物から猛獣まで様々な動物を飼っている。性格はかなり傲慢で独善的、なおかつ人間嫌いで人間の友達が一人もおらず、年下から命令口調で喋られることを嫌う。
それでも松五郎王国の動物には本人なりに愛着を持ってはいるらしく、「動物達にきちんと食事を与えるべき」と小鉄達に指摘された際は決心し（その様子を見た動物達は涙を流していた）、居酒屋でバイトをするが、食べられると知った魚のいる生け簀を破壊する、馬刺しと焼き鳥などの肉料理に嫌悪を示し店も来店客も罵倒するなど奇行を繰り返して即日クビになる。その後給料代わりに渡された宝くじ1枚が何と一千万円という高額で当選するが、当選した額で食料では無くパンダを全額叩いて購入してしまい、期待を裏切られた動物達の更なる怒りを買った。初めて焼肉を食したことで牛肉の美味しさに感動し、松五郎王国で飼っている牛を食べようと決闘を繰り広げようとするが、返り討ちにされた。一方でドブネズミの群れを使役してコートを作らせたり、催眠術で王国の動物達を直立させるなど、動物の調教に関しては卓越した才能がある。
アニメでは「牛松虎五郎」という名で登場しており、デザインもタラコ唇にされていたりと一部変更されている。モデルは畑正憲。
ポセイドン 笠原（ポセイドン かさはら）
声 - 松山鷹志（第2期）
浦安一恐いと言われている激怒神社の神主。しかし小鉄達には「よく怒るハゲ」と馬鹿にされている。怒ると「ダーミーアーン」「オーメーン」など怪奇な大声で叫びながら箒を使って攻撃してくる。
賽銭箱に小銭を入れると激怒したり、敷地に入った金は問答無用で賽銭箱に入れるなど、異常にけちで短気で金にがめつい。そっくりな孫がおり、孫にはやたら甘い。孫が現れると「孫パワー」と呼ばれる力を発揮し、怒りや痛みを完全に忘れ、ドロップキックなどを喰らっても微動だにしなくなる。賽銭箱を常に大切にしている。しかしその賽銭箱にお金を入れた人は酷い災難を被ってしまう。その賽銭箱にはカウンターが付いており、賽銭の金額が一目で分かるようになっている。入れ歯は超高級品を着用。
アニメ第1作では本編には登場しなかったが、2代目オープニングアニメの冒頭で巨大ロボットに扮した彼が登場している。
『元祖!』でのポセイドン笠原
眉毛が前に比べて短くなった、狛犬を破壊した花園親子に激怒する。
『毎度!』でのポセイドン笠原
孫が一人増えてデレデレ状態。少し老けた。小銭を賽銭箱に入れても怒らなくなった。
217キンポにて、石畳を改造して参拝客を自動的に賽銭箱に移動させる装置を設置しており金にがめつい面は健在で、被害を被った順子に激怒される。その後装置を見に来た小鉄たちに賽銭箱を破壊された際、(賽銭箱を壊されたので当然ではあるが)弁済をさせるため賽銭箱を改造したモービルで追いかけ回す。賽銭箱型モービルに弁済金を入れることを要求したりと、子供にも容赦がないのは相変わらずだが、10円を入れた涙を出世払いで、1円を入れたのり子も不服ながらも許すなど寛容な部分を見せている。
コルチャック
ポセイドン笠原の飼い犬で、激怒神社の番犬。飼い主同様に獰猛。ハッチとは仲がいいらしい。
大五郎（だいごろう）
無印1巻に登場した、大沢木家に忍び込んだ泥棒。留守番をしていた小鉄に見つかり、彼の「ウチにお金は無いから探しても無駄」という忠告にも聞く耳を持たず、大沢木家を探し回るが、本当に無く落胆する。その後、偶然スピード違反で警察に追いかけられていた大鉄の車にぶっ飛ばされ、その腹いせに裕太を人質に取るが、小鉄が作った非常に不味いサンドイッチを食べてしまいあまりの不味さに気絶、警察に連行された。
その後出所したのか『元祖!』にも一度だけ登場。相変わらず盗みをしていたようで、市長に懲らしめられている。
吉田スモール（よしだスモール）
土井津家の裏の寺の住職。拳法の達人で足技を得意とする。
瀬賀・R・拳（セガ・アール・ケン）
沈黙会館の館長。たくさん門下生がおり、浣腸やデコピンなどを教えている。必殺技は「にぎりっ屁」。土井津家の裏に墓がある。
加藤さん・志村さん（かとうさん・しむらさん）
仲のいい老人二人組。常に二人で行動している。2人で動いたりしゃべったりするだけでコントになってしまう。モデルは加藤茶と志村けん。
古代 亀（こだい かめ）
近所では「亀ばあさん」の名で親しまれているおとなしそうな老婆。92歳。しかし実際はとても執念深くて行動力も高い。あることが発端となり大鉄に対して恨みを抱き、彼ばかりでなく小鉄を襲ったり、大沢木家にシロアリをすまわせたりと悪質な迷惑行為をしている。いじわるばあさんの主人公である伊知割石のパロディ。
大福 星子（だいふく せいこ）
佐茂飯、弓票とは姉妹で長女。身近な生活の雑貨を使って戦いをするおばさん。どんなに高い所から落ちても死なない。佐茂飯禁子とは姉妹で、よく喧嘩はするが実は近くの家に住んでいるほどの仲良し（後に、同じマンションに引っ越した）。新聞配達・出前・タクシー運転手などの仕事をしていたこともあった。『元祖!』では酒が入ると手のつけられないほどの戦闘能力を発揮するが、順子には負けている。
『無印』と『元祖！』以降とでは性格と設定が異なっており、『無印』は二児の母で夫とは半年前に離婚、子どもの為に頑張る優しい母親というものだったが、『元祖！』以降では子供は息子一人となっており、無差別に他人へ危害を加えたり、支払いをしていない商品のプリンを持ち帰ろうとするなど一般常識がない部分が見られるようになった。モデルはジャッキー・チェン。
『あっぱれ!』での大福星子
新型コロナウイルス感染症（COVID-19）の流行の状況の中、マスクと消毒用アルコールの買占め、転売にて儲けた利益で新車と新居を購入している。
佐茂飯 禁子（さもはん きんこ）
大福、弓票とは姉妹で次女。普段の性格は温厚だが、短気でキレると豹変する。姉と喧嘩すると姉のほうが強い。姉の大福星子と違い善人なので順子とは友人関係となっている。後に「ファイナル整骨院」という整骨院をひらいた。モデルはサモ・ハン・キンポー。
『元祖!』での佐茂飯禁子
マンションに引越しした際髪型を変えた。
『あっぱれ!』での佐茂飯禁子
新型コロナウイルス感染症（COVID-19）の流行の状況の中、マスクと消毒用アルコールの買占めと転売を行なう姉の大福を、順子とともに成敗している。
橋友 まさひろ（はしとも まさひろ）
橋友信也の愛息で、裕太と同じ保育園に通う。裕太と仲がいい。チャンピオンである父を誇りに思っているものの、彼の奇行のせいで肩身の狭い思いをすることも。
星野 虎吉（ほしの とらきち）
声 - 上田祐司
ウエットスーツを着て、河川敷でダンボールに乗って土手を滑る「丘サーフィン」をしている青年。小鉄らと出会い、長年の目標である浦安フジでの丘サーフィンを実行するも、偶然花丸木と一緒にいた桜と共に大鉄のタクシーに飛び込み、大鉄と一緒にガソリンスタンド（アニメ版では貨物船）に突っ込む。美男子でもあり彼を間近で見た桜も思わずときめいたほどだが、そこを見た大鉄に勘違いされた。
春巻のおばあさん（はるまきのおばあさん）
春巻の祖母。福井県で暮らしている。孫同様、個性的な数多くの口癖をもつ。たまに春巻にプレゼントを贈ったりする。
谷村 信司（たにむら しんじ）
仁ママの好きな歌手。通称「チンペー」。ファン層は主に主婦で浦安によくやって来る。突然襲いかかったり、生爪や髪の毛を送ってきたりする仁ママを気持ち悪がっているが、チンペー自身もけっこう変人である。主な歌は「スバルレオーネ」、「少年チャンピオン」など。モデルは谷村新司。
一茂（いちも）
プロ野球選手。よくエラーをするので、球団のお荷物と言われている。モデルは長嶋一茂。
花梨（はななし）
中華料理屋「電光飯店」に勤める主婦。幼稚園に通う息子がいる。弱々しい声で地味な面。だが、仁の母から出前の食器を取り返すときはかなりいい動きをしている。皿回しのセンスあり。
『元祖!』での花梨
順子と自転車競走をしており、その際も順子でさえ立ち漕ぎをしなければ走れない坂道を、片手に出前のラーメンを持ちながら座ったまま息を切らすこと無く走るなど並外れた運動能力を見せている。

### 鳥野一家
158発目『東芝』にて初登場した一家。『サザエさん』の登場人物である磯野家とフグ田家のパロディ。凶暴主婦、鳥野ねぎまによって一家全員が虐待されているが、ねぎまがいない時は平和な仲良し家族である。一家で元ネタのエンディングに登場する小さな家そのままのデザインの家に住む。家の中は間取りが存在せず、トイレと台所と風呂場と居間、子供部屋が一部屋に固まったような異常な物件で、訪れた小鉄たちを驚愕させた。また、家はねぎまによって幾度となく破壊されている。
鳥野 ねぎま（とりの ねぎま）
兄弟、親、子、夫を虐待する凶暴主婦。29歳。その他にも目の合った人を襲う習性がある。「浦安市民最強を決める格闘技大会」に出場しており、一回戦で大巨人と戦ったのだが、大巨人の記憶が戻り途中で帰ってしまったので、代わりに市長と戦うことになる。市民に手を出せないと悩む市長だったが、東京女囚刑務所を脱獄して浦安にいるので実際は東京都民であることをなんこつやつくねから教えられ、それで吹っ切れた市長によって見事に倒されて敗北。特技は毒ツバ。何度も刑務所に入れられ、人生の3分の1は刑務所の中で過ごしたらしい。ねぎまを除けば鳥野家は幸せな家族。おでこに梅干を付けると気絶する。一度、ケンタッキーの人形に入れられたことがある。
作者はサブキャラの中では一番のお気に入りでアニメに登場させたかったが、他のパロディキャラと同様、著作権の関係で出すことが出来なかったと述べている。
鳥野 しろ（とりの しろ）
鳥野ねぎまの夫で、元ネタとは異なり婿養子である模様。たんは息子。妻のねぎまからいつも虐待されており、「離婚したいよー」と泣きながら妻から逃げている。
鳥野 すなぎも（とりの すなぎも）
鳥野家の大黒柱で、ねぎま、なんこつ、つくねの父で、たんの祖父。頭髪は3本。煙草を吸っているとねぎまから暴行を受けるという。アニメブック収録の特別編ではねぎま脱獄の情報を受けて逃亡する際、あかねの家に逃げ、あかねの家にねぎまを導いたりした。
鳥野 はつ（とりの はつ）
ねぎま、なんこつ、つくねの母で、たんの祖母。
鳥野 なんこつ（とりの なんこつ）
鳥野家の長男で、ねぎまの弟でつくねの兄でたんの叔父。いつも姉のねぎまから暴行を受けているが、とっさの機転でねぎまを気絶させることが出来る。
ねぎまがいない時は幸せ家族である鳥野家の中心的存在であり、小鉄たちのことを気に入ってはいるのだが、災難に巻き込まれることを恐れた彼らからは逆に煙たがられている。
鳥野 つくね（とりの つくね）
鳥野家の次女で、ねぎま、なんこつの妹で、たんの叔母。姉から暴行を受けており、本編では元ネタを連想させる叫び声を揚げながら姉に暴行を受けていた。
学校の中では常に兄や甥と行動を共にしている（ただし、兄と同学年であるのかは不明）。兄と共に小鉄たちのことを気に入っているが、彼らからは煙たがられている。
鳥野 たん（とりの たん）
ねぎまとしろの息子でなんこつとつくねの甥。家にいると母から暴行を受けるので、叔父達と共に小学校に行っている。そのため、小鉄やのり子からは常に何者だと問われている。左目には眼帯をしている。無口であり、あまり話さない。

### 『元祖!』からのその他の人物
犬男（いぬお）
春巻龍の飼い犬のブルドッグ。飼い主の春巻を外に追い出して自身が部屋の中で生活をしたりしていたが、『毎度!』以降はいつの間にかどこかへ行ってしまった。
ガスパー
国会議員が飼っているプードル。見た目は可愛らしいが飼い主同様、無限にウンコをする。散歩を押し付けられたあかねや花丸木が酷い目に遭っている。
市長（しちょう）
本名は末崎（まつざき）。浦安市の市長。浦安市で最大の権限を持つ人。変装が得意で、市民に成り切って市政への苦情を聞き出すなど、市や市民のためなら体を張って何でもする。事故で曲がった標識の支柱を素手で曲げて元に戻したり、警察無線を傍受できるよう改造した愛車で引ったくり犯を追いかけ逮捕するなど腕っ節も強い。生の教育現場を観察するため春巻になりすまし小鉄のクラスを一日受け持ったことがあるが、あかねが春巻に扮した彼に借金の返済の要求をしてきたのを恐喝と勘違いしてあかねを殴ってしまい、結果春巻の身代わりとなって小鉄らの暴力の洗礼を受け、教育現場の荒廃ぶりに愕然とする。また市民のボランティア行動には感動しやすい性格で、見返りとして涙球場前や鈴木青果店前にバス停を誘致したことがある。『浦安鉄筋家族』の「浦安市民最強を決める格闘技大会」の司会者兼出場者でもある。浦安市民には優しく、他県民には容赦しない。前市長の「橋本トランヴィスキー」と容姿が似ている。
モデルは本物の浦安市市長である松崎秀樹で、作者いわく「本人にばれたが、快くおもわれている」。
弓票 鷹子（ゆんぴょう たかこ）
『元祖！』から登場した大福、佐茂飯とは姉妹で三女。7歳まで猿に育てられていたらしく、猿っぽい言動と行動をしている。性格は長女の星子寄り。モデルはユン・ピョウ。
大福 A（だいふく エー）
大福星子の息子。1歳。母にとても顔が似ている。母親同様、高いところから落ちても死なない他、酒により超人的な才能を発揮できる。
浦安コブラ会
第13巻にのみ登場。東栄にある。
猪子（いのこ）
第13巻にのみ登場。すぐ人を裏切る、意味もなくスクワットをやらす、借りた金は返さない、突然暴力を振るうなど会長らしくない性格。モデルはアントニオ猪木。
力美（りきみ）
浦安コブラ会の会員。猪子から顔面パンチを喰らい、スーパーでバナナを買ってくるよう命じられる。バナナの形が猪子の顔に似ていることから、バナナに怒りをぶつけ、たまたまそこにいた順子と知り合う。順子に猪子への怒りを打ち明けた後、順子の家を出るが、そこで猪子と遭遇。またもや暴行を受け、ひるむ。それから数日後に順子と再会するが、同会員の辰美と順子の手を持って「順子軍団旗揚げ」と称し、猪子にラリアットを喰らわすが、運悪くも後ろにいた順子にヒット。その後、猪子にあいさつをし、最後は順子に猪子もろともラリアットの餌食にされた。モデルは長州力。
辰美（たつみ）
第13巻にのみ登場。浦安コブラ会の会員。会長の猪子がいない間は力美（りきみ）との会話を楽しんでいたが、猪子の登場と共に顔色を変えて猪子の後ろに立つ。力美の強引な誘いで、順子軍団に加入するが猪子を裏切るのが恐かったらしく、すぐに脱退した。モデルは藤波辰爾。
チャーリー
順子が通販で「チャーリーズボディキャンプ」を頼んだときに商品と一緒に付いてきた。来た一日目は順子が困るほどテンションが高く、45分のエクササイズをコーチしたが、実はかなりの面倒くさがりで日に日にやる時間が減っていき、最後にはたった3分になっていた。初めは7日間限定ということで居候していたが、大沢木家の食事と居心地が気に入り永住を決意し、最後にはエクササイズもせず1か月居座って、晴男のように太ってしまい、順子から「いつまでいるのよアンタ!」と苛烈なツッコミを喰らった。モデルはビリーズブートキャンプのビリー・ブランクス。
口癖は「ビクトリー!」。
チャパネット高田（チャパネットたかた）
ニャパチネット高田と表記されている回があるが、その人物とは一応別人であるらしいのこと。モデルはジャパネットたかたの髙田明。
洋田ババア（ようだババア）
109歳になる浦安最長寿。数十年前まで何かの道場を開いていたらしい。年の割に動きが俊敏で、かくれんぼや杖を使ったバッティングがもの凄く上手い。雹から小鉄たちを救ったこともある。中田さんとかくれんぼ対決をしているが、どちらが隠れる側か決めなかったため二人とも隠れてしまい、誰にも探されることなく幕を引いた。
渡辺さん（わたなべさん）
小鉄たちの小学校に隣接した家の主婦。
森 トム（もり トム）
春巻にそっくりな顔立ちの浦安市議。特徴は左目許のほくろ。若手ナンバー1で女性有権者からの人気も高かったが、偶発的トラブルから選挙カーに乗ってしまった春巻の数々の所業が彼のものと勘違いされ支持を大きく失う。さらに腹痛を治すため公園のトイレに来た大鉄のタクシーに突撃され、その直後に選挙用の看板が公園に突撃した大鉄の車に乗っかり、それも選挙カーと勘違いされ、次の選挙で落選してしまった。選挙ポスターでの明記は「もりとむ」。
桜 米助（さくら よねすけ）
自分の家のお隣さんの家の食事を勝手に食べては批評することが好きな男性。美味しいご飯の家を探して各地を放浪しており、これまでお隣さんの食事しか食べていないという。批評に関しては非常に厳しく、ダメだと思ったら即刻引っ越すほど。家が自動車と一体化していて家ごと引越しができるようになっており、のり子の家の隣に引っ越して来たが、のり子の料理に満足できず再び放浪の旅に出た。58歳。モデルはヨネスケ。
星 仙一（ほし せんいち）
浦安市内の少年野球チームの監督。笑顔が印象的だが、非常に短気かつシビアな性格。しかし子供好き。モデルは星野仙一。
田淵 幸二（たぶち こうじ）
浦安市内の少年野球チームのヘッドコーチ。とても温厚。子供たちに対しては「授業参観の親か」と言われるほど甘い。モデルは田淵幸一。
稲川 淳子（いながわ じゅんこ）
幽霊走りをする。父親の言うことには従順で彼の教えに従って他者を怖がらせ脅かしている。一度、大沢木家に侵入して怪奇現象を演出したが、彼らの無神経ぶりにはまったく通じず、自分が痛い目にあってしまう。小道具のカツラが大鉄の頭にはまり、「毛が生えた！」と一家に誤解され怖がられ、意外なことで驚かれたことで彼女もまた驚いていた。
ロジャー・ボンド
浦安に上陸した謎の英国秘密諜報部員。
ヤワラ
金メダルをこよなく愛する柔道の天才。穏やかな性格だが、小鉄たちが勝手に彼女の金メダルで遊んでいた際ブチ切れたことがある。モデルは谷亮子。
ホラ吹き爺さん（ホラふきじいさん）
小鉄らからは「ホラ吹きジジイ」とも呼ばれる近所の老人。嘘の作り話で周囲の人たちを騙すのが好きで、口から発する言葉のほとんどが嘘である。しかし、その知識はきわめて広範囲にわたり、小鉄らが話すあらゆる話題に応じた嘘を即座につくことができ、質問返しなどのイレギュラーな事態にも難なく対応できる。また、話術も巧みで、嘘だと分かっていても自分の興味のある話題の時には信じ込ませる力がある。モデルは大滝秀治。
出演するごとにその嘘は大掛かりなものになり、ブロック塀が崩れやすいようにあらかじめヒビを入れておく、小鉄の家族のそっくりさんを金で雇って家族であるかのような演技をさせたり、春巻のそっくりさん（あかねが一目惚れするほどの爽やかな美男子と後述のジミー）を雇うなど、嘘を超えてドッキリに近いものになっている。嘘つき仲間のホラ吹きばあさんから「山本仙太郎」という名前で呼ばれている場面があり、他にも「真実(まことみのる)」が本名である描写があるが、嘘つきなのでどれが本名かどうかは不明。
大沢木 鶴子（おおさわぎ つるこ）
『元祖!浦安鉄筋家族 爆笑プレイングブック』のコミック未収録作品にのみ登場。本編とは一切関わりが無く、大沢木一家にも含まれていない。
郷丸 三平（ごうまる さんぺい）
ジーンズショップ「全米屋本店」の店長。相当なジーンズマニアで、大鉄が3日穿いただけのジーンズを理想のダメージジーンズとして欲しがり、大鉄を伝説の男と崇める。同じくジーンズマニアの知り合いにハリウッド俳優のトムがいる。なお、ジーンズマニアではあるものの、当の郷丸本人は痩せ過ぎてサイズの合うジーンズが無く、穿きこなせていない。モデルはブラッド・ピット。
星 明（ほし あきら）
『元祖!』2巻に登場。自分が経営している屋台で、悩んでいる人物（順子）には幸福感を出すラーメンをだしてくるが、別の客（大鉄）が、その人物を悩ませる諸悪の根元だと直感した人物には、金網や鼻くそ、雑草などが入ったとてつもなく不味いラーメンをだしてくる。モデルは明星チャルメラの看板キャラクター『チャルメラおじさん』。
作者はこのキャラが浦安鉄筋家族で最も好きなキャラとのことであり、27巻のはまけんで取り上げられた（筆者も「信じらんねー」とのこと）。

### 闇崎家
いずれも『元祖!』からの登場。
闇崎 駿（やみざき はやお）
自然をこよなく愛するヘビースモーカー。自分の子供を野性的にしようと虐待に近い教育を行うが、最終的には裏目に出て子供に仕返しされる。腹黒い性格。モデルは宮崎駿。
闇崎 固軟（やみざき こなん）
闇崎駿の息子。温泉好きな内気で内向的な少年だが、父親から無理やり「野生的な少年」に育てられようとしており、上半身裸で靴も履かせてもらえず寒がっている。しかし、父と同じ腹黒い本性の持ち主であり、父親が芝生の坂から滑り落ちた際に覚醒し、「おれはオマエの操り人形じゃねーんだよ！」と下卑た交渉を響かせ、駿を足蹴にしてボード代わりにして復讐した。あまりの変わりように、最初はその境遇に同情的だったのり子からも「最低男」と称された。『未来少年コナン』の主人公・コナンのパロディ。
闇崎 マキ（やみざき マキ）
闇崎駿の娘（固軟の姉か妹かは不明）。産まれてすぐに野生の猿に連れ去られ、野人として育てられたため、人並み外れた身体能力を誇る。人語は喋れないが、その代わりに猿語を話すことが可能で、スタスキーと意思の疎通ができる。急所攻撃が得意でキムチが弱点。
スタスキーと意気投合した際、大鉄への日頃の恨みを聞かされ、スタスキーとの共謀で大鉄に急所攻撃をお見舞いする。『となりのトトロ』の主人公・草壁サツキのパロディ。

### 『毎度!』からのその他の人物
高山 勝利（たかやま かつとし）
395固めに登場した、会社をリストラされた中年男性。妻子持ち。公園で時間を潰しているうちに、次第に小鉄たちと打ち解けていく。大人の苦労を小鉄たちに打ち明け、小鉄から「大人やめちゃえよ」とアドバイスを受ける。そのアドバイスを真に受け、大人たちが童心に返るビジネスを立ち上げて成功する。小鉄たちからは名前をもじって「ヴィクトリー」と呼ばれている。その後、6人の幽霊に取り憑かれた状態で再登場。たまたま立ち寄ったファミレスでバイトしていたボギー愛子に徐霊を受ける。アドバイスをくれた小鉄たちには恩義を感じており、ファミレスに立ち寄った小鉄たちに、上記の霊たちが注文した料理を無償で振舞っている。モデルは斎藤洋介。
北路 龍（ほくろ りゅう）
年収2億の天才子役。右頬のほくろが特徴。ママが手を握ると笑顔で手を振り、手を放すと一気に暗くなってしまう。本人は仕事に対して辟易しており友達を欲しがっていたが、その後裕太と仲良くなる。
安藤庵のオッチャン（あんどうあんのオッチャン）
広島カープの山本工事にそっくりで、山本工事のファンの佐渡勇子でさえ勘違いするほど。そば処「安藤庵」の主人。仕事はサボり気味でよくパチスロに行くらしい。モデルは山本浩二。
ジェシー
万田・α・太郎が拾ってきたワクドナルドのキャラクターの人形。春巻の近所の公園のベンチに置かれている。万田も春巻も人間と勘違いしており、不気味なピエロと判じている。万田の米軍時代の恋人ジェシー（ジェニー）に似ているらしい。
後に春巻の勘違いで「キムチを食われた」と誤解し、勝負を仕掛けるが不運が重なり自分がK.Oされた。その際の必殺技はベンチの重みをプラスし脳天から叩きつけるDDD（デンジャラス・ドライバー・ドナルド）。この人形に関わってK.Oされた者は、出血によってピエロのようなメイクになるのが特徴。マクドナルドのマスコットであるドナルド・マクドナルドのパロディ。
ドリーちゃん
タコ顔が大嫌いな赤ん坊。タコ顔をされるととてつもなく大きな声で泣きわめく（特に順子のタコ顔が特に怖いらしい）。大鉄は「鼓膜が破れる」と言っていた。モデルはドリー・ファンク・ジュニア。
ホラ吹き婆さん
ホラ吹き爺さんが死亡したという嘘を小鉄たちに教えた老婆。ホラ吹き爺さんとは長い付き合い。彼とはライバルのような関係も見せるが、二人で協力して小鉄たちを騙すなどコンビネーションも抜群。
変態笛泥棒
名前不明。禿げ上がった頭頂、なで肩、下腹が出た冴えない中年男であり、ギョロっとした恐ろしい目つきをしている。学校に狡猾に忍び込んでは隠れ潜み、女子児童の縦笛を口に咥える変質者。よく使われる効果音はロリドーンで、作風に似つかわしくない禍々しいオーラを放っている。何度か逮捕されており、のり子や勇子らにも殴られているが、懲りずに悪びれることなく笛を求め続けている。当人としてはあかねの方が趣味らしいが、その割にはのり子と関わることが多く、のり子の家の近くで立小便をしてたり、『毎度!』23巻ではホラーチックなピエロ（ペニーワイズ）に扮し、のり子の家から笛を盗み出したと思しき描写がある。
『あっぱれ!』では稲川ジューンの撮影した写真の背景、マンションの4、5階のベランダでしがみついてる様子が写されており、奇行は続いている。
箱の中の人
跳び箱の中に潜んでいた謎の怪人物。
素顔も名前も不明だが、見開かれた血走った目としわがれた手、荒い息遣いが特徴。笛男に類似した実態を持ち、彼同様にのり子を付け狙った。
当初は笛男と同一人物にする予定であったが、後に別人とした事を巻末コメントで作者が述べている。
友部 守護（ともべ まもる）
禁煙外来のある病院に勤める男性医師。自身も禁煙家であり、二十年前は重度のヘビースモーカーで地獄を見たという。大鉄を禁煙させるために訪れた順子に「タバコを吸うたびに吹き矢で尻を刺す」という知恵を授けた。その後、順子のことが気になってつきまとい（ストーキング）していたところ、大鉄の口から発射されたタバコが順子に当たりそうになる場面を目撃。順子を守ろうとした際に大鉄のタバコを吸ってしまい、あっさりと骨抜きになり禁煙をやめてしまったため、順子にラリアットを見舞われた。『グラップラー刃牙』の登場人物である本部以蔵のパロディ。
ヒロ
新日本整骨院の院長の弟子。顎関節脱臼整復術のエキスパート。見た目は怖そうだが実際は思いやりのある男性であり、顎が外れていた勇子を優しく治療した。モデルは蝶野正洋。
ジミー・チェンバレン
ホラ吹き爺さんに春巻役として雇われた俳優の卵。本物の春巻や自分よりも以前（121キンポ）に登場した美男子の春巻役とは異なり、大柄かつ凶暴な性格をしている。

### 『あっぱれ!』からのその他の人物
佐藤 ルル（さとう ルル）
国内貧乏神ランキング5位の女性の貧乏神。貧乏神の名の通り取り憑いたものの金運が無くなり、また無意識の内に財産をを手放してしまうようになる。貧乏神ではありながら正義感が強く、弱いものには優しく、悪いものには文字通り神罰を下している。初登場時は春巻に取り憑こうとするが、春巻のありえない行動に仰天し、貧乏神がいなくても勝手に貧乏になる春巻に呆れて取り憑くのをやめている。春巻と遭遇するたびに世話を焼いており、169ミャオで公園のブランコの椅子にはまって遭難した春巻を他の貧乏神の力を借りて救助するなど春巻に対して情が移りつつある。
白石 メンデルスゾーン（しらいし めんでるすぞーん）
国内貧乏神ランキングは2位の男性の貧乏神。元々は徳島駐留であったが、現在は浦安に駐留する。当初は春巻に取り憑こうとするが、ルルがすでに目を付けていたため、仁ママに取り憑く。その後自身の想像を超える土井津家の貧しさに震え上がる。ルルとは違い遭難した春巻を見捨てるよう諭すなど非情な部分があるが、最終的にはルルとともに助けている。

## 外伝!浦安鉄筋家族 闘え!春巻の登場人物
本作のスピンオフ作品。
トイレの神様 / 廁神（かわやしん）
巫女の格好をした女性だが正真正銘の神様。短気で怒りっぽく、意地悪なところがある。語尾に「だじょ」をつける。春巻が「この世からトイレなんかなくなればいい」と口にしたことで神罰を与えるために降臨した。以後も何かと春巻の前に姿を現す。春巻にツッコミを入れる常識人的な面もあるが、回が進むに連れ理不尽なボケをかますようになっていく。